# Brigitte Bardot
Pour les articles homonymes, voir Bardot et BB.
Brigitte Bardot, également désignée par les initiales « B.B. » ou « BB », est une actrice, mannequin, danseuse, chanteuse, militante des droits des animaux et écrivaine française, née le 28 septembre 1934 à Paris.
Figure féminine des années 1950-1970, elle est une star mondiale, l'égérie et la muse de grands artistes de l'époque. Emblème de l'émancipation des femmes et de la liberté sexuelle, elle incarne des rôles de femme libérée, anticonformiste et parfois fatale.
Elle tourne avec plusieurs grands cinéastes, interprétant des personnages à l'élégante légèreté et à la sensualité photogénique. Elle devient rapidement un sex-symbol et acquiert une renommée internationale. Avec à son actif 45 films et plus de 70 chansons en près de vingt et un ans de carrière, Brigitte Bardot est l’une des artistes françaises les plus célèbres au monde.
En 1973, elle met un terme à sa carrière d'actrice pour se consacrer à la défense des droits des animaux et crée la Fondation Brigitte-Bardot. Par son engagement, elle obtient notamment la généralisation du pistolet d'abattage dans les abattoirs (évitant aux animaux une douloureuse et lente agonie) et l'interdiction par le président français Valéry Giscard d'Estaing de l'importation de peaux de phoques en France ; mesure qui, par son action, est généralisée quelques années plus tard à l'ensemble des pays membres de la Communauté européenne.
À partir des années 1990, elle suscite le débat en raison de prises de position hostiles à l'islam en France et aux égorgements rituels d'animaux sans étourdissement préalable. Entre 1997 et 2021, elle est condamnée à six reprises par la justice pour des propos à caractère raciste.

## Biographie

### Origines
Brigitte Bardot naît le 28 septembre 1934 au domicile de ses parents, 5, place Violet, dans le 15e arrondissement de Paris. Elle est baptisée Brigitte, Anne-Marie le 12 octobre et grandit dans une famille bourgeoise catholique parisienne.
Son père, Louis Bardot (1896-1975), est le fils de Charles Bardot (1860-1941), un ingénieur des Arts et Manufactures originaire de Ligny-en-Barrois, en Lorraine. La famille, de la haute bourgeoisie catholique, en cousinage éloigné avec Nicolas-Charles Oudinot (1767-1847), maréchal d'Empire et duc de Reggio, est solidement implantée aux commandes de la Troisième République. Jeanne Hyacinthe Marie Claveau (1864-1950), la grand-mère paternelle de Brigitte, est née à Louveciennes. Elle est l'héritière de la propriété où Brigitte et sa famille passeront de nombreuses vacances dans le « chalet norvégien », un pavillon de l'Exposition universelle remonté sur place.
Louis Bardot est ingénieur et exerce comme industriel, propriétaire des usines Bardot (appartenant aujourd'hui à Air liquide), dont le siège se trouve rue Vineuse, à Paris.
Il écrit à ses heures perdues de la poésie qu'il publie sous le nom de Pilou-Bardot. Un de ses recueils, Vers en vrac, sera récompensé par l'Académie française du prix Paul-Labbé-Vauquelin en 1961.
Sa mère, Anne-Marie Mucel (1912-1978),, est la fille d'Isidore Léon Mucel (1881-1958), originaire de Valence (Drôme) et directeur d'une compagnie d'assurances, et de Jeanne Louise Grandval (1887-1970), originaire de Paris. La mère et les deux grands-parents maternels de Brigitte Bardot seront enterrés à Saint-Tropez.
Anne-Marie Mucel passe une partie de sa jeunesse à Milan. Ses parents ont une loge à la La Scala. Elle souhaite devenir danseuse et actrice.
Elle rencontre Louis Bardot en 1933 et l'épouse la même année. Ils ont 16 ans d'écart d'âge et se vouvoient. À leur domicile, l'intendance est assurée par du personnel de service logé sous les combles et Anne-Marie ne fait jamais la cuisine. À partir de 1942, à respectivement 30 et 46 ans, ils font chambre à part.
À cette époque, Anne-Marie crée un atelier de chapeaux dans une pièce de son appartement. Elle présente et vend ses pièces à des amies. Après la guerre et jusqu'aux années 1950, elle exerce son activité de modiste, à laquelle elle ajoute alors la couture, et se spécialise dans la robe de débutante.

### Enfance
Les parents de Brigitte sont passionnés de cinéma et adorent filmer leur famille avec une caméra amateur, une pratique encore rare à cette époque. Il existe ainsi de nombreux films de Brigitte enfant, de ses 2 jours jusqu'à l'âge de 16 ans. Une séquence, tournée en 1939 par sa mère Anne-Marie à Hendaye, montre Brigitte à l'âge de 5 ans dans un scénario d'une histoire d'amour champêtre avec un petit garçon, incluant plusieurs scènes de baisers. Cette séquence est diffusée au cours de la première émission de Cinq colonnes à la Une, le 9 janvier 1959. France Roche, qui interviewe Brigitte Bardot, fait ensuite venir sur le plateau Michel Igon, son partenaire de l'époque dans cette séquence. Il évoque les nombreux tournages du père de Brigitte Bardot, qui dirigeait sévèrement les enfants en leur administrant parfois des gifles.
Enfant, Brigitte Bardot se trouve laide, et se sent mal-aimée,,. Elle porte un appareil dentaire, des lunettes et présente un léger strabisme,. À la suite d'une maladie dans l'enfance, elle est atteinte d'un strabisme paralytique, une amblyopie à l'œil gauche. Ce regard la handicape, elle ne se trouve pas belle, mais lui confère une manière particulière d'appréhender le monde extérieur et de déambuler, participant à sa grâce.
Sa jeunesse est marquée par une éducation très rigoureuse. Lors d'un entretien accordé à Jean Cau, elle attribue son esprit rebelle à l'éducation qu'elle a reçue : « J'ai été élevée par des parents de droite, d'une bourgeoisie austère, qui m'ont donné une éducation assez stricte. J'ai connu la cravache… J'allais dans une école catholique, j'étais surveillée avec une gouvernante. Je ne sortais jamais dans la rue toute seule. J'ai été très tenue jusqu'à l'âge de 15 ans ».
Sa mère n'hésite pas à la gifler « si son corps s'affaisse », afin que sa disciple y gagne ce « port de tête altier », qui caractérise l'actrice et qui est perçu par certains comme de l'arrogance.
Dissipée, elle souffre de la préférence de ses parents pour sa sœur cadette, Marie-Jeanne (dite « Mijanou », née le 5 mai 1938).

### Scolarité, formation
À l'automne 1940, en pleine guerre, elle commence sa scolarité au cours Boutet de Monvel. Elle est inscrite à l'école de danse Rico à raison d'un jour par semaine.
Lors du déménagement de ses parents en 1942 au No 1, rue de la pompe, dans le 16e arrondissement, elle est scolarisée à temps partiel au cours Hattemer Prignet, rue de la Faisanderie, et entre à l'école de danse de Marcelle Bourgat, salle Pleyel dans le 8e arrondissement, partageant sa semaine entre trois jours d'école et trois jours de danse. À 7 ans, elle remporte le 1er prix de danse de sa classe,. Elle se passionne pour la danse classique.
En 1943, ses résultats scolaires étant catastrophiques, ses parents l'inscrivent à l'Institut de la Tour, un établissement catholique du (16e arrondissement de Paris). Elle ne peut plus exercer la danse, tombe malade au cours de l'année scolaire, et réintègre l'année suivante le cours Hattemer où elle doit redoubler,.
Elle reprend la danse et en 1947, elle est reçue au Conservatoire de Paris dans la classe de Jeanne Schwarz (en) et reçoit dès la première année un premier accessit en 1948. En 1949, les archives du Conservatoire mentionnent en dessous de son nom « A concouru. » et en septembre 1950 : « Rayée. »,,.
Elle quitte le Conservatoire pour le cours de Boris Kniaseff, ancien danseur et chorégraphe du Théâtre des Champs-Élysées et des Ballets russes où elle retrouve Leslie Caron qui fréquentait avec elle le cours Bourgat. Kniaseff mène son cours un bâton à la main et frappe ses élèves quand il n'est pas satisfait d'un mouvement. Brigitte, surnommée « Bichette », est gracieuse, elle a les membres déliés mais elle est peu musclée, lente, et un peu faible sur les pointes et doit échapper aux coups. Sa rencontre avec Vadim l'éloignera ensuite des cours et elle arrêtera la danse classique.

### Premières expériences professionnelles
En 1948, Anne-Marie Bardot convainc le modiste et photographe Jean Barthet de faire participer Brigitte à un défilé de présentation de ses chapeaux. Mais Brigitte est timide, gauche et n'ose pas regarder le modiste en face. Sa mère propose alors une forme de défilé nouvelle, loin de la marche sur la plateforme : elle pourra danser et les chapeaux porteront les noms des pas de ballet. Barthet accepte cette originalité et lui fait présenter ses chapeaux sur la musique du Lac des cygnes.
Après le défilé Barthet, elle devient mannequin junior pour la maison de couture Virginie Jeune Fille qui propose des tenues style « college » et sport. Grâce à Pierre-André Tarbès, elle devient l'égérie du parfum jeune Ma Griffe de Carven.
À l'âge de 13 ans, elle remplace au pied levé une jeune fille pour une photo dans Jardin des modes, un hasard qui lance sa carrière de modèle pour les magazines. Début 1949, Marie-France de La Villehuchet, une amie de sa mère et rédactrice de Jardin des modes junior, lui fait faire une série de photos et une couverture. Sa famille craint qu'elle devienne cover-girl et fréquente un mauvais milieu. L'autorisation pour faire ces photos lui est donnée lors d'un conseil de famille qui l'autorise à poser à condition de ne pas être payée et que son nom n’apparaisse pas. De là proviennent les initiales B.B.; Sa mère l'accompagne aux séances photos.
Hélène Lazareff, amie de sa mère et directrice de Elle, la remarque et la choisit pour faire la couverture du numéro spécial du 2 mai 1949 dédié aux jeunes filles et leur mère et intitulé "Vos parents et vous, vos enfants et vous". On la voit de profil, brune aux cheveux courts, dans une séance de retouche de sa robe.
Le 8 mai 1950, elle refait la couverture du numéro spécial Elle qui porte la légende Les jeunes filles sont-elles détestables ? Les jeunes mères sont-elles irréprochables ?. Elle pose avec un chemisier rayé à haut col claudine blanc et cravate bleue, une tasse de thé à la main, debout derrière sa mère.
Elle devient la mascotte du magazine Elle.
En 1951, Christian Foye, un ancien danseur étoile du ballet des Champs-Élysées, demande l'autorisation à ses parents de l'emmener en tournée à Fougères et à Rennes pendant un mois pour un spectacle de ballet. Elle danse avec Sylvia Bordonne. Sa mère l'accompagne pendant une semaine,.

### Rencontre avec Roger Vadim
Le réalisateur Marc Allégret, voyant une de ses première photos dans Elle demande à la rencontrer. Ses parents s'opposent à ce qu'elle devienne actrice, mais son grand-père maternel, Léon Mucel dit « le Boum », la soutient dans son projet : « Si cette petite doit un jour être une putain, elle le sera avec ou sans le cinéma. Si elle ne doit jamais être une putain, ce n’est pas le cinéma qui pourra la changer ! Laissons-lui sa chance, nous n’avons pas le droit de disposer de son avenir. »,.
En 1949, à l'audition, elle fait la connaissance de l'assistant d'Allégret, Roger Vadim, scénariste d'un film en préparation Les Lauriers sont coupés.
L'admiration est réciproque pour leur côté à la fois altier et décontracté, mais ce n'est pas le coup de foudre.
À propos de cette première rencontre, Brigitte Bardot s'exprime plus tard en ces termes :
« Je n'avais pas l'habitude de rencontrer des hommes aussi beaux, aussi relax, aussi décontractés. Vadim, Je l'ai trouvé sublime de beauté, mais bien sûr jamais je n'aurais pensé que je me marierai un jour avec lui. J'allais avoir quinze ans, mais j'avais encore quatorze ans. Ça n'a pas été le coup de foudre, mais ça a été pour moi quelque chose de très très important. Jamais je n'aurais pu penser qu'il tomberait amoureux de moi ».
Vadim de son côté déclare : « J'ai vu entrer quelqu'un qui n'avait pas encore quinze ans. Son anniversaire devait être quelques jours plus tard , le 28 septembre je crois. Superbe, très décontractée. Très à son aise, comme si toute sa vie elle avait été voir des metteurs en scène et de jeunes scénaristes de génie ».
À la question de savoir s'il avait éprouvé un coup de foudre, il répond : « J'ai eu le coup d'admiration. Et c'est tout. Je pensais que c'était une personnalité qui était royale, à sa façon de se tenir, de rire, d'être à son aise, [...] très directe, pleine d'humour et amusée à l'idée d'une nouvelle expérience, mais pas du tout convaincue que de faire du cinéma était une chose marrante ». J'ai pensé plus tard, pour décrire ce moment, à une phrase de Balzac qui dit : « L'élégance, c'est de paraître ce que l'on est. ».
Vadim lui donne la réplique dans des essais pour Les Lauriers sont coupés, dont l'Ina conserve les archives, et dont des extraits figurent dans la série documentaire d'Allain Bougrain-Dubourg sur Brigitte Bardot Telle Quelle, diffusée en 1982 et 1983 sur Antenne 2.
D'autres sources situent la rencontre de Brigitte Bardot et Vadim en 1950, après la parution de sa seconde couverture de Elle en mai 1950 : « La rencontre entre Bardot et Vadim est un roman usé. Le cinéaste Marc Allégret tombe sur la couverture du magazine Elle du 8 mai 1950, troublé par le visage d’une jeune fille de 16 ans, brune, coiffée en chignon, portant un chemisier et tenant une tasse de thé. Troublé surtout par le mystérieux sourire de la jeune fille. Allégret assigne alors à son assistant, Roger Vadim, la mission de la retrouver pour une audition ». L'actrice elle-même, dans son autobiographie de 1996, légende ainsi la photo de cette couverture de Elle du 8 mai 1950 en ces termes : « Le destin se mit en marche contre ma volonté car le réalisateur Marc Allégret vit cette deuxième couverture Elle et demanda à me rencontrer ».

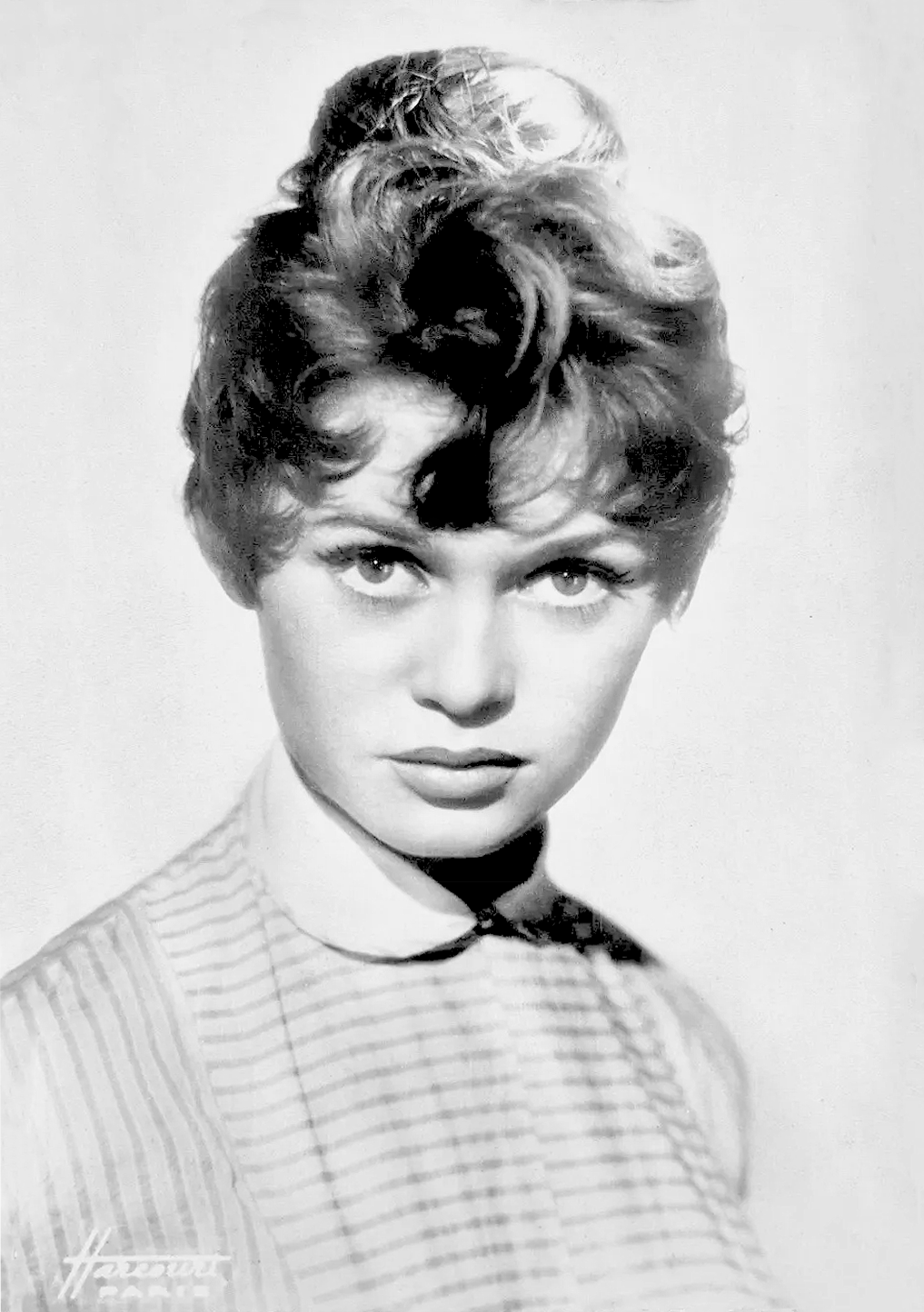
Brigitte Bardot en 1952 (Studio Harcourt).

Pour Les Lauriers sont coupés, Marc Allégret recherchait deux jeunes filles. Il repère lui-même Françoise Arnoul devant le Théâtre de l’Empire. Les biographies de cette dernière mentionnent qu'« Allégret lui explique son envie de l’associer à une autre jeune fille de son âge, Brigitte Bardot » et que lorsqu'elle est reçue par l'assistant d'Allégret, Roger Vadim lui annonce que « sa partenaire, Brigitte Bardot, est déjà engagée ». L'année exacte des rencontres respectives de Brigitte Bardot et de Françoise Arnoul avec Vadim reste à déterminer.
Le film ne se fait pas, mais Brigitte Bardot se lie d'amitié avec Vadim. À l'insu de ses parents, elle entame aussi de sa propre initiative une liaison intime avec lui et sèche les cours pour le rencontrer chez lui, dans la chambre de bonne qu'il loue dans l'île Saint-Louis,.
Vadim vient dans la famille Bardot, mais ses parents s'opposent à cette fréquentation et veulent envoyer Brigitte en pension en Angleterre pour 5 ans. Désespérée, la jeune fille fait une tentative de suicide,. Son père renonce à l'envoyer à l'étranger et consent à ce qu'elle continue à voir Vadim, mais ne l'épouser que lorsqu'elle aurait 18 ans.
Il trouve un emploi comme journaliste à Paris Match et se marient le 21 décembre 1952, près de trois mois après son dix-huitième anniversaire.

## Carrière

### Années 1950

#### Premiers tournages
Après avoir à nouveau fait la couverture du magazine Elle en janvier 1952, Brigitte Bardot se voit proposer par l'entremise d'un ami de son père son premier rôle dans le film Le Trou normand (1952) réalisé par Jean Boyer avec Bourvil en vedette.
Elle n'est pas enthousiasmée par le scénario qu'elle traite d'histoire « cucu la praline » dans ses mémoires. Vadim lui dit qu'elle a tort de faire ce film, mais elle accepte ce rôle dont le cachet (200 000 anciens francs) lui permet de débuter une carrière et de devenir autonome, puisqu'elle abandonne ses études et la danse. Ce premier tournage de trois mois est pour elle un moment très difficile. Raillée pour son jeu maladroit et humiliée par la maquilleuse, la coiffeuse et le producteur, Jacques Bar, avec lequel elle n'acceptera plus jamais de tourner, elle se sent mal et souffre de nausées. Elle termine le tournage et de retour à Paris, ses malaises augmentent. Elle parvient à se rendre à Megève avec Vadim à l'insu de ses parents pour une interruption volontaire de grossesse.
Au cours du tournage, elle est également sollicitée par Paris Match qui la photographie au cours d'un aller-retour entre Conches, Paris et Louveciennes. Ce premier long reportage est publié dans le numéro du 31 mai 1952 et le magazine le titre : « Cette jeune fille sera célèbre dans l’année », ajoutant « Brigitte Bardot, la nouvelle Leslie Caron ». L'article révèle qu'un second contrat, avec Willy Rozier, pour Manina, la fille sans voiles est déjà signé.
À nouveau pour un cachet de 200 000 anciens francs, Brigitte se rend à Nice pour deux mois de tournage mais qui cette-fois se passent dans des conditions acceptables: « Je m'attendais à l'enfer, je ne trouvais que le purgatoire. ».
Fin 1952, elle tient un rôle avec Vadim dans Les Dents longues, mis en scène par Daniel Gélin et incarné par Danièle Delorme, des amis qui les reçoivent souvent.
Le 21 décembre 1952, à l'église de Passy, Brigitte Bardot se marie avec Vadim, devenu entretemps journaliste à Paris Match pour gagner régulièrement sa vie et obtenir sa main de ses parents, ce qui fait titrer le magazine qui couvre l'événement : « Brigitte a trouvé son mari à Paris Match ».

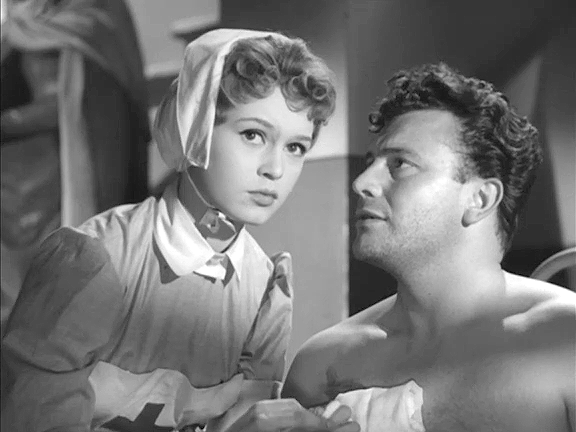
En italie, elle tourne en 1953 dans Haine, Amour et Trahison.

Début 1953, elle joue dans Un acte d'amour (Act of Love).
À l'automne 1953, André Barsacq lui propose de reprendre, au théâtre de l'Atelier, le rôle créé par Dany Robin dans L'Invitation au château, de Jean Anouilh. Au lendemain de la première, qui a lieu le 29 octobre 1953, elle reçoit les compliments de Jean-Jacques Gautier et la plupart des critiques sont bonnes.

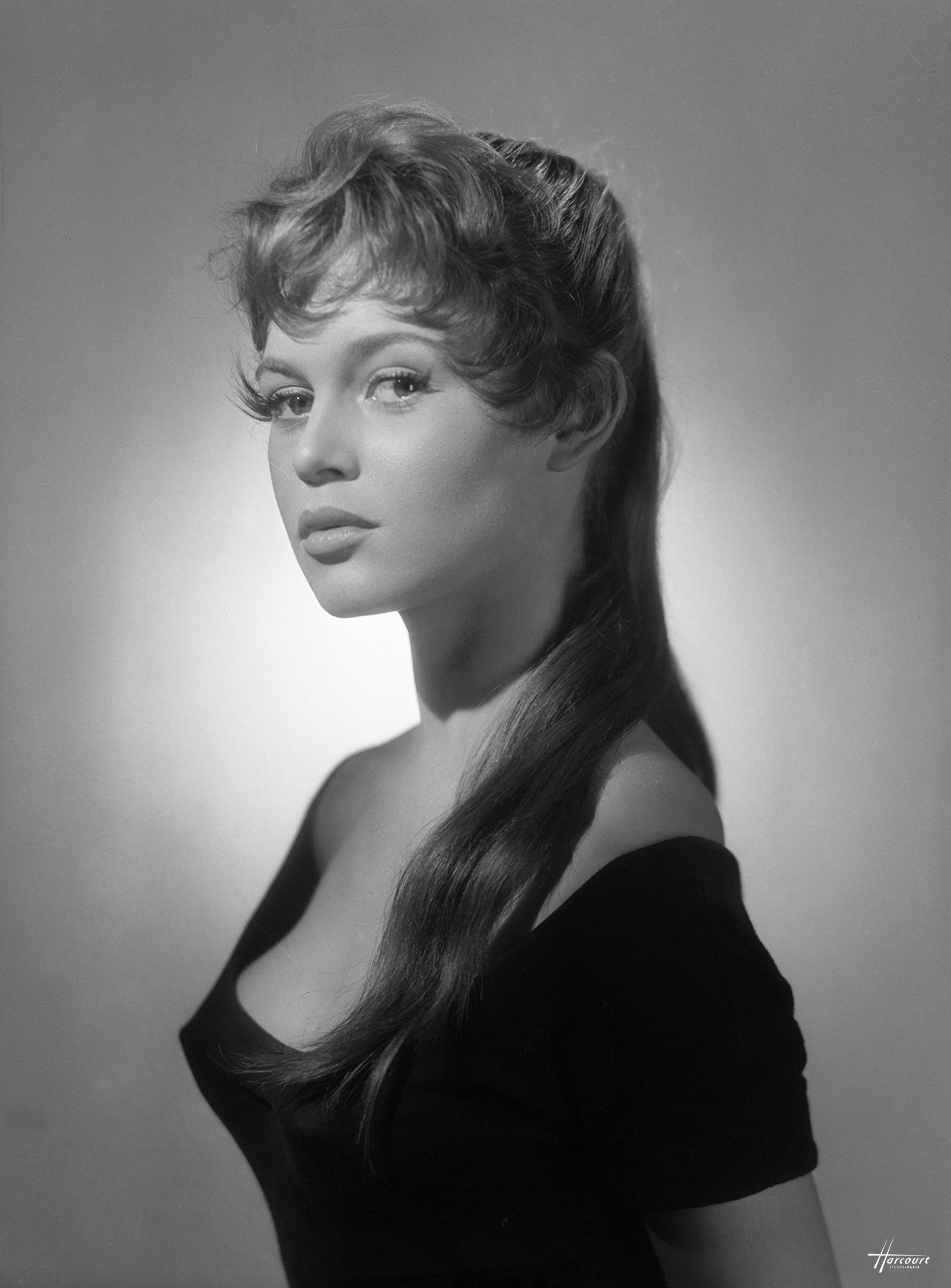
Brigitte Bardot en 1954 (Studio Harcourt).

Sachant que le réalisateur du film Si Versailles m'était conté… (1954), Sacha Guitry, cherche une comédienne « pas chère » pour jouer mademoiselle de Rosille, maîtresse d'un soir du roi Louis XV, interprété par Jean Marais, l'agent de Brigitte Bardot, Olga Horstig, lui propose de jouer une scène, ce qu'elle fait avec enthousiasme.
La jeune actrice se rend ensuite à Rome, où du travail lui est promis ; à cette occasion, elle s'y lie d'amitié avec l’actrice Ursula Andress. Elle obtient un rôle dans un film américain, Hélène de Troie (1956), de Robert Wise. Toujours à Rome, elle tient le rôle principal d'une petite production italienne, Haine, Amour et Trahison (1954).

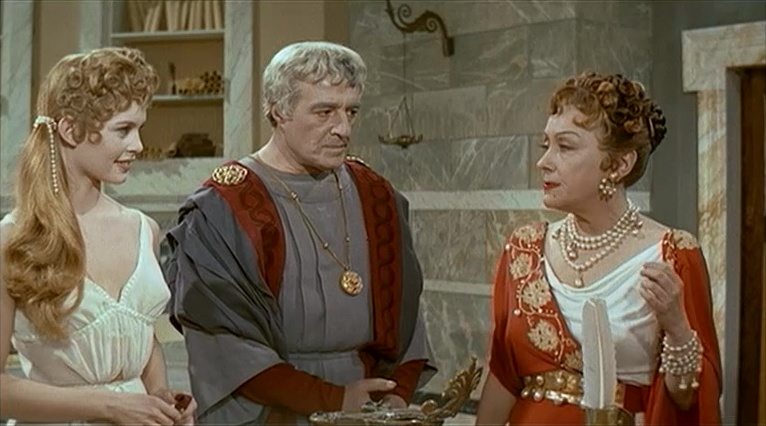
Brigitte Bardot, Vittorio De Sica et Gloria Swanson dans Les Week-ends de Néron (1956).

De retour en France, elle se voit proposer un rôle secondaire dans le film de René Clair, Les Grandes Manœuvres (1955), avec Michèle Morgan et Gérard Philipe en vedettes. Le réalisateur Marc Allégret la dirige ensuite dans En effeuillant la marguerite (1956). Elle retourne alors à Rome pour le tournage du péplum Les Week-ends de Néron (1956).

#### Et Dieu… créa la femmeet Bardot devient «BB» (1956)
Au Festival de Cannes 1956, véritable vedette, Brigitte Bardot éclipse les actrices confirmées que sont Sophia Loren et Gina Lollobrigida et son sex-appeal émeut la Croisette,.

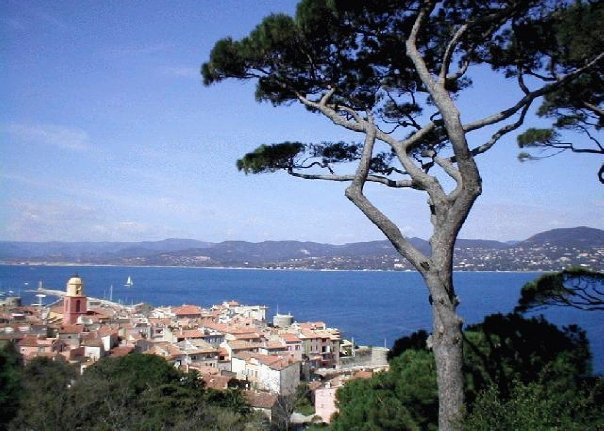
Vue de Saint-Tropez.

Dans le même temps, Roger Vadim et Raoul Lévy terminent d'écrire un scénario intitulé Et Dieu… créa la femme. Après avoir failli ne pouvoir se réaliser faute de moyens financiers, le film est tourné à Saint-Tropez. Cette production va permettre à Brigitte Bardot d'entrer dans la légende du cinéma mondial et de devenir un mythe vivant, un modèle social et un « sex-symbol » international.
Brigitte Bardot y joue le rôle de Juliette Hardy, face à Curd Jürgens, Christian Marquand et Jean-Louis Trintignant, avec lequel elle noue une liaison. Vadim, qui est toujours son mari, définit ainsi le personnage qu'elle interprète : « Je voulais, à travers Brigitte, restituer le climat d'une époque. Juliette est une fille de son temps, qui s'est affranchie de tout sentiment de culpabilité, de tout tabou imposé par la société et dont la sexualité est entièrement libre. Dans la littérature et les films d'avant-guerre, on l'aurait assimilée à une prostituée. C'est dans ce film une très jeune femme, généreuse, parfois désaxée et finalement insaisissable, qui n'a d'autre excuse que sa générosité »,. Des scènes sont censurées, en particulier celle d'un cunnilingus.
En octobre 1956, Brigitte Bardot est invitée à Londres à la Royal Command Performance (en), pour le grand gala annuel, où elle est présentée à la reine Élisabeth II; L'occasion pour elle d'une rencontre furtive avec Marilyn Monroe qui l'impressionne beaucoup,.
Et Dieu… créa la femme sort le 28 novembre 1956, modestement dans trois salles à Paris. Sur les Champs-Élysées l'affiche signale « Dieu créa la femme… et le diable inventa BB ». Ces initiales vont bientôt conquérir le monde. Pour l'heure, en France, le film est accueilli avec une certaine réserve par la critique et suscite l’hostilité des milieux conservateurs,. Brigitte Bardot est critiquée sans indulgence pour son verbe traînant et son articulation jugée douteuse. Paul Reboux dit d'elle qu'elle a « le physique d'une boniche et la façon de parler des illettrés ». Le film est toutefois soutenu par trois futures sommités de la « Nouvelle Vague », Claude Chabrol, François Truffaut et Jean-Luc Godard, qui voient en Vadim un précurseur ; mais le public n'est pas au rendez-vous (en trois semaines d'exploitations, le film totalise cent soixante-dix mille entrées à Paris et soixante millions d'anciens francs de recette, quand il en a fallu cent quarante pour le produire).

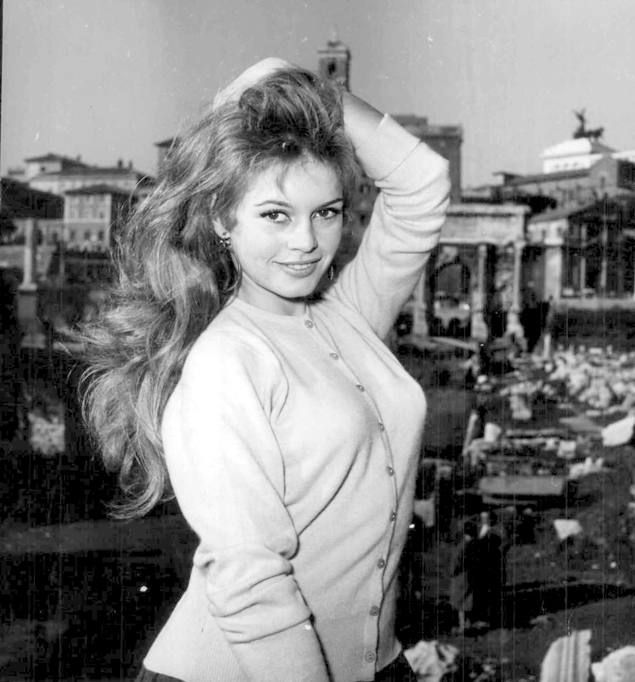
Bardot à Rome en 1957.

Raoul Lévy et Roger Vadim décident d'exploiter le film à l'étranger en espérant qu'il y sera un succès. Rebaptisé And God Created Woman, il fait un triomphe aux États-Unis, rapportant au dernier trimestre de 1957 deux millions de dollars, chiffre qui double en 1958 malgré l'hostilité des courants religieux souhaitant faire interdire le film (le phénomène est le même un peu partout en Europe). Admirée autant qu’honnie, Brigitte Bardot devient l’une des Françaises les plus connues outre-Atlantique. Les Américains inventent même le terme « bardolâtrie » pour décrire l'enthousiasme qu'elle suscite,. Simone de Beauvoir affirme qu'« [elle] marche lascivement et [qu']un saint vendrait son âme au diable pour la voir danser ». La sortie du film à Londres, en mars 1957, est bien différente de celle de Paris quelques mois auparavant : les salles sont combles, la presse est véhémente et le film est diffusé dans toute l'Angleterre. En Allemagne, l'enthousiasme est tel que des tumultes ont lieu dans les cinémas. Le film ressort alors en France et connaît un triomphe retentissant. Si un an plus tôt le « choc Bardot » n'a pas eu lieu, l'actrice semble désormais en avance sur son temps, préludant un changement profond de la féminité, le film Et Dieu… créa la femme apparaissant a postériori comme l'acte fondateur des bouleversements à venir. Cinémonde écrit : « Le sex-appeal, c'est Marlene Dietrich, le glamour, c'est Ava Gardner, le oomph, c'est Jane Russell, le t'ça, c'est Suzy Delair, le pep, c'est Marilyn Monroe. Brigitte Bardot mélange tous ces ingrédients explosifs, y ajoute un zeste de fantaisie personnelle, elle sera le pschitt ! »,.
Dès lors, les projets de films s'accumulent pour celle que l'on surnomme désormais « BB ». Glenn Ford et Doris Day lui demandent d'être leur partenaire dans Le Père malgré lui, film américain dans lequel elle refuse de jouer. En 1958, Brigitte Bardot devient l'actrice française la mieux payée du cinéma français. Après Et Dieu… créa la femme, Raoul Lévy lui fait signer un contrat pour quatre films. Douze millions de francs français pour le premier film, quinze millions pour le second, trente millions pour le troisième et quarante-cinq millions pour le quatrième. Elle reçoit cinq pour cent des recettes pour le film Les Bijoutiers du clair de lune.

#### D'Une ParisienneàBabette s'en va-t-en guerre(1957-1959)

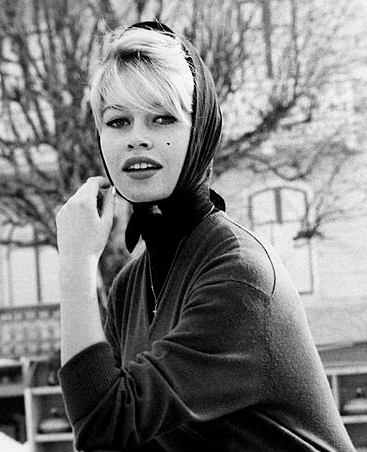
Brigitte Bardot en Italie (1958).

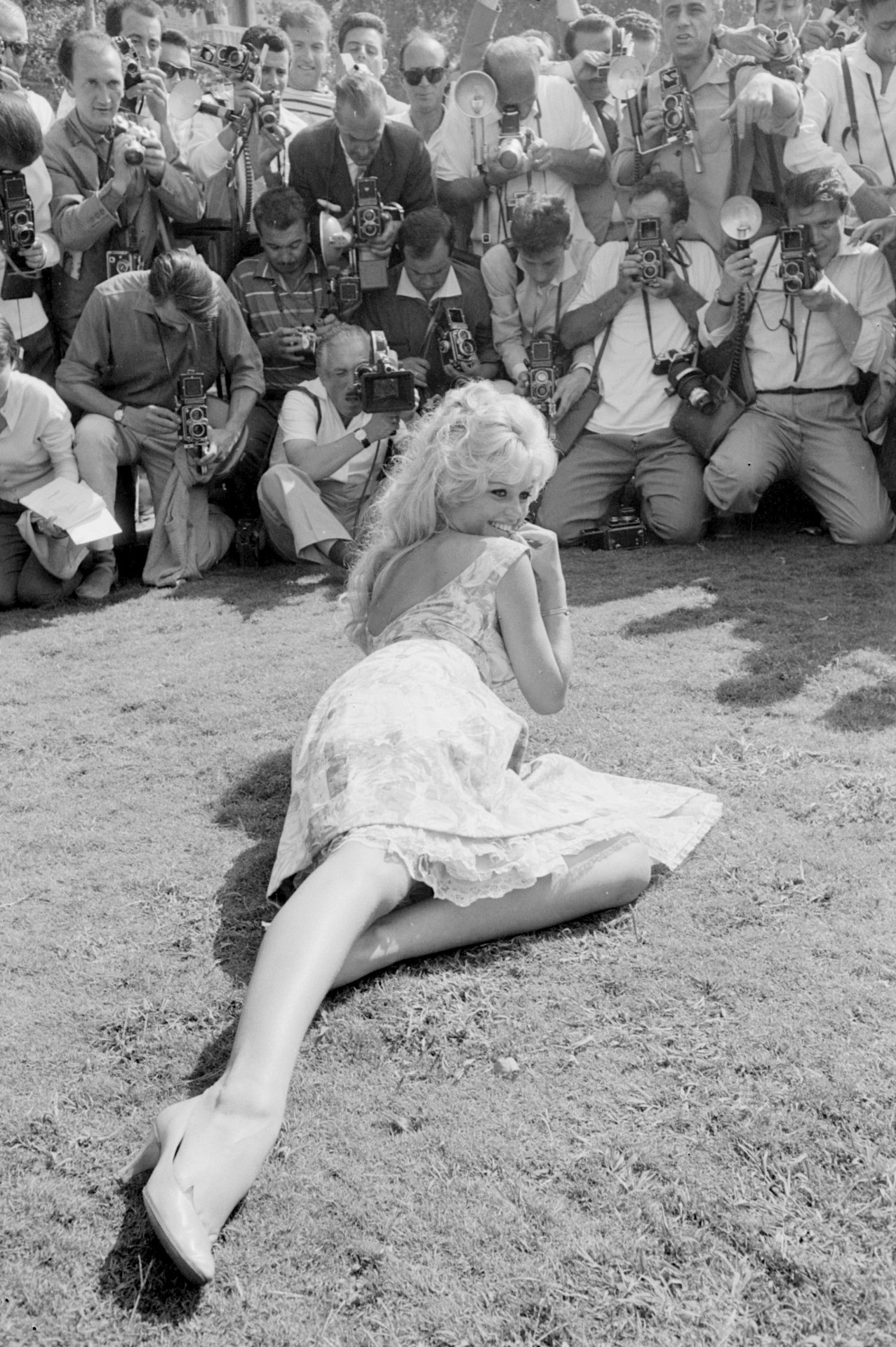
Brigitte Bardot à la Mostra de Venise (1958).

Rentrée en France, elle tourne dans Une Parisienne de Michel Boisrond, avec Henri Vidal et Charles Boyer. Le film a un grand succès. L'actrice se rend ensuite en Espagne pour jouer dans Les Bijoutiers du clair de lune. De retour à Paris, elle enchaîne avec le film En cas de malheur, avec Edwige Feuillère et Jean Gabin. Mais à l'idée de tenir un rôle aussi sérieux avec des acteurs si reconnus, elle panique et ne parvient pas à prononcer son texte correctement, ce qui suscite la colère du réalisateur, Claude Autant-Lara. Jean Gabin, sentant sa timidité et son affolement, se trompe volontairement dans la prise suivante. Pour l'acteur, Brigitte Bardot fait preuve d'un culot considérable dans ce qui semble être de la maladresse. Gabin considère qu'elle a « la nature instinctive des grands, un ton, une étrangeté absolue, entre brutalité et candeur ». L'atmosphère s’étant détendue, rassurée Brigitte Bardot joue correctement,. Sélectionné à la Mostra de Venise, le film bien qu'accueilli avec une certaine réserve provoque des émeutes. « Brigitte a un pouvoir sur les foules » déclare Claude Autant-Lara. Des avions dessinent dans l'azur vénitien ses initiales. Plusieurs centaines de journalistes assiègent le hall de l'hôtel où elle réside, passant ses journées enfermée dans sa chambre. Brigitte Bardot ne s'appartient plus, ce constat est pour elle un tournant. Quatre mois plus tôt, elle a acquis une petite demeure de pêcheur à Saint-Tropez nommée La Madrague, un lieu qui va devenir son refuge, son havre de paix. Elle écrit dans ses Mémoires : « Je me crée mon monde à l'intérieur du monde des autres et j'essaie de ne pas trop en sortir. […] Un des buts de mon existence, conserver un monde à moi, le plus joli possible, le plus honnête possible ». L'actrice reçoit en 1958, puis jusqu'en 1961, le premier prix de popularité décerné par Ciné Télé Revue.

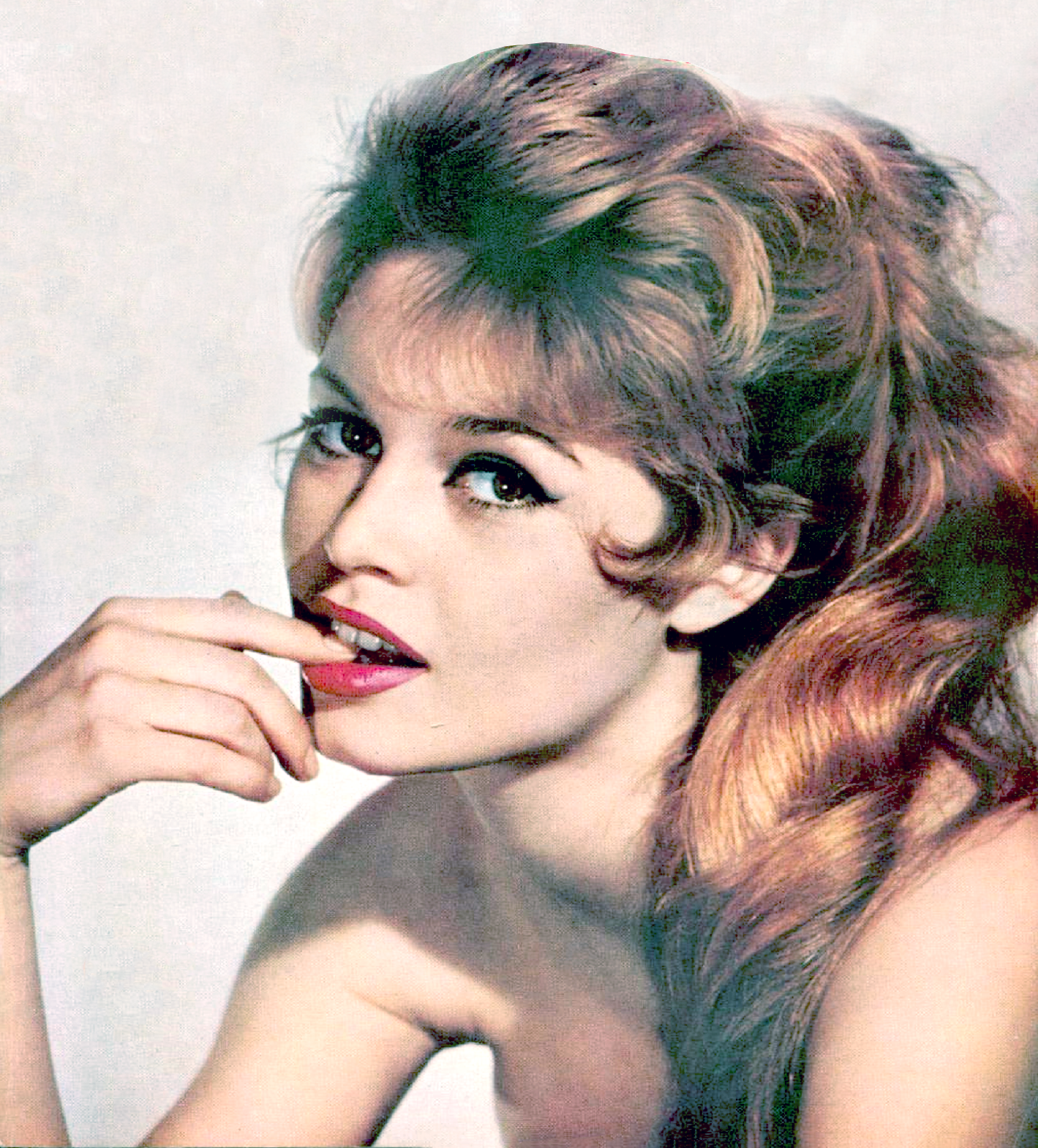
En 1959, l'actrice fait la une d'une revue américaine.

En 1959, elle tourne le film Babette s'en va-t-en guerre, qui est un succès, elle y partage l'affiche avec Francis Blanche et Jacques Charrier, qu'elle épouse à la fin du tournage, le 18 juin 1959,. Nicolas, leur enfant, nait sept mois après, le 11 janvier 1960. Cette année-là, Brigitte Bardot lance la mode du vichy à carreaux,, des cheveux longs et blonds, ainsi que des ballerines. L'acteur américain John Wayne évoque son souhait de jouer à ses côtés en 1960, un projet qui reste sans lendemain. Son agent lui fait alors savoir que Raoul Lévy et Henri-Georges Clouzot lui proposent de tourner à partir de mai 1960 dans La Vérité. Mais son mari lui refuse la lecture du scénario et s'oppose à tout ce que lui propose Clouzot.

### Années 1960

#### La Vérité(1960)

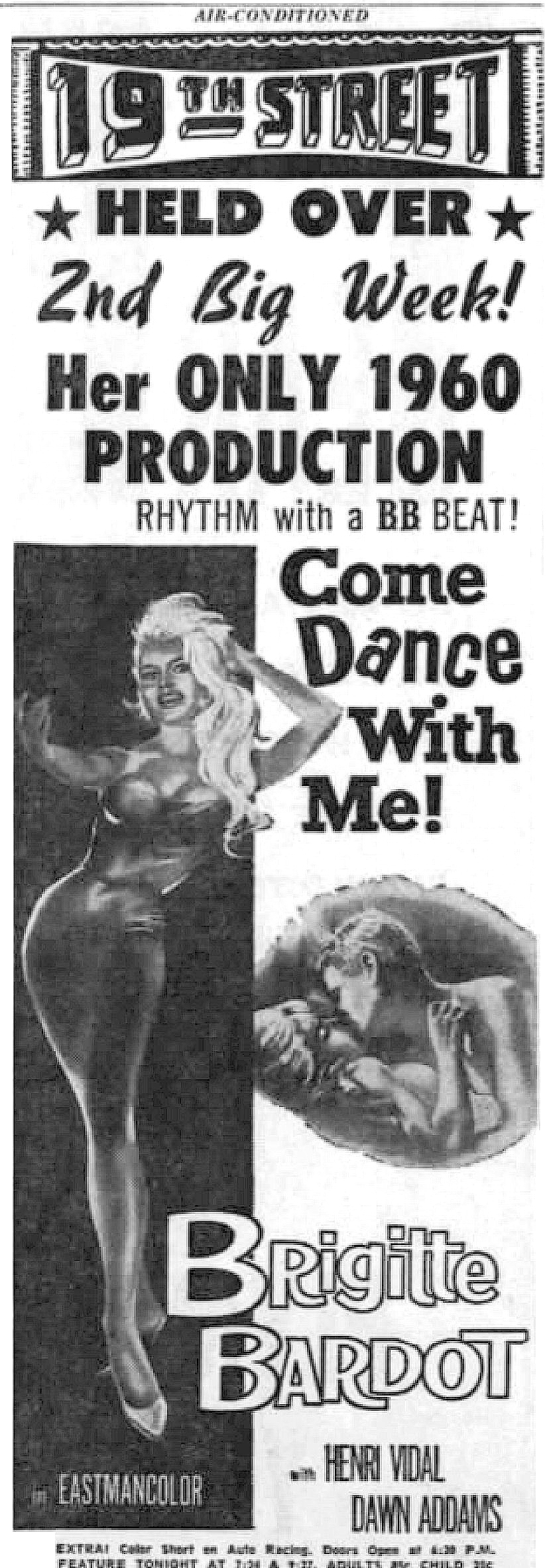
Publicité de 1960 pour le film Voulez-vous danser avec moi ?.

En préparation du film La Vérité, la comédienne fait des essais avec plusieurs jeunes acteurs, dont Jean-Paul Belmondo, Hugues Aufray, Gérard Blain, Marc Michel, Jean-Pierre Cassel et Sami Frey qui est finalement choisi pour lui donner la réplique aux côtés de Charles Vanel, Paul Meurisse, Louis Seigner, Marie-José Nat et Jacqueline Porel.
En mai 1960, au moment du tournage, Brigitte Bardot doit faire face à des difficultés dans sa vie privée.
Son époux Jacques Charrier est déclaré définitivement inapte au service militaire et hospitalisé, puis soigné à domicile.
Elle apprend également par Pierre Lazareff, ami et parrain de son fils Nicolas et grand patron de presse, que le secrétaire personnel de Brigitte, Alain Carré, a négocié la vente de ses mémoires à Max Corre, le rédacteur en chef de France Dimanche, pour la somme de 50 millions d'anciens francs, mettant ainsi ses secrets et sa vie privée sur la place publique.
Elle le licencie et demande par voie de référé la communication du manuscrit ne varietur afin d'exercer un droit de regard. Le 19 juillet, elle est déboutée, sur le principe qu'accorder à un tiers un droit de regard sur un texte peut être considéré comme un rétablissement du principe de censure préalable et porter ainsi atteinte aux droits des citoyens en vertu de la liberté d'édition établie par la charte du 4 juin 1840.
Selon ses dires, elle fait alors conclure par la suite un accord entre son avocat Maître Jean-Pierre Le Mée et la Franpart, le groupe Elle, France-Soir, France-Dimanche et Ici-Paris, dont Lazareff est le patron.
Le texte fait l'objet d'une relecture complète par l'intéressée où seuls les éléments faux sont demandés à être supprimés. La relecture a lieu à son domicile avec Max Corre et dure plusieurs jours.

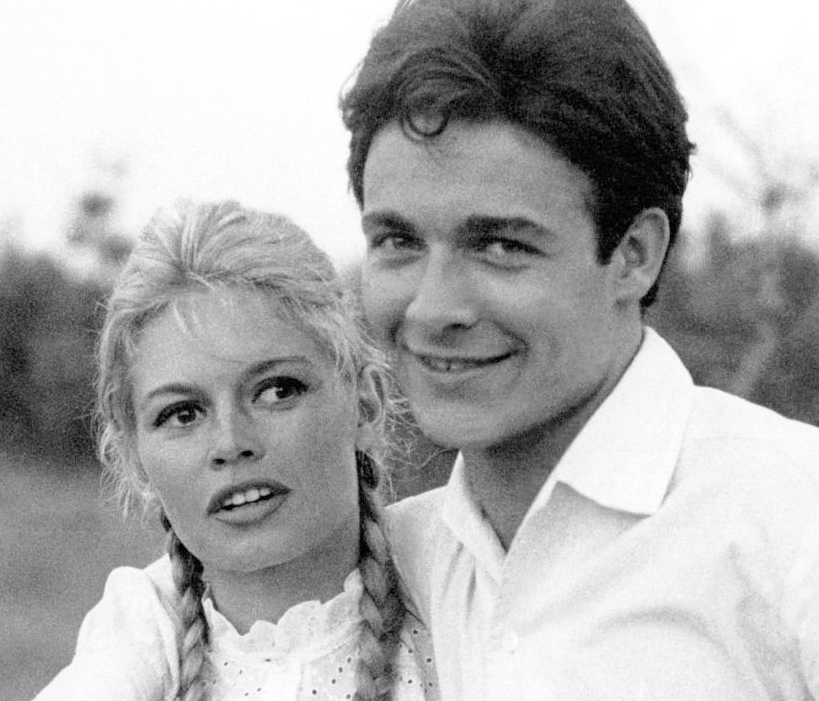
Bardot et Jacques Charrier en Italie (1960).

Clouzot est exigeant et le tournage de La Vérité s’avère éprouvant. Dans une scène, alors qu'elle doit pleurer, Bardot ose un sourire avant qu'il ne dise « moteur ». Contrarié, le réalisateur la saisit par les épaules, la secoue et écrase de son talon le pied de l'actrice qui éclate en sanglots. « Je n'ai pas besoin d'amateurs dans mes films, je veux une actrice », crie Clouzot. Bardot lui répond par une gifle et lui rétorque « et moi j'ai besoin d'un metteur en scène, pas d'un malade ». Profitant de l'instant, Clouzot veut tourner la scène, mais l'actrice quitte le plateau en chantonnant « Je suis comme je suis/Et n’y peux rien changer» de Juliette Gréco. Selon ses propres dires, Brigitte Bardot fait ensuite constater par huissier sa blessure et informe la production qu'elle ne reviendra qu'après sa guérison et les excuses de Clouzot.
Des années plus tard, Clouzot, qui considère que diriger des acteurs se résume à « pousser ses interprètes à bout » et n'hésite pas à recourir à la violence tant physique que psychologique afin d'en obtenir le meilleur, confie à Roger Vadim : « C’est la seule fois que j’ai été frappé en public. J’ai adoré… ».

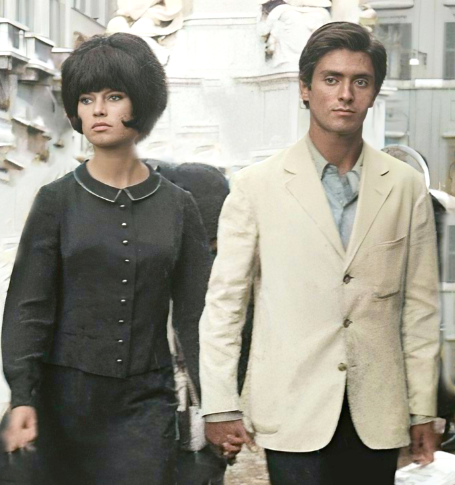
Brigitte Bardot tenant la main de Sami Frey à Rome, en 1963.

Chaque matin, le réalisateur demande aux techniciens de quitter le plateau pour avoir un face à face seul avec l'actrice et la déstabiliser psychologiquement afin qu'elle restitue de manière plus véridique à l'écran la vulnérabilité de son personnage. Il est aisé à Clouzot de l'ébranler alors qu'elle est en proie au baby blues. Lui murmurant à l'oreille, il lui évoque des éléments de sa vie personnelle comme la dépression de son époux, Jacques Charrier, sa relation difficile avec ses parents, sa liaison naissante avec son partenaire Sami Frey, ses difficultés à assumer son rôle de mère…. Et dès que les larmes coulent, il rappelle subrepticement l'équipe et commence à tourner la scène. Lorsque ses pleurs se font plus intenses, l'actrice l'interpelle comme elle le mentionne dans ses mémoires : « Tu sais, tu as été les chercher loin, celles-là ».
Le cinéaste va plus loin encore. Dans une scène de suicide, qui s'achève par un coma de son personnage, peu convaincu par l'interprétation de Brigitte Bardot, il lui propose de boire un verre d'eau avec de l'aspirine, mais qu'il remplace à son insu par des barbituriques et de l'alcool. Elle met quarante-huit heures à se réveiller et son père menace le réalisateur d'un procès. Le différend se règle à l'amiable et Raoul Lévy lui envoie un engagement écrit à ne plus réitérer un tel abus,.

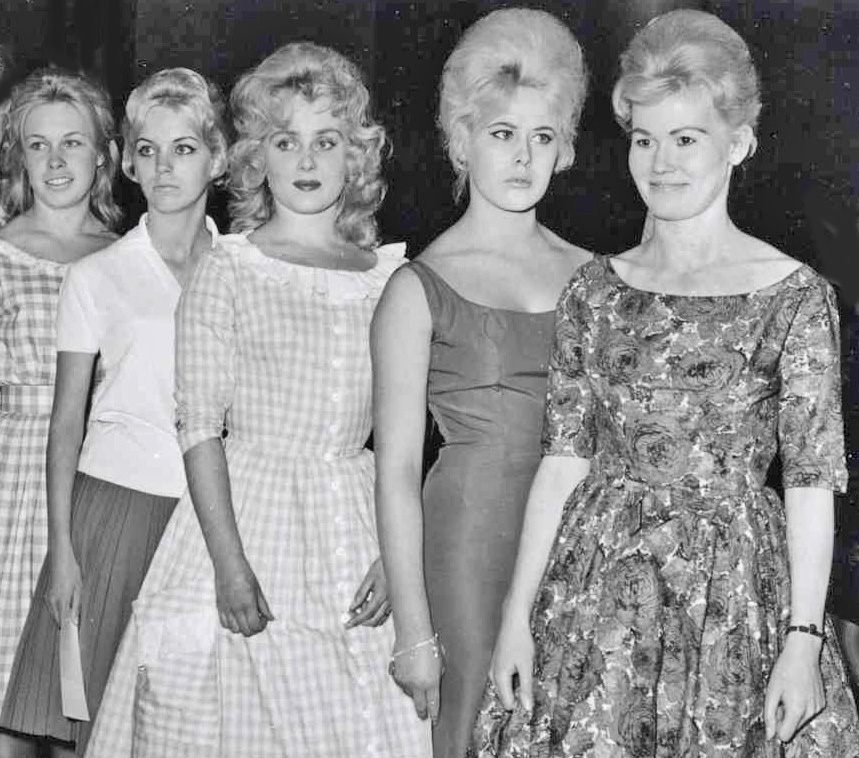
Au début des années 1960, le « look Bardot » connaît un certain succès.

Dans une interview du 1er juin 1960 pour le Journal de la nuit, Brigitte Bardot déclare s'entendre très bien avec Clouzot et que c'était son désir de tourner avec le metteur en scène. Le journaliste Mario Beunat déplace la conversation (« Vous vous placez uniquement sur le plan professionnel du metteur en scène, mais en ce qui concerne les rapports humains... »), fait des blagues douteuses sur la « mise à nu » de la vérité et, dans une attitude de séduction, recherche des confidences exclusives sur les « rapports humains » avec le réalisateur et l'intimité et la vie personnelle de l'actrice.
Jean-Marie Périer, stagiaire à Paris Match, est chargé par Roger Thérond de faire des clichés de Bardot en larmes. En 1960, les photos de la vedette en pleurs sont rares et négociées à prix d'or. « Il fallait qu’elle soit triste, c’était très demandé » se souvient Raymond Depardon, débutant à l'époque. Périer la surprend à Louveciennes, dans la propriété de ses parents, et arrache un cliché de son visage en larmes. Tout en s’excusant, il part en courant. Il la retrouve sans le vouloir quelques semaines plus tard sur le plateau de La vérité où il vient voir sa propre mère, l’actrice Jacqueline Porel, interprèter une avocate. Bardot lui lance : « Je vous pardonne. ».
La plaidoirie de Brigitte Bardot, dans une scène du procès de la meurtrière qu'elle incarne, est, a posteriori, l'un des moments forts de la carrière de l'actrice. La scène se tourne en une seule prise, Clouzot a réfuté toute répétition. L'actrice fait face à ses juges, aux avocats, au public, qui tous la condamnent par anticipation. Le long monologue s'achève par ce trait : « Vous voulez me juger, mais vous n'avez jamais vécu, jamais aimé ! » Les techniciens sur le plateau applaudissent la prestation.
La Vérité attire près de six millions de spectateurs, ce qui constitue le plus grand succès commercial de la carrière de Brigitte Bardot et qu'elle considère elle-même comme son meilleur film et son plus grand rôle. À l'issue du tournage, Brigitte Bardot quitte Jacques Charrier pour Sami Frey. Alors que le scandale éclate, Brigitte Bardot trouve refuge à Menton chez une amie.

#### Tentative de suicide (1960)

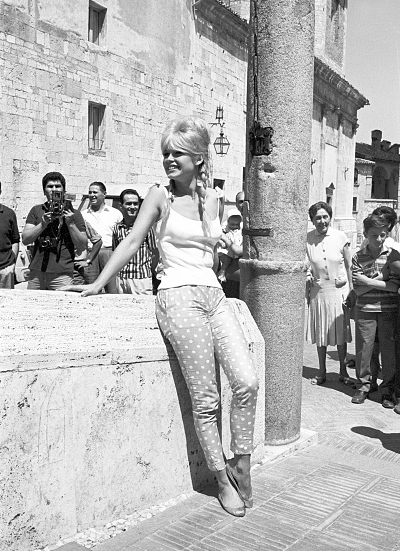
Brigitte Bardot en 1961 (photographie de Pierluigi Praturlon).

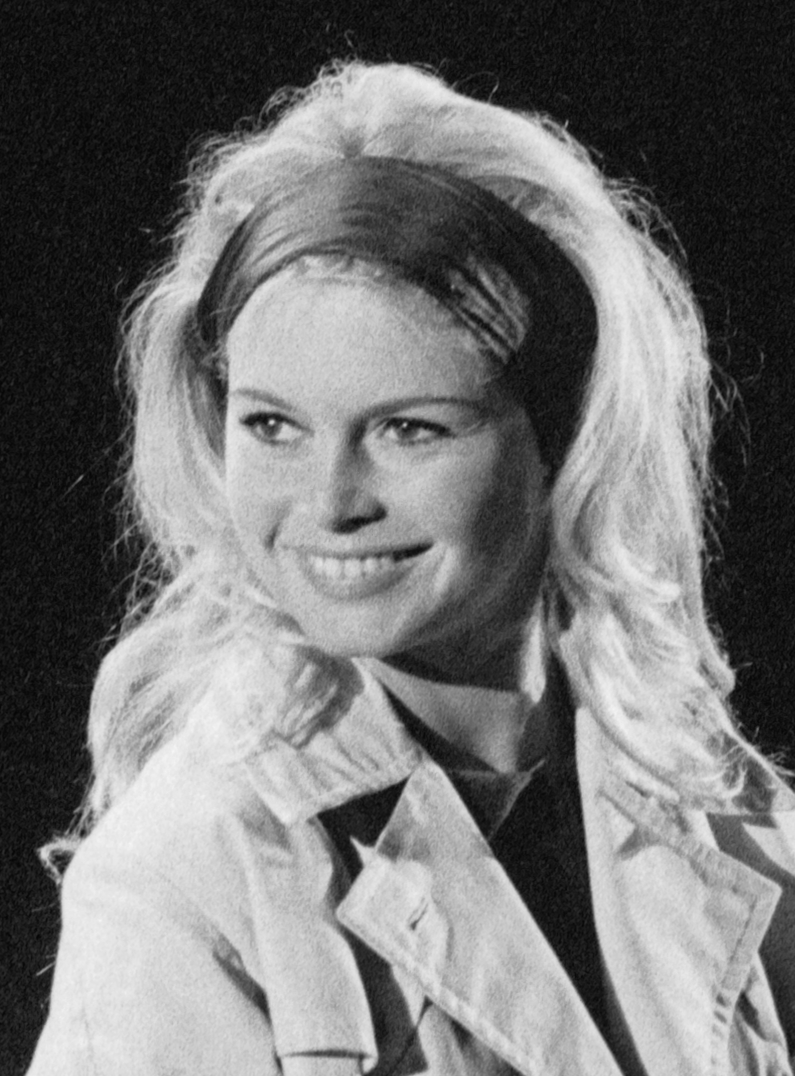
Brigitte Bardot en 1961.

La Vérité sort dans les salles parisiennes le 2 novembre 1960. Le film est bien accueilli par la critique et connaît un énorme succès public (il est récompensé dans de nombreux festivals internationaux et nommé à l'Oscar du meilleur film étranger 1961). Ce jour de première, Brigitte Bardot est absente. Quelques semaines plus tôt, le 28 septembre 1960, jour de son anniversaire, elle est trouvée, inconsciente, aux alentours d'une bergerie, près de Menton. Elle a avalé des barbituriques et s'est tranché les veines des poignets. L'ambulance qui l'emmène à l'hôpital est contrainte de s'arrêter, des photographes, prévenus, peu soucieux de son état alarmant, barrant la route au véhicule, prennent des photos, puis la laissent repartir vers les urgences. Elle reprend connaissance dans un hôpital de Nice 48 heures plus tard.

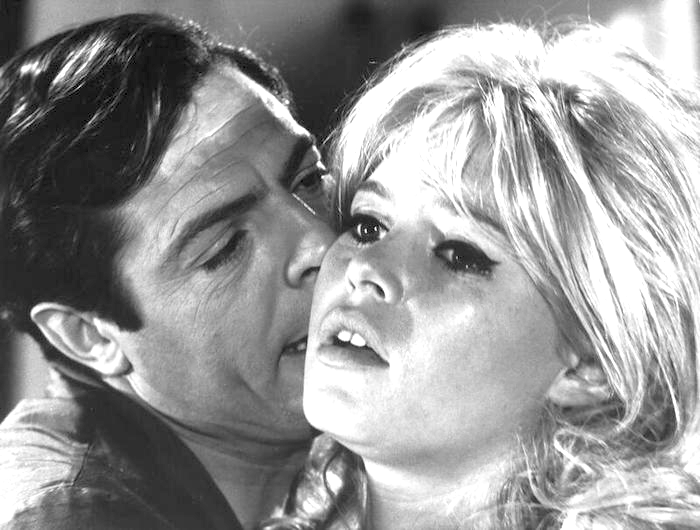
Marcello Mastroianni et Brigitte Bardot sur le tournage en Italie (1961).

Sa tentative de suicide fait les gros titres des journaux comme France Dimanche et Ici Paris. À sa sortie de l'hôpital, elle doit faire face à la réaction du public. Sa convalescence se passe à Saint-Tropez, où sa mère ne la laisse jamais seule. Sami Frey, qui a réussi à se faire réformer, lui demande de venir le retrouver près de Paris. La réalisation du film La Bride sur le cou débute en janvier 1961. Après trois semaines de tournage à la demande de l'actrice auprès des producteurs, le metteur en scène Jean Aurel, qu'elle juge médiocre, est remplacé par Roger Vadim.

#### Vie privéede Louis Malle: tournage mouvementé (1961)

Bardot en Italie, lors du tournage de 1961.

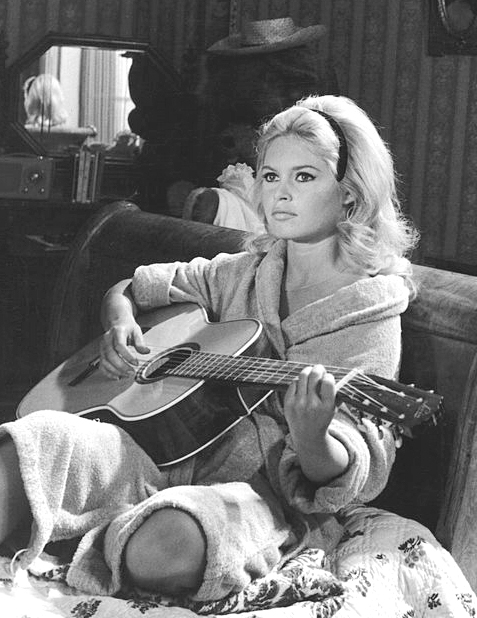
Brigitte Bardot dans Vie privée (1962).

Elle accepte alors de jouer dans Vie privée, adapté de sa propre vie, sous la direction de Louis Malle. Le tournage a lieu à Genève, en Suisse. Au cours d’une scène avec Marcello Mastroianni, un pot de géraniums tombe à trois centimètres de sa tête, puis l'équipe est bombardée de tomates, de vieux cageots et de pots pleins d'eau. Bardot est insultée de toutes parts : « La putain, en France. Qu'elle aille chez elle faire ses saloperies. La paix en Suisse. Qu'elle crève. Des ordures pour les ordures. Qu'on rouvre les maisons closes pour la mettre dedans avec une caméra ». On retrouve l'anicroche dans une scène du film, où son personnage est crument invectivé par une femme de ménage : « J'en ai assez de voir votre tête partout […]. Est-ce que vous n'allez pas bientôt leur foutre la paix à tous ces pauvres garçons […] ? Mais qu'est-ce que vous êtes donc ? Une chienne ? […] Ça gagne des millions pour se montrer à poil et pendant ce temps-là, mon frère, il est en Algérie ». La réalisation se poursuit de façon plus apaisée à Paris et à Spolète en Italie et demeure pour l'actrice, avec La Vérité son film préféré. Son personnage a de la compassion pour les animaux, elle retrouve la barre de la danseuse classique qu'elle fut jeune fille et chante Sidonie (la chanson comme la plupart de celles qu'elle interprète par la suite, est signée Jean-Max Rivière ; initialement Sidonie était prévue pour le film Voulez-vous danser avec moi ?),.

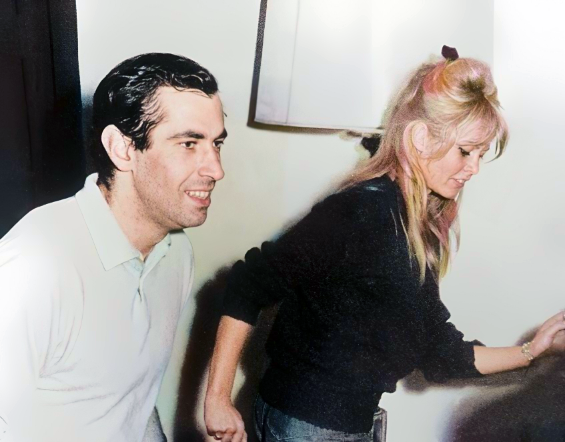
Roger Vadim et Bardot à Florence, lors d'une soirée en 1962.

Le 12 novembre 1961, une lettre de menace de l'OAS exigeant d'elle la somme de 50 000 francs pour soutenir les activistes de l'Algérie française lui parvient. L'actrice met son fils en sécurité en Suisse.
Son père demande à la police de protéger le domicile de sa fille, mais en vain.
Elle porte plainte pour tentative de chantage et extorsion de fonds. Elle décide également de divulguer la lettre de chantage dans le magazine L'Express, hebdomadaire très engagé contre la guerre d'Algérie, et de l'accompagner d'une réponse sous forme de lettre ouverte.
Elle y déclare notamment : « Je suis persuadée, en effet, que les auteurs et les inspirateurs de ce genre de lettre seront rapidement mis hors d'état de nuire s'ils se heurtent partout à un refus net et public de la part des gens qu'ils cherchent à terroriser par leurs menaces et leurs attentats. En tout cas, moi, je ne marche pas parce que je n'ai pas envie de vivre dans un pays nazi ».
Son père reçoit une autre lettre de chantage de membres de l'OAS menaçant cette fois de vitrioler Brigitte Bardot si les 50 000 francs demandés ne sont pas versés. Elle recourt alors à une police privée et fait surveiller son immeuble jour et nuit.
La lettre ouverte de Brigitte Bardot suscite des réactions polarisées dans la presse et la société, lui conférant un nouveau profil politique.
En Angleterre, le quotidien londonien The Times lui rend hommage dans son éditorial du 1er décembre 1961 et fait son éloge pour son refus de se soumettre au chantage des « percepteurs » de l'OAS qui donnera le courage de résister aux victimes de menaces analogues et conclut ainsi : « L'O.A.S. fait preuve de maladresse, en même temps qu'elle a manqué de galanterie. ».
En France, à gauche, le quotidien L'Humanité lui consacre plusieurs jours d'affilée des articles dans ses pages politiques et en une. Le syndicat français des acteurs lui exprime sa solidarité.
Un éditorial politique de Libération titre « B.B.B. = Bravo Brigitte Bardot ». À droite, L'Aurore publie une fausse information qui devra être démentie « B.B. s'en va à Varsovie et à Moscou » et fait disparaître son nom de la rubrique « Choisissez la vedette que vous voulez voir » où elle figurait régulièrement. Ici-Paris ne la met plus en couverture pendant deux mois.
Pour Aux écoutes, la lettre est un faux, rédigé par les conseillers en relations publiques de Bardot. À Alger, elle est sifflée dans les cinémas.
France-Soir publie deux photos côte à côte : une Brigitte Bardot en sari avec la légende « B.B. boycottée à Alger », et une autre en pantalon corsaire avec la légende « B.B. soutenue par ses camarades ».
Pour son numéro de nouvel an 1962, Le Canard enchaîné salue « notre B.B. nationale », la qualifiant de « la fille la plus déshabillée de l'écran, mais aussi la plus culottée » en terminant par ces mots : « Bravo Brigitte, on préfère votre plastique au leur ! ».
Le 5 janvier 1962, alors que son domicile est surveillé et qu'elle craint toujours un attentat, elle se rend sur le plateau de Cinq colonnes à la une pour dénoncer les méthodes barbares des abattoirs. Elle fait intervenir dans l'émission le jeune militant pour la cause animale Jean-Paul Steiger qui s'est infiltré dans un abattoir et a photographié les conditions d'abattage par égorgement des animaux dans les abattoirs de Paris. Elle explique en direct les méthodes d'anesthésie par pistolet déjà utilisées dans d'autres pays.
À la suite de l'émission, elle obtient encore en janvier un rendez-vous avec le ministre Roger Frey, ministre de l’Intérieur pour lui présenter les pistolets d'abattage. Elle s'entretient également avec lui des menaces dont elle fait l'objet.
En février 1962, elle entame un tournage de 3 mois à Dijon, en Italie et à Fort Boyard, aux côtés de Robert Hossein pour l'adaptation par Roger Vadim du roman de Christiane Rochefort, Le Repos du guerrier.

#### Le Mépris, film culte signé Godard (1963)

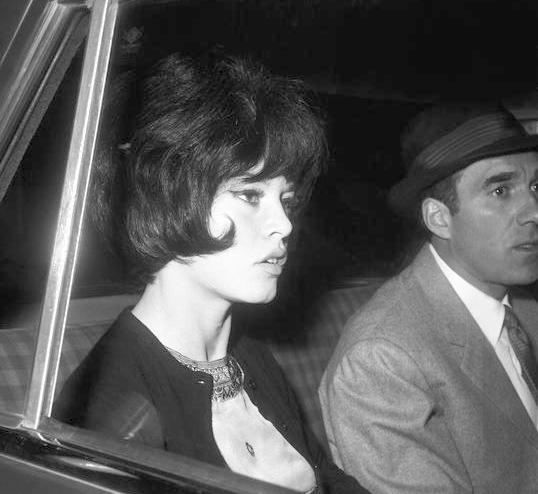
À Florence, en Italie, lors du tournage du film Le Mépris, elle est accompagnée de Michel Piccoli.

Le 5 août 1962, Brigitte Bardot apprend à la radio la mort de Marilyn Monroe (découverte morte dans la nuit, après l'absorption de barbituriques). Le suicide évoqué et probable de la star américaine affecte grandement Brigitte Bardot, consciente des similitudes de destins entre elles, de l'éphémère de la gloire, paniquée, elle déclare à son ami et parolier Jean-Max Rivière : « Que vais-je devenir ? ».
Ce même mois, son compagnon Sami Frey répète avec Anna Karina la pièce Pour Lucrèce de Jean Giraudoux. Cette dernière est l'épouse du réalisateur Jean-Luc Godard et les deux couples se retrouvent souvent dans une brasserie parisienne. Des affinités se créent et Brigitte Bardot, qui sait que Godard travaille à une adaptation cinématographique de ce roman, lui fait savoir qu'elle a adoré Le Mépris d'Alberto Moravia. Godard cherche une actrice pour son film, Bardot veut le rôle, mais elle qui, au moment de Et Dieu créa la femme, incarnait aux yeux du cinéaste « la modernité » s'est depuis lors compromise, selon lui, avec Autant-Lara et Clouzot, et l'envie n'est plus là : « Étant donné que Bardot est devenue ce qu'elle est… », a t-il déclaré. Mais le choix n'incombe pas à Jean-Luc Godard et le producteur américain (installé en Europe), Joseph E. Levine est catégorique : ce sera Bardot ou rien et le film se fera avec elle ou ne se fera pas. Bardot est confirmée et engagée pour un cachet d'un million de dollars, soit la moitié du budget total.
Pour souhaiter une bonne année 1963 aux téléspectateurs, la comédienne accepte d’interpréter des chansons de divers auteurs et compositeurs, notamment de Serge Gainsbourg — qu'elle vient de rencontrer et qui lui a écrit L'Appareil à sous — ainsi que Jean-Max Rivière sur des compositions de Gérard Bourgeois, tout en dansant sur des airs du folklore d'Amérique latine.

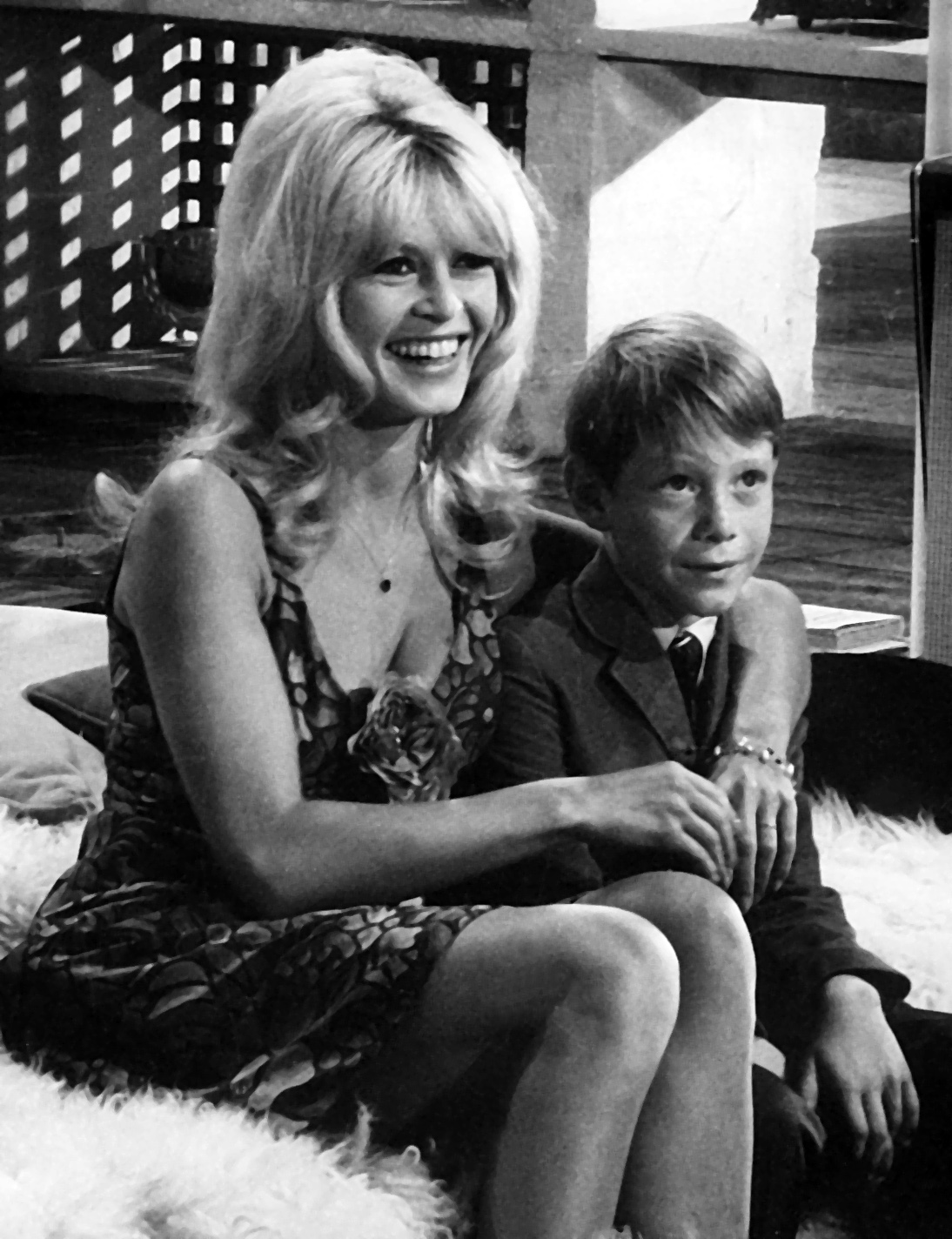
Brigitte Bardot et Bill Mumy dans le film Chère Brigitte (1965).

Le tournage du Mépris commence à Rome, aux studios Cinecittà, le 22 avril 1963, il se déplace ensuite à Sperlonga et s'achève près de Capri, à la Villa Malaparte. Le partenaire principal de Bardot, Michel Piccoli, n'est autre à l'écran que le double de Godard. Son rôle est celui d'un scénariste attirant à l'esprit veule, qui sur la proposition d'un producteur américain (incarné par Jack Palance), accepte de réécrire une adaptation de L'Odyssée d'Homère, mis en scène par un réalisateur allemand (Fritz Lang à l'écran), qui, arrivé en Italie, prend conscience que sa femme se détourne de lui. Brigitte Bardot se rend très vite compte que Jean-Luc Godard évolue dans un univers totalement différent du sien : silencieux, masquant ses yeux par de sombre lunettes, ou le regard fuyant, il la tétanise, bien qu'elle ignore qu'elle le pétrifie tout autant. Le réalisateur va pourtant réussir à la diriger. À la suite d'un pari perdu avec lui, Brigitte Bardot consent à renoncer à sa célèbre coiffure et à brider ses cheveux par un serre-tête. L'actrice a très vite conscience qu'en la filmant le réalisateur veut recouvrer Anna Karina, lui demandant même de reproduire sa démarche. Un mimétisme qu'il pousse jusqu'à lui imposer le port d'une perruque noire. Les paroles crues qu'elle prononce devant la caméra, sont celles de l'épouse de Godard dans la vie. Bardot réalise qu'avec ce film le réalisateur met autant en scène sa liaison épuisée que celle brisée conçue par Moravia dans son roman. L'actrice n'est pas coutumière d'être à ce point inhabitée par un rôle et elle n'apprécie guère cet état. Ce film sur la douleur d'un amour n'est pas celui qu'elle s'imaginait à la lecture du livre. Godard, qui confie à l'actrice « ne rien comprendre, la filme comme un sphinx » et celle dont même le célèbre phrasé parait morne, semble ailleurs. Seul Fritz Lang, avec lequel elle partage une même passion pour les animaux, lui fait part de son admiration. En guise de conclusion, le réalisateur l'expose toutefois dans un décor de rêve qui la sublime : la villa de Curzio Malaparte, élevée sur un rocher au-dessus de la Méditerranée, où Bardot/son personnage annonce à son mari que leur liaison est terminée.
Lors de sa sortie, Le Mépris reçoit un accueil mitigé de la part du public et de la critique. Néanmoins, Jean-Louis Bory écrit :

« Le véritable Et Dieu… créa la femme, c'est Godard qui l'a tourné, et cela s'appelle Le Mépris. […] Ce que Vadim a imaginé dans son premier film, mais n'a plus été capable de réaliser, ce que Louis Malle a raté dans Vie privée, Godard l'a réussi. Le Mépris est le film de Bardot, parce qu'il est le film de la femme telle que Godard la conçoit et telle que Bardot l'incarne. Si le phénomène Bardot doit représenter plus tard quelque chose dans l'histoire du cinéma, au même titre que Garbo ou Dietrich, c'est dans Le Mépris qu'on le trouvera. Je ne sais dans quelles conditions le tournage a eu lieu ni si Bardot et Godard se sont bien entendus. Le résultat est là : il y a rarement eu entente aussi profonde (consciente ou non consciente, je suppose, chez Godard) entre une actrice et son metteur en scène. »

Le critique cinématographique René Prédal estime que l'avenir a donné raison à l'avis de Jean-Louis Bory, et la scène de nu qui ouvre le film, ajoutée pour répondre aux exigences du producteur Joseph Levine, est devenue une scène-culte : Brigitte Bardot, allongée sur le ventre, nue sur un lit, interroge Piccoli (son époux à l'écran), sans retenue sur ses charmes : «... Mes pieds tu les trouves jolis ? Et mes genoux, tu les aimes, mes genoux ? Et mes cuisses ? [...] Qu'est-ce que tu préfères mes seins ou la pointe de mes seins ? et mes fesses, tu les trouves jolies, mes fesses ? Et mon visage, tu l'aimes mon visage ? » Godard détourne l'exigence de la production par cet « effeuillage verbal » empreint d'érotisme et habille le corps de Brigitte Bardot par l'emploi de filtres de couleurs, rouge, blanc ou bleu, en alternance,,.
C'est pendant le tournage qu’a lieu sa séparation d’avec Sami Frey.

#### DeViva María!au festival de Cannes (1964-1967)

Brigitte Bardot au Brésil (1964).

Couverture du magazine Al Chabaka (1965).

Elle noue une nouvelle idylle avec le musicien brésilien, Bob Zagury avec lequel elle part en vacances à Rio de Janeiro. À son arrivée le 8 janvier 1964, elle fuit les photographes et doit s'isoler dans son appartement pour échapper à la foule et à l'émeute que provoque sa venue. Les chroniqueurs font des conjectures sur un éventuel mariage et sa capacité diplomatique à aider à effacer le gâchis provoqué par la « guerre de la langouste » entre le Brésil et la France.
Brigitte Bardot enchaîne avec une comédie policière, Une ravissante idiote, adaptée du roman de Charles Exbrayat et réalisée par Édouard Molinaro.
On lui propose une apparition de deux jours dans un film américain, Chère Brigitte, qui lui rend hommage, avec James Stewart en vedette.
En juin 1964, Joséphine Baker lance un appel pour sauver sa propriété du Périgord, le château des Milandes, dans laquelle elle avait recueilli tous ses enfants. Émue et bouleversée par la détresse de la danseuse, Bardot participe à son sauvetage en lançant un appel à la télévision en sa faveur,.
Pendant ce temps, Louis Malle veut lui faire donner la réplique à Jeanne Moreau dans une parodie de western à grand spectacle et gros budget, tourné au Mexique : Viva Maria !. Son agent lui explique que c'est la chance de sa vie, un moyen de prouver au monde qu'elle est mieux que jolie et très différente de l'image stéréotypée qui circule dans les salles de rédaction. La décision s'avère difficile à prendre, mais il lui faut relever le défi : accepter d'avoir Jeanne Moreau comme partenaire et réussir à l'égaler dans l'estime du public.
Le 28 septembre 1964, Brigitte Bardot fête son 30e anniversaire. Paris Match lui envoie un de ses plus illustres reporters et son meilleur photographe. La presse mondiale s'empare de l'événement : « B.B. a 30 ans ! ». Avant d'aller au Mexique, elle part à Noël pour Buzios, un village du Brésil, en compagnie de son compagnon, le musicien brésilien Bob Zagury. Dès lors, Buzios connaît le même engouement que Saint-Tropez et en remerciement, les Brésiliens érigent une statue à son effigie, sculptée par Christina Motta.
Le tournage de Viva María! commence fin janvier 1965 à Mexico. Quelques mois plus tard, le film sort officiellement à New York et à Los Angeles. Lors de la campagne promotionnelle dans ces villes, une journaliste lui pose la question « Que mettez-vous pour dormir ? » et elle répond « les bras de mon amant »,, là où Marilyn Monroe avait répondu « du No 5 de Chanel »,. Viva Maria est un grand succès et la critique est unanime quant à la performance de Bardot. Paris Jour écrit : « Jeanne Moreau est écrasée par Brigitte Bardot ». L'Avant-scène remarque : « Si Jeanne Moreau est remarquable, Brigitte Bardot est tout simplement éblouissante dans son rôle de pétroleuse et il faut bien dire qu'elle vole la vedette à sa collègue ».
Louis Malle fait de nouveau appel à elle pour le sketch William Wilson tiré des Histoires extraordinaires d'Edgar Allan Poe. Son partenaire est Alain Delon et le tournage a lieu à Rome au printemps 1967. Sa performance (en perruque brune, fouettée par Delon) est saluée par la critique. Elle fait une apparition dans le film de Godard Masculin féminin, puis tourne À cœur joie avec Laurent Terzieff, sous la direction de Serge Bourguignon.
La star française refuse de jouer une James Bond girl dans Au service secret de Sa Majesté et déclare : « Je trouve les films James Bond excellents, mais sans moi ! ». Son agent et son mari Gunther Sachs, qu'elle a épousé en 1966, insiste pour qu'elle accepte de tourner L'Affaire Thomas Crown avec Steve McQueen ; bien qu'on lui propose un cachet d'un million de dollars, elle refuse également le rôle (qui sera alors attribué à Faye Dunaway).

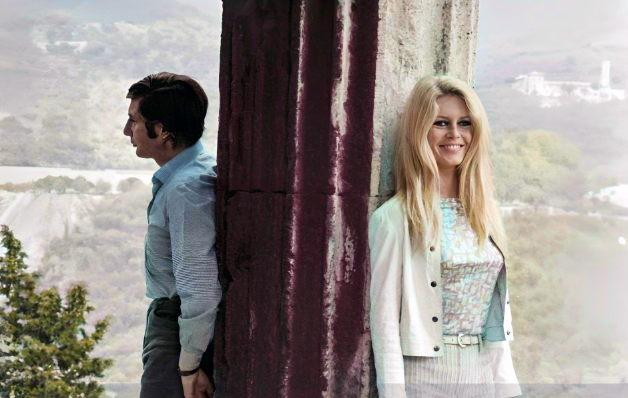
Mariée avec Gunter Sachs, elle noue une relation avec Serge Gainsbourg.

Entre-temps, elle prépare ce qui sera le Bardot Show pour passer de l'année 1967 à 1968. Plusieurs compositeurs célèbres de l'époque doivent lui écrire des chansons sur mesure qu'elle chantera ou dansera.

Bien qu'ils ne se voient déjà plus, Brigitte Bardot accepte de présenter à la soirée de clôture du Festival de Cannes 1967, le film Batouk produit par Gunter Sachs. À son arrivée, la foule est hystérique, créant une cohue sans précédent, bousculée entre photographes et adorateurs, tout en gardant le sourire, escortée par les agents de sécurité, l'actrice chemine vers le palais des festivals, pour ce qui est sa dernière apparition à l'événement.

#### De Serge Gainsbourg àShalako(1968-1969)

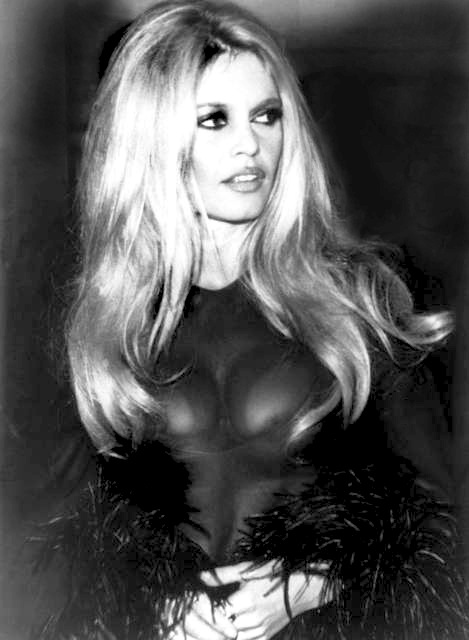
Brigitte Bardot en 1968.

Brigitte Bardot enregistre peu après les chansons Le Soleil, Harley-Davidson et Je t'aime… moi non plus (cette dernière en duo avec Serge Gainsbourg), ainsi que Comic strip et Everybody Loves My Baby (en). Indépendamment de la complicité artistique qui existe entre eux, la comédienne-chanteuse cède au charme singulier de l'homme à la « tête de chou ». « La beauté, c'est quelque chose qui peut être séduisant un temps. Ça peut être un moment de séduction. Mais l'intelligence, la profondeur, le talent, la tendresse, c'est bien plus important et ça dure beaucoup plus longtemps », dit-elle plus tard. Sur les conseils de son agent, pour ne pas faire un scandale mondial qui ternirait son image à cause de Sachs, elle demande à Serge Gainsbourg de ne pas diffuser Je t'aime… moi non plus et de la remplacer par un autre duo, Bonnie and Clyde.
Puis c’est le départ en Espagne : dans la chanson Initials B.B. de Serge Gainsbourg, l'héroïne prononce Almería, lieu de leur rupture définitive, où se rend Brigitte Bardot pour y tourner le film Shalako. Initialement, Brigitte Bardot a refusé ce western américain mis en scène par Edward Dmytryk avec Sean Connery dans le rôle principal ; son agent a fini par la convaincre, mais son peu d’intérêt pour le tournage la fait arriver souvent en retard sur le plateau, ce qui n'est pas pour plaire au metteur en scène. La première mondiale du film a lieu à Munich le jour de son anniversaire et elle avoue ne pas comprendre l'histoire, qui n'a selon elle aucun intérêt. Au box-office mondial, le film est un échec et les critiques sont en majorité négatives. Jean de Baroncelli écrit dans Le Monde : « On se demande vraiment quelles raisons secrètes ont bien pu pousser Brigitte Bardot à accepter ce rôle (?) qu'elle tient dans Shalako. Si ce fut l'envie de changer d'emploi et d'incarner les héroïnes de western, elle s'est complètement trompée de scénario »,.
Dans le même temps, François Truffaut prépare le tournage de La Sirène du Mississipi, dont elle souhaite avoir le rôle féminin, mais le cinéaste lui préfère Catherine Deneuve. Le film n'est pas un succès et à sa sortie, Bardot déclare : « Je suis ravie que ce soit un tel bide, parce que c'est bien fait. On me l'a piqué d'une manière tellement ignoble. J'étais folle de rage ».

### Années 1970

#### DeL'Ours et la PoupéeauxPétroleuses(1970-1971)
L'actrice répond favorablement aux deux projets qu'on lui présente : Les Femmes et L'Ours et la Poupée. Le premier dirigé par Jean Aurel est un film à petit budget qui doit se tourner en décors naturels, avec Maurice Ronet comme partenaire. Le film est mal reçu par la critique et est un échec commercial.
À propos de L'Ours et la Poupée, où elle a Jean-Pierre Cassel comme partenaire, Brigitte Bardot déclare « L'Ours et la Poupée est un peu le Et Dieu… créa la femme des années 1970. J'ai été recréée par Michel Deville ».

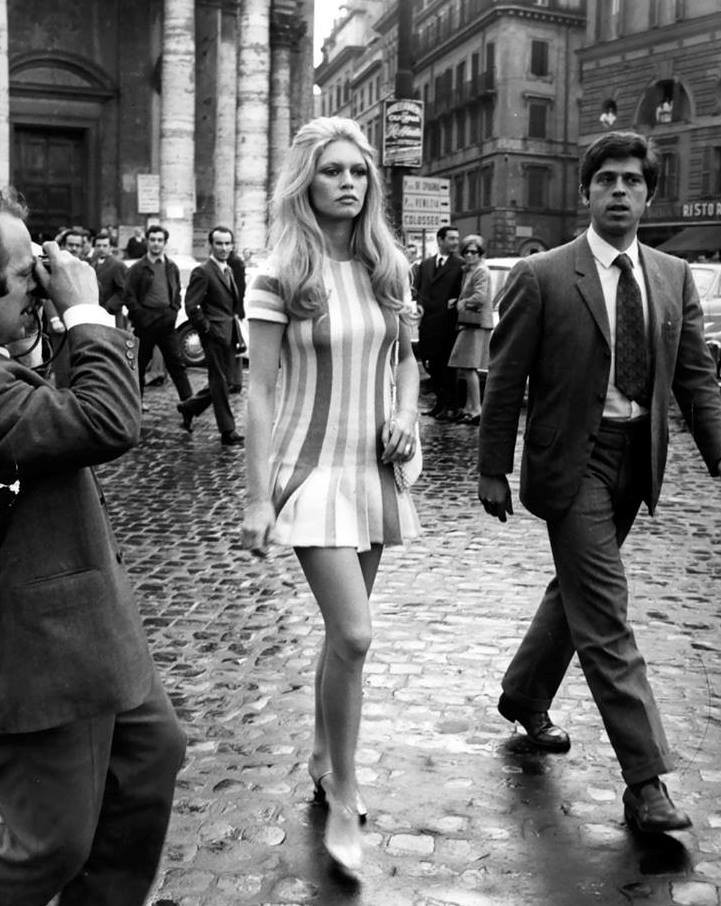
Brigitte Bardot à Rome en 1969.

Sur le conseil de son agent (inquiet de ne pas recevoir beaucoup de propositions), Brigitte Bardot accepte de tourner Les Novices, une comédie où elle partage l'affiche avec Annie Girardot. À sa sortie, le film reçoit des critiques mitigées. Certains trouvent le film « amusant », d'autres, au contraire écrivent « Rarement le cinéma français est tombé si bas dans l'ignorance »,. Le 9 avril 1970, elle participe à l'émission de Jean-Pierre Elkabbach Actuel 2, où pendant une heure, en direct, elle est confrontée à quatre journalistes.
Elle tourne Boulevard du rhum sous la direction de Robert Enrico, où elle incarne une star du cinéma des années 1920, Linda Larue, idole et amour inaccessible du marin Cornélieus, qu'interprète Lino Ventura. Elle y chante Plaisir d'amour en duo avec Guy Marchand et donne sa dernière grande comédie après L'Ours et la Poupée.
Sachant à peine de quoi il s'agit, elle donne son accord pour Les Pétroleuses, une comédie de Christian-Jaque tournée en Espagne, que Claudia Cardinale a accepté de jouer à condition de l'avoir comme partenaire. Les deux femmes ne se reverront que 23 ans plus tard, lors d'une cérémonie au théâtre de l'Empire, avenue Wagram, organisée par Jacques Chirac en 1994, pour la remise de la médaille de la ville de Paris,[source insuffisante].
Le demi-échec de Boulevard du rhum comme le succès des Pétroleuses indiffère Brigitte Bardot. L'actrice est alors choisie pour être le modèle du buste de Marianne, trônant dans toutes les mairies de France. En acceptant, la célèbre comédienne devient la première actrice à prêter ses traits au symbole français. Le buste est réalisé par le sculpteur Aslan.
Si les motivations de l'actrice quant aux choix de ses films apparaissent de plus en plus absconses, la liste des films qu'elle a refusés interroge plus encore : Les Parapluies de Cherbourg, Les Demoiselles de Rochefort (1964, 1967) de Jacques Demy, La chamade d'Alain Cavalier, L'Affaire Thomas Crown de Norman Jewison (1968), L'Étranger de Luchino Visconti (qui pour elle adapte également À la recherche du temps perdu de Marcel Proust souhaitant qu'elle incarne Odette de Crécy) ; pour justifier ces refus, qui laissent à croire qu'elle saborde sa carrière, Brigitte Bardot déclare : « Moi Camus, Visconti, le côté intellectuel, ça me fait un peu peur. » Durant cette période (1968-1973), seul Les Pétroleuses est un succès. Le film Don Juan 73 de Roger Vadim qu'elle tourne avec Maurice Ronet, Robert Hossein, Mathieu Carrière et Jane Birkin comme partenaire, est un nouvel échec. Le tournage s'avère difficile pour elle, voire conflictuel comme en témoigne a posteriori Jane Birkin : « Bardot était magnifique mais il y avait le regard des autres femmes, cruellement posé sur elle. [...] Elle pleurait avant de tourner une scène, Vadim avait sorti des mots blessants à son égard. Les gens la regardaient sans la moindre compassion. Je sentais un besoin chez elle de ne pas être sur le plateau. Se rendait-elle seulement compte que ce qu'on faisait dans ce film n'était pas terrible ? »

#### Dernier film:L'Histoire très bonne et très joyeuse de Colinot trousse-chemise(1973)
À Paris, son agent lui soumet le scénario de L'Histoire très bonne et très joyeuse de Colinot trousse-chemise. Nina Companeez, que Brigitte Bardot aime bien, en est l'auteur et doit le mettre en scène, avec Francis Huster, dans le rôle de Colinot. Bien qu'elle accepte de participer au film, elle déclare à la réalisatrice « je ne vaux plus rien, vous ne me payez pas, on verra après. » 
Le tournage de Colinot, où elle joue une châtelaine du Moyen Âge, a lieu dans le Périgord, à la campagne. Dans une des scènes, elle aperçoit une vieille dame qui tient en laisse une petite chèvre. Elle s’approche d’elle pour la caresser et la dame lui confie que l'animal est destiné à un méchoui pour la communion de son petit-fils le dimanche suivant. Horrifiée, Brigitte Bardot achète la chèvre, la met dans sa caravane et rentre le soir à l'hôtel à Sarlat avec elle. Elle l'installe dans sa chambre avec la petite chienne qu'elle venait également d’adopter.
Cet incident sera le déclencheur de sa décision d'arrêter le cinéma.
La dernière image du dernier plan de ce qui sera son dernier film, le 48e de sa carrière, la montre une colombe à la main, symbole prémonitoire de sa vie future consacrée aux animaux.

#### Arrêt de la carrière cinématographique
Le 6 juin 1973, à l'âge de 38 ans, au cours du tournage de L'Histoire très bonne et très joyeuse de Colinot trousse-chemise dans le Périgord, Brigitte Bardot prend la décision d'arrêter sa carrière cinématographique pour se consacrer à la cause animale. Elle n'aime plus son métier et vient de sauver sur le plateau de tournage une petite chèvre vouée à la mort.
Le métier d'actrice lui semble dérisoire, superflu, ridicule, inutile : « Je me voyais dans le miroir de ma loge avec mes hennins, mes jupes à froufrous, des fourbis pas possibles. Je me demandais ce que je foutais fagotée de la sorte. C’est comme ça que j’allais vieillir au cinéma ? Au moment où je ressentais le plus l’envie de tout arrêter, cette petite chèvre a été le déclencheur. » 
Sa décision se fait en un instant : « Je me suis trouvée franchement ridicule, tellement cruche, le cinéma me gonflait depuis longtemps déjà et en une seconde, j'ai décidé d'arrêter. »
Lors du dîner avec l’équipe, elle décrète que ce film sera le dernier : « Il y avait des journalistes de France Soir à table. Tout le monde se demandait si j’avais bu un coup de trop. Ils ont dû penser que ça me passerait. Mais c’était fini. Bel et bien fini. »
Elle se tiendra à sa décision: « J'ai décidé d'arrêter pour les animaux, [...], c'est très dur d'arrêter le cinéma quand on s'appelle Brigitte Bardot. Il faut une volonté farouche pour ne pas recommencer. [...] Je devais apporter aux autres, aux animaux, ce que l'on m'avait offert toute ma vie ».
Elle ne retournera plus jamais sur un plateau de cinéma, malgré le très grand nombre de propositions que reçoit son agent ensuite, comme la proposition de tourner un film avec Marlon Brando, pour un cachet s'élevant à un million de dollars américains.
Néanmoins, elle se montre intéressée par une éventuelle adaptation du roman d'Albert Cohen, Belle du Seigneur.
Elle déclare au Monde : « Je vais encore faire un film, mais il faut que ce soit quelque chose de fantastique. C'est pourquoi je serai très prudente sur le choix du scénario ». En 1975, elle annonce formellement mettre un terme définitif à sa carrière.
En 1981, elle revient sur sa carrière cinématographique en ces termes : « J'ai fait une quarantaine de films, et je n'avais pas de vie : aucune vie privée du fait de la presse, et du fait que je tournais film sur film. Ma vie était intimement liée au cinéma. Il y a eu des moments où j'ai eu du plaisir à jouer, mais ça n'a jamais été une passion, je n'ai jamais été une actrice dans le fond de mes tripes. Les vraies actrices ne peuvent pas s'arrêter de jouer, il faut qu'elles jouent jusqu'à leur mort ».
Elle fait le constat que le public, jeune notamment, a suivi son nouvel engagement pour la cause animale :
« Je n'ai jamais reçu autant de courrier que maintenant, même au top de la carrière ; au moment de la Vérité ou de films aussi importants, je n'en recevais pas autant, des sacs postaux entiers, beaucoup de lettres de jeunes entre sept et vingt ans. Ils ne savent peut-être pas un seul nom de mes films. Ils ne me connaissent pas par le cinéma. Quand on leur parle de B.B., ce n'est plus synonyme de star ou de sex-symbol, mais de protection animale. Cette passion a toujours été au fond de moi-même, j'ai toujours aimé et défendu les animaux, mais je n'avais pas le temps ».

### Années 1980
En 1982, Brigitte Bardot renoue avec la chanson et enregistre à l'égard des animaux, les titres Toute les bêtes sont à aimer et La chasse,. La parution de ce 45 tours, dont les droits sont attribués à sa fondation, met un terme à sa carrière artistique.
En 1986, dix-neuf ans après son enregistrement, elle accepte que Serge Gainsbourg sorte leur version restée inédite de Je t'aime… moi non plus, à la condition que les profits soient attribués à des associations pour la défense des animaux. La chanson, chantée entre-temps par Jane Birkin, connaît succès, scandales et censures lors de sa sortie en 1969.

## Engagement pour la cause animale
Pendant des années, par ses propres moyens, Brigitte Bardot essaie de faire de son mieux pour améliorer la condition des animaux. Se faisant porte-parole de la SPA, elle lance des appels en faveur des chiens abandonnés. Pour mener son combat, elle se lie à Allain Bougrain-Dubourg.
En 1982, elle reprend à titre exceptionnel le chemin des studios d'enregistrement pour deux dernières chansons, en hommage aux animaux : Toutes les bêtes sont à aimer et La Chasse.

### Pistolet d'abattage dans les abattoirs
En 1962, Brigitte Bardot engage son premier combat pour la cause animale, en militant pour le pistolet d'abattage indolore dans les abattoirs. En effet, après avoir vu des photos montrant les conditions dans lesquelles les animaux étaient abattus, elle décide de devenir pescétarienne,[source insuffisante]. À sa demande, Pierre Desgraupes accepte de lui accorder — malgré ses réserves, trouvant que le statut de sex-symbol de la star correspond mal à un sujet aussi dur et si peu médiatique — un entretien dans son émission Cinq colonnes à la une, où elle inaugure la rubrique Avocat d'un soir. 
L’actrice apparaît en direct dans cette émission et affiche une réelle maitrise du sujet le 9 janvier 1962. Conséquence du « plaidoyer » de l'actrice, Roger Frey, alors ministre de l’Intérieur, lui accorde une entrevue, où elle se rend avec trois exemplaires de pistolets d'abattage destinés à assommer le gros bétail, afin que la mort lente et consciente par saignement soit abolie dans la plupart des cas, grâce à la projection d'une flèche dans le cerveau qui paralyserait les centres nerveux, qu'elle abandonne sur le bureau du ministre avant de se retirer. La presse donne une large couverture à ce qu'elle nomme alors le « pistolet de Brigitte Bardot », présenté comme procurant à l'animal une mort instantanée et sans qu'il ait le temps de ressentir de la douleur. Le pistolet d'abattage est généralisé dans tous les abattoirs conventionnés de France en 1972.

### Interdiction de la chasse aux phoques

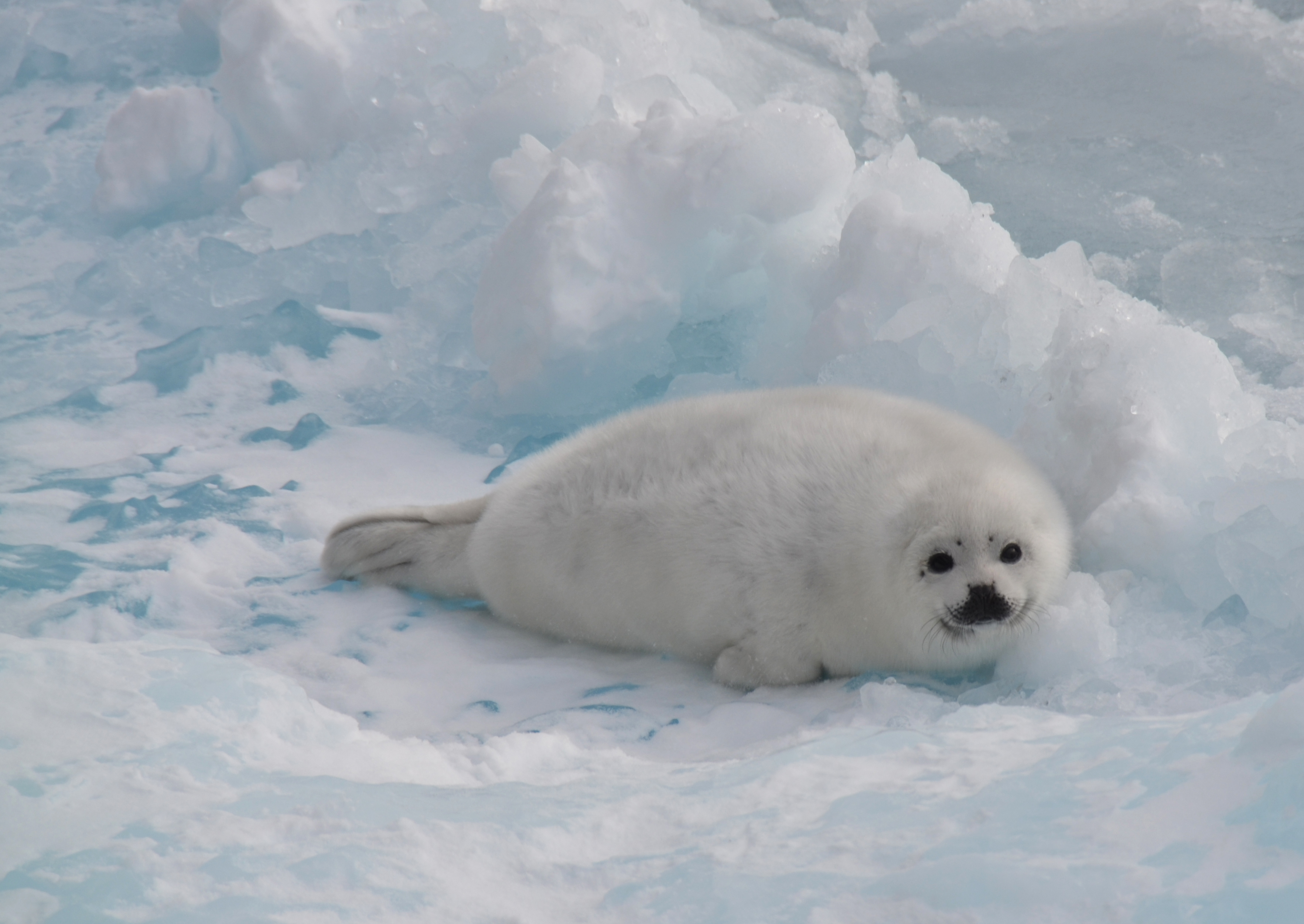
Un blanchon (petit du phoque), l’un des symboles de Brigitte Bardot.

Le 24 février 1968, Marguerite Yourcenar envoie une lettre à Brigitte Bardot lui exprimant toute son admiration pour ce qu'elle fait pour la protection des animaux. Elle lui demande de mettre sa notoriété internationale au service de la défense des bébés phoques et d'intervenir auprès des gouvernements et dans les médias pour mettre fin à leur horrible massacre annuel dans les eaux canadiennes. La mise à mort des blanchons, les phoques nouveau-nés à peau blanche âgés de quelques semaines, est particulièrement atroce et cruelle. Yourcenar assortit sa lettre de quatre pages de documents sur cette chasse, alors peu connue du public, et dont seuls quelques experts dénoncent la pratique à l'époque. 
C'est en 1976 que Bardot s’engage contre le massacre des bébés phoques, mais sans rapport semble-t-il, avec la lettre de Yourcenar qu'elle dit n'avoir jamais reçue.
Elle rejoint Brian Davis de l'IFAW, et déclenche une vaste campagne internationale pour dénoncer la chasse aux phoques après avoir vu un documentaire à ce sujet,. Pratique ancienne des Inuits de la région arctique, qui s'en servent pour maints usages en récupérant la viande, la fourrure, la graisse (ou l'huile) et les os, la chasse permet de nourrir pendant sept mois quelque 15 000 familles de pêcheurs (en hausse).
Mais ce sont les méthodes employées qui consternent l'actrice. En effet, les phoques âgés de 15 jours à peine sont assommés à coups de massue, puis dépecés sur place, parfois encore conscients. Brigitte Bardot mène une manifestation devant l'ambassade de Norvège et de nombreuses interventions médiatiques qui remuent l'opinion publique, mais ne suffisent pas à faire changer d'avis les responsables de la chasse.
Le 15 mars 1977, le Président français Valéry Giscard d'Estaing interdit l'importation de peaux de phoques en France. Le 20 mars 1977, celle qui est encore une star aux yeux du monde entier se rend au Canada, sur les glaces polaires de Blanc-Sablon, afin d'y dénoncer la chasse aux blanchons pour leur fourrure. Elle entreprend alors un combat qui va changer sa vie. Son périple dure cinq jours sous une pression médiatique inouïe. À son arrivée, elle crie aux chasseurs « Canadiens, assassins » et déclare lors de sa conférence de presse :

« Si je suis venue ici, ce n'est pas pour faire du tourisme ou pour me faire photographier comme au Festival de Cannes. […] Nous sommes ici pour trouver une solution au problème qui se pose mondialement et nous supplions, Monsieur Weber et moi, et le monde entier, le gouvernement canadien de trouver une solution à ce problème. De toute façon, quoi qu'il arrive, le phoque est en voie de disparition. […] Il faut que vous vous disiez, même si la chasse au phoque existe depuis 300 ans, que les traditions changent et seuls les imbéciles ne changent pas d'avis. »

— Brigitte Bardot, Conférence de presse au Canada, 1977
Dans son combat, Brigitte Bardot est soutenue par de nombreuses personnalités, telles Isabelle Adjani, Kim Basinger, Tippi Hedren, Ursula Andress et Johnny Hallyday.
Le 28 mars 1983, après une réception de Bardot au Conseil de l'Europe, les Communautés européennes interdisent l'importation des peaux et de fourrures de bébés phoques harpés (à manteau blanc) et de bébés phoques à capuchon (à dos bleu),. Dès lors, la chasse connaît une forte diminution. En effet, 20 000 phoques sont abattus en 1985 contre 200 000 en 1981.
Pour prolonger l'action qu'elle vient de mener, elle publie en 1978 un livre illustré destiné aux enfants, Noonoah, le petit phoque blanc, racontant la vie d'un bébé phoque sauvé des chasseurs par un Inuit.

### Interdiction de la viande chevaline
En mars 1980, TF1 diffuse un reportage sur les conditions d'abattage des chevaux et révèle que la France est le 2e pays d'Europe à en manger. Scandalisée, Brigitte Bardot réagit le lendemain en demandant aux Français de ne plus le faire : « Il y a des tas de pays qui ne mangent pas de chevaux et qui ne se portent pas plus mal pour autant. Je trouve ça dégueulasse et puis la façon dont on les transporte que ce soit par bateau ou par train. Ils arrivent dans des conditions abominables. Quand ils ont les pattes cassées, on les jette par-dessus bord, vivants. […] Les Français n'ont qu'à plus manger de viande de cheval et puis c'est tout. Pourquoi on ne mange pas de chien ou de chat ? Les Français pensent qu'à bouffer. Ils sont gros et gras, et meurent d'un infarctus, et les femmes font des régimes. Qu'ils mangent moins, et qu'ils commencent par arrêter de manger du cheval. C'est dégoûtant ».

### La Fondation Brigitte Bardot
En 1986, Bardot crée, à Saint-Tropez, la Fondation Brigitte-Bardot, organisme ayant pour objet la protection des animaux. Pour la faire reconnaître d'utilité publique, elle disperse aux enchères les objets de son ancienne gloire : bijoux, effets personnels, robes ou encore des photos et affiches, pour la plupart dédicacées. Elle déclare alors : « J'ai donné ma jeunesse et ma beauté aux hommes. Que je donne ma sagesse et mon expérience et le meilleur de moi-même aux animaux. » Elle réussit à obtenir les trois millions de francs nécessaires en grande partie grâce à la vente du diamant que lui avait offert Gunter Sachs, « l'immense diamant qu'il m'avait donné, qui a été une grande part de l'argent que j'ai récupéré. C'est lui qui l'a racheté. Il me l'a pas redonné parce qu'il se serait dit elle va encore le revendre pour les animaux. Mais enfin, il l'a racheté et m'envoie de temps en temps de belles sommes pour la fondation. » Cette dernière, dont l'action prend de plus en plus d'ampleur, s'installe d'abord au 45, rue Vineuse à Paris, puis au 28 de la même rue.
Elle accompagne la création de sa fondation d'une série télévisée, S.O.S. Animaux (de 1989 à 1992), qui évoque tour à tour le trafic de l'ivoire, les expériences sur les animaux de laboratoire, les conditions des bêtes d'abattoirs, le transport des chevaux, le trafic des animaux exotiques ou l'abus de la chasse. Pour toutes ces causes, elle mobilise l'opinion en France et partout dans le monde, sollicitant l'appui de nombreuses personnalités, de chefs d'État, du dalaï-lama et du pape Jean-Paul II. « Je ne peux pas mener cette fondation sans être politique. J'ai vu tous les ministres de l'Agriculture. Tous les ministres de l'Écologie depuis qu'ils ont été nommés. Tous les ministres de l'Intérieur. J'ai vu trois présidents de la République et je suis dans une merde pas possible parce que personne ne m'aide. »
Afin d'en augmenter le capital et d'obtenir la reconnaissance d'utilité publique, elle fait don de sa propriété La Madrague à sa fondation,, et celle-ci est finalement déclarée d'utilité publique par le Conseil d’État en 1992,. La même année, grâce aux donations, elle fait l’acquisition, dans l'Eure, d’un domaine de huit hectares, La Mare Auzou, afin d’y créer un refuge pour les animaux,.
Les activités de la Fondation Brigitte-Bardot sont la lutte contre la captivité des animaux sauvages (notamment dans les cirques ou les zoos), le transport des animaux de boucherie, l'hippophagie, la fourrure, les expérimentations animales, les abus de la chasse, les combats d'animaux (tels que les corridas ou les combats de coqs), la chasse aux phoques, la chasse à la baleine, le braconnage ou encore l'abandon d'animaux de compagnie.

### Engagement militant
Elle est à la fois admirée et critiquée pour ses combats pour la protection des animaux. En 1990, Marlene Dietrich déclare à Paris Match : « Brigitte Bardot est encore une légende vivante mais elle est devenue tellement bizarre qu'il est impossible de lui garder intacte son aura d'autrefois. L'admiration qu'elle voue aux chiens est effarante, quand on pense à l'horreur dans laquelle se bat le monde, face à la mort, la douleur, la misère et au désespoir des enfants malades et affamés. »
En 1993, la Humane Society of the United States crée à Hollywood le Brigitte Bardot International Award, récompensant chaque année, durant sa cérémonie des Genesis Awards (en), le meilleur reportage animalier non américain. Très touchée du geste de ces militants américains, elle n'assiste toutefois jamais à la cérémonie.
À Saint-Tropez, en 1994, elle organise une manifestation sur la place des Lices à laquelle se joignent 300 personnes pour protester contre le comité de la mairie où se trouvent des chasseurs du Var. Elle menace également de partir de La Madrague pour s'installer à Paris.
La même année, elle demande à Jean-Paul Gaultier de ne plus utiliser de fourrure dans ses créations, lui reprochant d'avoir utilisé deux peaux de renards pour un des manteaux qu'il a créés. Le créateur lui répond : « Il n'en a pas fallu deux mais trois. » Elle fait la même demande à Sophia Loren, qui pose en fourrure pour Annabella pour la somme d'un million de dollars américains, et déclare, lorsque Catherine Deneuve parraine le concours Orylag : « Parrainer une peau de lapin pour une ancienne Peau d'âne, quelle tristesse ! » La plupart lui répondent qu'elle en a déjà porté. « J'ai porté de la fourrure à une époque où je n'avais pas conscience de ce qu'elle représentait. La fourrure est aujourd'hui le symbole de la vulgarité. »
Elle parvient à convaincre Philippe Vasseur, ministre de l’Agriculture de la France, de faire interdire la caudectomie (coupe de la queue) des chevaux en 1996, l'année où elle publie ses mémoires Initiales B.B., retraçant son enfance et toute sa période de star. Ce livre est traduit en 23 langues, vendu à plus d'un million d'exemplaires et classé sept semaines en tête des ventes au palmarès de L'Express. La sortie du livre provoque un nouveau scandale : son ex-époux, Jacques Charrier, lui intente un procès pour « violation de la vie privée », suivi par son fils Nicolas qui s'insurge à son tour contre sa mère pour « atteinte à l'intimité intra-utérine ». Elle est condamnée à payer 150 000 francs au premier et 100 000 francs au second. Jacques Charrier répond à Initiales B.B. dans son livre Ma réponse à Brigitte Bardot, pour lequel il est condamné à payer à Bardot 50 000 francs. Il écrit : « Pour elle, l'humanité se divise en trois : les êtres humains (race inférieure et méprisable), les animaux (dignes d'être aimés) et elle-même (digne d'être adulée). »

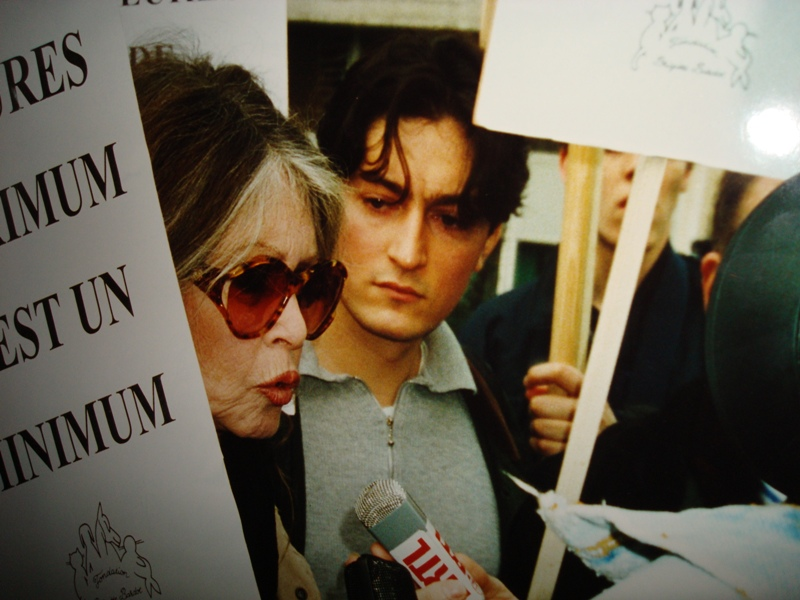
Brigitte Bardot et Christophe Marie (alors porte-parole de la Fondation Brigitte-Bardot) lors d'une manifestation à Bruxelles, en 1995.

Elle revient sur cet épisode dans le documentaire Et Brigitte créa Bardot, disant à propos de son fils :

« C'est très triste, parce que je n'en ai qu'un. Adulte, nous nous sommes bien retrouvés. Mais c'est à la sortie de mes mémoires, alors que je lui avais fait lire le manuscrit avant… Son père a fait un scandale et a entraîné Nicolas. Et depuis, je n'ai plus aucune nouvelle. Et je ne veux pas en parler. »

Madonna lui propose trois millions de francs pour adapter Initiales B.B. au cinéma et l'interpréter sur grand écran. Brigitte Bardot refuse, la chanteuse portant de la fourrure.
Le Carré de Pluton, le second volume de ses mémoires, paraît en 1999. Il débute en 1973, date de sa décision d’arrêter sa carrière cinématographique, et se termine en 1996. Dans ce livre, qu’elle présente comme étant son testament, sont recensées toutes ses luttes en faveur de la cause animale.

Brigitte Bardot en 2002.

En 2001, l'association Pour une éthique dans le traitement des animaux (PETA) lui décerne un prix, le PETA Humanitarian Award, afin de la récompenser pour son combat en faveur des animaux, et notamment contre la chasse aux phoques,.
En 2002, à l'occasion de la Coupe du monde de football, elle appelle à un boycott des produits sud-coréens afin de protester contre la consommation de viande de chien et de chat en Corée du Sud. À la suite de cet appel, elle reçoit plusieurs milliers de lettres de menaces de mort. Elle déclare : « J'ai reçu 7 000 menaces de mort. Ils sont furieux de mes critiques et m'ont répondu que cette pratique faisait partie de leur culture. […] Manger du chien ne fait pas partie de la culture, c'est grotesque. La culture, c'est composer de la musique, comme le faisait Mozart, ou construire des bâtiments. »
Marc-Olivier Fogiel lui rend hommage, en 2003, dans son émission On ne peut pas plaire à tout le monde. Brigitte Bardot y évoque sa gloire passée, reprenant par exemple avec Alain Delon une scène du Mépris, ainsi que de son combat pour les animaux. Elle vient d'écrire un livre qui doit sortir après l'émission, Un cri dans le silence. L'animateur lui en demande un exemplaire et accepte la demande de Bardot de ne pas parler du livre pendant l'émission. Néanmoins, il ne tient pas sa promesse et l'affronte violemment en citant des extraits du livre, ce à quoi elle répond : « Je dénonce la dégradation d'une société décadente. Je déteste l'humanité, mais j'aime les gens qui me touchent, quelle que soit leur race, je m'en fous de la couleur, ce qui compte est à l'intérieur. » Le public la soutient contre l'animateur « à 300 %. Fogiel avait été d'une hypocrisie et d'une malhonnêteté redoutables. »
En décembre 2005, elle lance, à Genève, avec l'écologiste Franz Weber, une nouvelle campagne pour interdire la chasse aux phoques sur la banquise canadienne. En cette même année 2005, à l'occasion d'une campagne contre le port de fourrure, elle s'insurge :

« Tout se vend : du lynx, du vison, de la loutre, de la martre, du castor, du renard, de l'écureuil mais aussi du chien et du chat ! On retrouve dans toutes les collections des « grands » couturiers, notamment français, des lambeaux de peaux sur les cols, les poignets, en revers ou en ourlets. Derrière ces étalages provocants de mannequins parées de manteaux de tous poils se cache un commerce juteux et surtout des conditions de capture, de détention et d’abattages ignobles pour les animaux. Il y a longtemps, j'ai porté de la fourrure parce que je ne connaissais rien des coulisses de ce marché. Aujourd’hui, nul ne peut invoquer l'ignorance sinon pour justifier son hypocrisie. Nous sommes à l’heure des prises de conscience et de décision. Décision de refuser d’entrer dans un circuit qui veut se blanchir à grand renfort d’arguments bidon : NON la fourrure n’est pas écologique! NON la fourrure n’est pas plus propre et moins douloureuse parce que d’élevage ! »

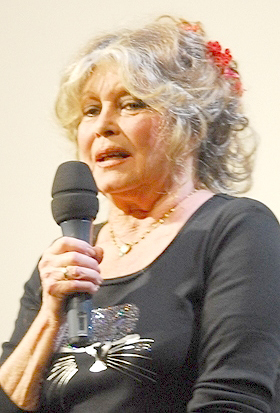
Brigitte Bardot en 2006.

Le 28 septembre 2006, elle célèbre les vingt ans d'existence de sa fondation au théâtre Marigny. Elle profite de cette occasion pour faire la promotion de son dernier livre, Pourquoi ?, qui retrace les vingt années d'existence de sa fondation. En 2010, sa fondation compte 60 000 donateurs répartis dans plus de vingt pays. Celle-ci fait ensuite don de sa propriété de plusieurs hectares située à Bazoches-sur-Guyonne, dans les Yvelines, où vivent des animaux rescapés de l'abattage.
Cette même année, elle continue son combat contre la chasse aux phoques, en repartant près de trente ans après son premier voyage au Canada, à Ottawa, malgré son arthrose à la hanche gauche l'obligeant à se déplacer en béquilles. Le Premier ministre canadien, Stephen Harper, qui affirme l'admirer, refuse cependant de la rencontrer pour des raisons de publicité. Elle tient néanmoins une conférence de presse en précisant que la chasse industrielle est visée, et par-dessus tout la cruauté avec laquelle ces animaux placides sont abattus. Très émue, elle déclare, entre autres : « Il faut évoluer dans la vie. Je vous en supplie. Je vous adresse le message qui sort des tripes et du cœur. Je ne suis plus une jeune fille, je ne reviendrai probablement jamais ici. […] Avant ma mort, je veux voir cesser ce massacre. »
En 2006 (faisant suite aux actions de 2003), à la suite de ses interventions auprès des parlementaires, la France fait interdire l'importation, puis le commerce des peaux de chiens et de chats.

« Nos interventions incessantes auprès de nos ministres et des instances européennes n'auront pas été vaines, je tiens à remercier de tout cœur Messieurs Bussereau et Breton qui ont signé un arrêté remarquable qui permettra à la France de ne plus être complice d'un commerce scandaleux, d'une cruauté inimaginable, inhumaine. »

En 2007, sa fondation remporte une nouvelle victoire. En effet, les 27 pays membres de l'Union européenne interdisent l’importation, l’exportation, la vente et la production des peaux de chiens et de chats. Néanmoins, les gouvernements asiatiques rejettent ses nombreuses sollicitations, et ces animaux y sont encore tués.
Le président de la République française, Jacques Chirac, apporte son soutien à Bardot dans sa lutte contre la chasse aux phoques et saisit, à ses côtés, la Commission européenne. Cette saisine débouche, en 2009, sur une interdiction des importations, des exportations, du transit et de la vente des produits issus de la chasse aux phoques. Elle reçoit également les soutiens de célébrités telles Paul McCartney et Pamela Anderson.
La sénatrice canadienne Céline Hervieux-Payette, qui soutient la chasse, l'accuse alors de malhonnêteté et se dit insultée de l'image qu'elle donne du Canada. Elle explique également en quoi la méthode est conforme à l'éthique : « écrasement du crâne, palpation et saignée […] certifiée sans cruauté ». Brigitte Bardot lui répond dans une lettre, où elle écrit : « Vos propos diffamatoires sur la chasse aux phoques, malhonnêtes à mon égard, sont à ce point ridicules qu'il me semblait logique de ne pas avoir à y répondre, de traiter par le mépris des paroles d'une politique visiblement en mal de publicité. Mais si votre travail de désinformation systématique plonge les Canadiens dans l'ignorance, sachez que le monde vous regarde, le monde est écœuré par la cruauté, la violence de cette tuerie et le nombre de phoques victimes d’une chasse inhumaine, dégueulasse, révoltante. La mobilisation internationale va s'amplifier, j'y veillerai. Je ne vous dirai pas ce que j'ai écrit à votre Premier ministre, que « seuls les imbéciles ne changent pas d’avis », car je vous crois bien trop atteinte pour espérer la moindre rémission. »
Le 3 septembre 2008, elle envoie une lettre à Valérie Toranian, la directrice de rédaction, pour lui signifier sa rupture avec Elle. Brigitte Bardot reproche au magazine son hypocrisie en paginant de manière intensive des publicités pour de la fourrure animale alors que par ailleurs il vante une fourrure éthique issue de pays appliquant une soi-disant charte du bien-être animal. Elle dénonce un luxe cruel et totalement inutile et refuse désormais toute interview avec le magazine qui a assuré son succès, regrettant de devoir prendre une telle décision vis-à-vis de son devoir de mémoire envers Hélène Lazareff.
À l'occasion de l'élection présidentielle américaine de 2008, elle écrit à la colistière de John McCain, Sarah Palin, « scandalisée » par celle-ci et son soutien entre autres à la chasse aérienne des loups en Alaska. Elle l'accuse de mettre « en péril un habitat déjà fragilisé et toute la biodiversité d'une zone sensible qui doit, absolument, être préservée » mais également d'être « une honte aux femmes » ainsi qu'une « catastrophe écologique » et conclut en lui demandant de ne plus se comparer à « un pitbull avec du rouge à lèvre car, pour bien les connaître, je peux vous assurer qu'aucun pitbull, aucun chien ni aucun autre animal n'est aussi dangereux que vous l'êtes. Je souhaite que vous perdiez les élections, car le monde y gagnera ! » Elle sollicite Barack Obama, élu président des États-Unis, pour la protection des phoques.

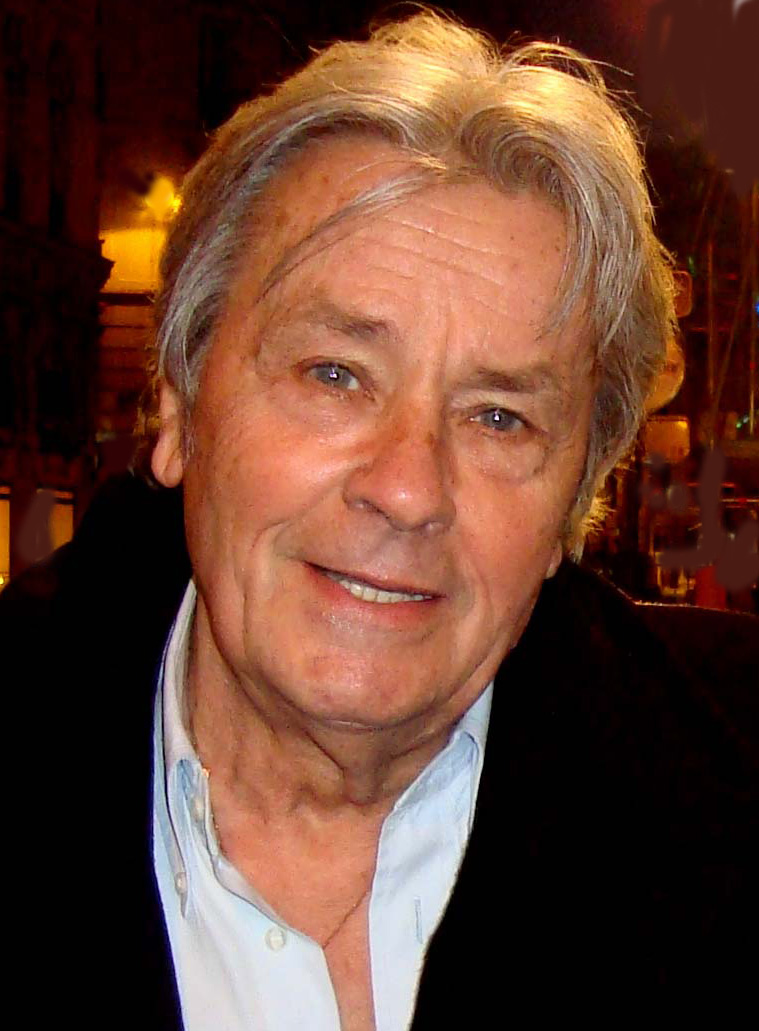
Alain Delon en 2011.

La même année, Brigitte Bardot écrit à l'ONU une lettre en faveur du végétarisme pour lutter contre la famine précisant qu'« une collectivité mondiale responsable ne peut plus se permettre de consacrer de 7 à 16 kilogrammes de grains ou de fèves de soja, jusqu’à 15 500 litres d’eau et 323 m2 de pâturages à la production d'un seul kilogramme de bœuf pour ceux qui ont les moyens d’en acheter. Nous avons désespérément besoin de méthodes plus accessibles et plus durables afin de produire des aliments pour tous. »
En 2010, Alain Delon lui apporte son soutien en écrivant une lettre à Stephen Harper en lui demandant de « sortir de la barbarie. […] Face au massacre qui s'opère à nouveau dans votre pays, je tiens à m'associer à mon amie Brigitte Bardot et à dénoncer, avec sa fondation, l'abattage d'environ 400 000 phoques dans des conditions ignobles. » Très touchée, elle déclare à l'AFP : « Ce qui se passe actuellement au Canada est tellement dégueulasse que le soutien d'Alain Delon me va droit au cœur. »
Elle écrit de nouveau à Nicolas Sarkozy pour lui demander de tenir les engagements qu'il avait pris avec elle à propos de l'étourdissement préalable à l'abattage rituel lors de l'Aïd al-Adha. « Arrêtons de nous voiler la face : les bêtes crèvent dans une douloureuse agonie. »
Un autre de ses engagements est en faveur de la grâce à accorder aux deux éléphantes tuberculeuses du parc de la Tête d'or à Lyon. Dans une lettre ouverte à François Hollande, elle menace de demander la nationalité russe si cette grâce n'est pas accordée, peu après que l'acteur Gérard Depardieu a défrayé la chronique en acquérant la nationalité russe pour exil fiscal. Les éléphantes sont finalement sauvées et recueillies dans l'une des propriétés de la famille Grimaldi, dans les Alpes-Maritimes.
En janvier 2018, elle publie l'ouvrage Larmes de combat, réalisé avec et sur la proposition d'Anne-Cécile Huprelle. Cet ouvrage est présenté par Brigitte Bardot comme un « bilan de son existence », un ouvrage « testamentaire » devant être le dernier de sa vie.

## Vie privée

### Relations, mariages, maternité
La vie privée de Brigitte Bardot fait l’objet d'une très forte médiatisation, notamment pendant sa carrière professionnelle. Disant avoir connu 17 hommes durant sa vie, elle se marie à quatre reprises.
Pour ses 18 ans, comme il le lui avait promis pendant son adolescence, son père l’autorise à se marier avec Roger Vadim. Le mariage est célébré à l'église Notre-Dame-de-Grâce de Passy (16e arrondissement de Paris) le 21 décembre 1952,. Mais lors du tournage de Et Dieu… créa la femme, en 1956, elle tombe amoureuse de son partenaire, Jean-Louis Trintignant.

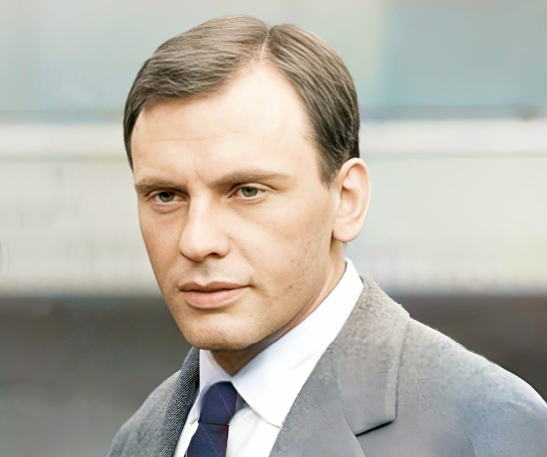
Bardot séduit Jean-Louis Trintignant en 1956.

Elle éprouve dès lors davantage d’amitié que d’amour pour Roger Vadim, qui réalise avec difficulté les scènes d'amour entre elle et Trintignant. Ce dernier quitte sa femme, Stéphane Audran, pour vivre avec Brigitte Bardot, qui fait de même avec Vadim. Elle écrit plus tard : « J'ai vécu avec lui la période la plus belle, la plus intense, la plus heureuse de toute cette époque de ma vie ». En 1957, alors qu'il effectue son service militaire, Jean-Louis Trintignant met un terme à leur relation, découvrant que Brigitte Bardot a une liaison avec Gilbert Bécaud ; brève liaison, précédant celle tout aussi éphémère avec Sacha Distel.

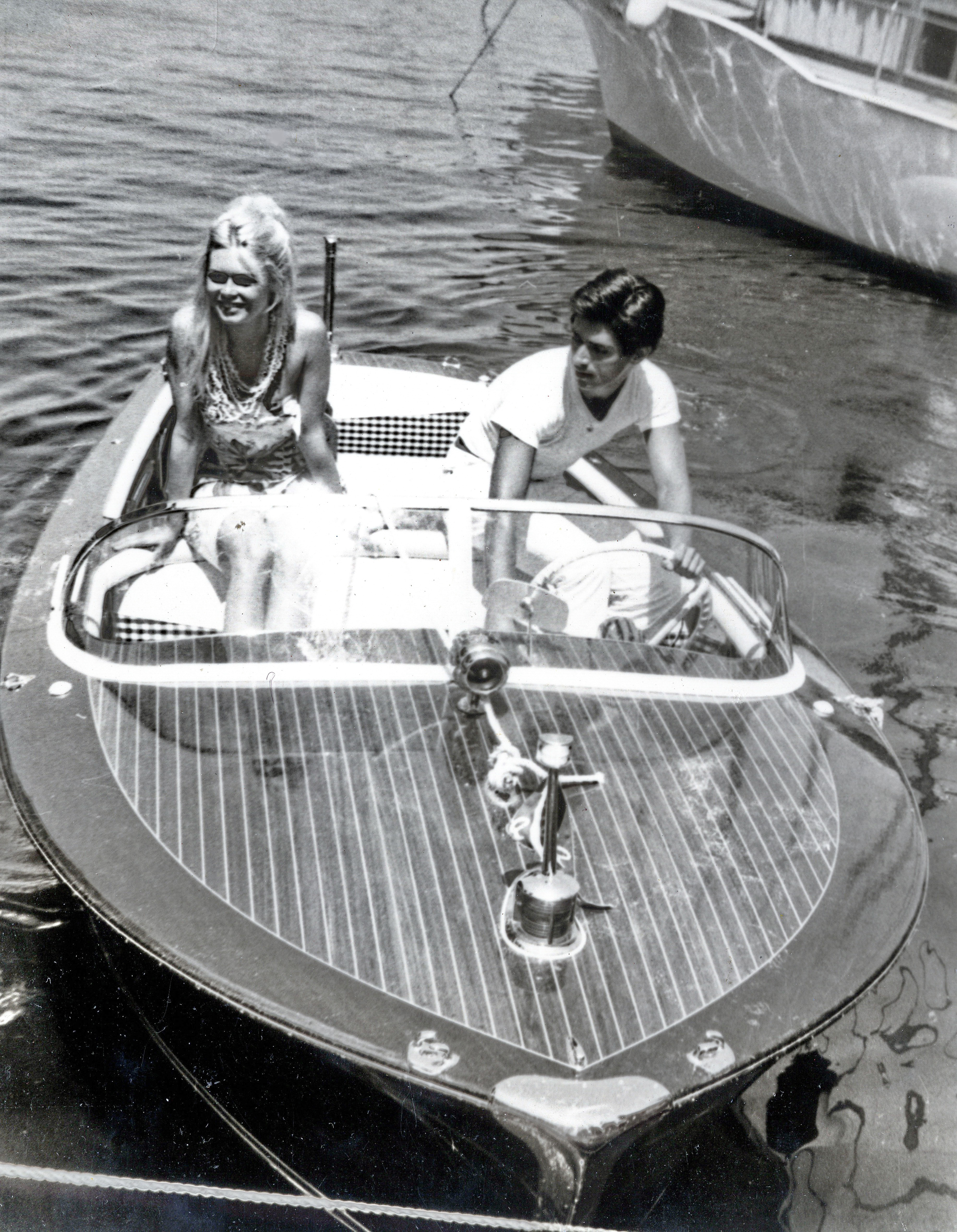
Brigitte Bardot et Sami Frey à Saint-Tropez en 1963 sur un bateau de marque Riva.

Le 18 juin 1959, elle se marie avec Jacques Charrier, qu'elle a rencontré sur le tournage de Babette s'en va-t-en guerre. Apprenant peu après qu'elle est enceinte, ne désirant pas d'enfant et effrayée à l'idée d'être mère, elle envisage un avortement (précédemment par deux fois enceinte de Vadim, elle eut recours à l'IVG), mais aucun médecin n'accepte d'interrompre sa grossesse. Le 11 janvier 1960, elle donne naissance à l’unique enfant de sa vie, Nicolas Charrier,. Les conditions de son accouchement dans son appartement du 71 avenue Paul-Doumer dans le 16e arrondissement de Paris sont particulièrement difficiles, le logement étant notamment barricadé pour échapper à l'objectif des journalistes,. Elle déclare par la suite : « Ma grossesse était neuf mois de cauchemar. C'était un peu comme une tumeur qui s'était nourrie de moi, que j'avais portée dans ma chair tuméfiée, n'attendant que le moment béni où l'on m'en débarrasserait enfin ». Elle ajoute (peu après dans un entretien) : « J'aurais préféré accoucher d'un petit chien »,.
Le couple divorce le 30 janvier 1963, Brigitte Bardot entretenant une relation avec Sami Frey depuis le tournage de La Vérité (1960). Elle affirme : « Sami, un être rare, sensible, angoissé et érudit qui resta longtemps l'homme de ma vie ». Frey ayant mis un terme à leur histoire à l'été 1963, Brigitte Bardot a une aventure avec le musicien brésilien Bob Zagury.

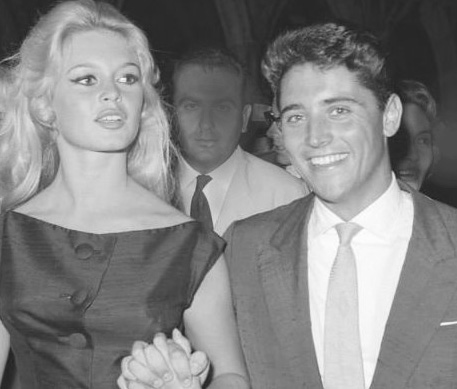
Brigitte Bardot avec Sacha Distel à Venise, en Italie, en 1958.

En mai 1966, elle rencontre Gunter Sachs, qu’elle épouse le 14 juillet à Las Vegas. Rentrée en France après un voyage de noces à Tahiti, l'actrice refuse de vivre dans l'appartement de son époux. Bardot tourne À cœur joie, Gunter veut produire un film et le présenter au Festival de Cannes ; les organisateurs acceptent à la condition que l'actrice soit présente, ce qu'elle refuse dans un premier temps. Afin d'éviter un divorce, elle consent à participer à l'évènement, où elle remet une récompense à Michel Simon. La star ne revient plus jamais à Cannes. L'entente du couple ne cesse alors de se détériorer. En parallèle, elle interprète la chanson Harley-Davidson (1967), composée par Serge Gainsbourg, dont elle devient la muse et avec qui elle entame une relation extra-conjugale qu’elle qualifie d’« immense passion ». Mais pour essayer de sauver son mariage avec Gunter Sachs, elle demande à Gainsbourg de ne pas sortir Je t'aime… moi non plus et chante pour lui Bonnie and Clyde ou encore Comic Strip. Brigitte Bardot tourne en Espagne, Gunter l'accompagne. Leur réconciliation ne dure qu'un temps et l'un et l'autre enchaînent les aventures extra-conjugales. Ils divorcent trois ans après leur mariage, le 1er octobre 1969,.
Par la suite, elle noue une relation avec Patrick Gilles, puis avec Christian Kalt, Laurent Vergez, Mirko Brozek et Allain Bougrain-Dubourg. En 1992, lors d'un dîner organisé par son avocat, Jean-Louis Bouguereau, à Saint-Tropez, elle fait la connaissance de Bernard d'Ormale, industriel et conseiller de l’homme politique Jean-Marie Le Pen,, « un coup de foudre mutuel » écrit-elle plus tard ; ils se marient le 16 août 1992.

### Amitiés
En février 1968, Marguerite Yourcenar envoie une lettre à Brigitte Bardot pour lui exprimer toute son admiration pour son engagement en faveur de la protection des animaux et lui demander de mettre sa notoriété internationale au service de la défense des bébés phoques. Bardot ne donne pas suite à cette lettre, qu'elle dira ne jamais avoir reçue, et son engagement dans son combat pour la défense des bébés phoques semble sans rapport avec ce courrier.
En 1980, lorsque Yourcenar est élue à l'Académie Française, elle exprime le désir de rencontrer Bardot, mais celle-ci refuse de la rencontrer, croyant à de simples mondanités qu'elle exècre.
Quelques années plus tard, Yourcenar, de passage à Cogolin, redemande à Bardot de la recevoir. Celle-ci accepte finalement.  Elles ont un long entretien à la Madrague et une amitié s'établit entre les deux femmes qui échangeront des correspondances jusqu'à la mort de Yourcenar en 1987.

### Santé
Brigitte Bardot apprend en 1984 qu'elle est atteinte d'un cancer du sein. Elle refuse dans un premier temps de se faire soigner, pensant qu'il s'agit de son destin et affirmant « traiter le cancer avec mépris, lui accordant peu d'importance »,. Son amie Marina Vlady réussit à la convaincre de commencer un traitement, qui se termine par sa guérison.

### Résidences
Le 15 mai 1958, sur proposition de sa mère, Brigitte Bardot visite La Madrague, une propriété située sur la route des Canebiers, à Saint-Tropez. Elle tombe sous le charme de cette maison de pêcheurs et l'achète immédiatement pour la somme de 24 millions de francs de l'époque (« anciens francs »). En 1963, l’obtention d’une dérogation exceptionnelle l'autorise à construire deux murs se prolongeant sur la plage et en mer dans la continuité des clôtures de sa propriété, afin de protéger son intimité des paparazzi.

### Retraite

Brigitte Bardot en 2002.

Retirée à Saint-Tropez depuis 2006, elle accepte rarement les entretiens.

## Prises de position

### Opinions politiques
Se définissant comme « conservatrice » sur le plan politique, Brigitte Bardot estime être « française de souche lointaine et fière de l'être ».
Elle déclare dans Le Parisien : « Mon meilleur moment politique, ce fut lorsqu’à 24 ans, en 1958 : j’ai voté pour la première fois de ma vie, pour le général de Gaulle », faisant sans doute référence au référendum établissant la Cinquième République,.
À l'occasion de la soirée des Arts et lettres, Brigitte Bardot est reçue pour la première fois au palais de l'Élysée le 7 décembre 1967. Vêtue d'une veste noire avec galons et dorures et d'un pantalon noir, elle est ainsi la première femme à entrer à l'Élysée, lors d'une cérémonie officielle, en pantalon, dans un costume créé par Jean Bouquin, oscillant entre la tenue d'un dompteur et l'uniforme militaire, inspiré par la pochette du disque des Beatles Sergeant Pepper's. Selon des sources secondaires muettes sur leur propre source, en découvrant les brandebourgs qui ornent sa veste, le général de Gaulle aurait lancé cette formule : « Chic ! Un militaire », ou « Quelle chance, Madame ! Je suis en civil, et vous êtes en uniforme ! » ou aurait seulement répondu à son « Bonjour Général », à la vue des brandebourgs : « C’est le cas de le dire, madame. » Après la cérémonie, sur les marches de l'Élysée, interrogée sur l'impression que lui a fait le général De Gaulle, elle répond : « Il est beaucoup plus grand que moi. », d'elle le fondateur de la Ve République déclare : « Cette jeune personne est dotée d'une simplicité du meilleur aloi. ». En 1969, il souhaite qu'elle soit le modèle pour une sculpture de Marianne.
En 1973, lorsqu’elle se met en retrait du cinéma, qui a fait d'elle une icône de la femme, Brigitte Bardot déclare au sujet du Mouvement de libération des femmes (MLF), organisation féministe non-mixte alors en plein essor : « Dieu sait pourtant que je suis une femme qu'on peut appeler libre. Mais je suis d'abord une femme. Et jamais les femmes ne seront comme des hommes. Si elles sont si malheureuses, c'est qu'elles ne veulent plus être ce qu'elles sont. Ne plus être l'« objet ». Mais revendiquer les droits propres aux femmes. Je trouve que le MLF, c'est parfaitement comique et idiot. Bien sûr, il faut trouver un juste milieu. Mais pour se réaliser pleinement, les femmes doivent rester des femmes. Et les vraies femmes, il n'y en a plus. Les vrais hommes non plus. On constate en ce moment une mutation d'un sexe à l'autre. […] Les hommes sont des minets et les femmes essaient d'être des hommes ».
Lors de la campagne présidentielle de 1974, Brigitte Bardot arbore publiquement le t-shirt des partisans du candidat de centre droit, Valéry Giscard d'Estaing, qu'elle soutient face au socialiste François Mitterrand,,. Elle félicite ensuite le Président Giscard d'Estaing pour avoir interdit l'importation de peaux de phoque en France, ainsi que l'utilisation de singes dans les tests de crash dans les voitures.
Si elle apprécie l’action de Charles de Gaulle et Valéry Giscard d'Estaing, elle critique tous ses successeurs : François Mitterrand, Jacques Chirac et Nicolas Sarkozy (à qui elle reproche de ne pas avoir tenu ses engagements sur le halal et l'égorgement à vif des animaux), François Hollande et Emmanuel Macron,,. Elle félicite cependant Carla Bruni-Sarkozy, qui refuse de porter des fourrures d'animaux en tant que « première dame ».
Mariée en 1992 avec Bernard d'Ormale, un ami de l'épouse de Jean-Marie Le Pen, elle apporte son soutien à Catherine Mégret, candidate FN à l'élection municipale partielle de 1997 à Vitrolles,. En 1999, Brigitte Bardot affirme partager « certaines idées du FN, notamment contre la forte immigration en France », tout en déclarant réfuter « d'autres choses […], comme l'avortement », pour lequel le Front national veut restreindre l'accès. Elle déclare être « de droite », mais « pas Front national ».
Lors de la campagne présidentielle de 2012, elle prend position en faveur de la candidate du Front national, Marine Le Pen, qu'elle juge « la seule à dénoncer avec force et courage la situation ». Elle renouvelle son soutien à Marine Le Pen en 2014, déclarant à son propos : « Je souhaite qu'elle sauve la France, elle est la Jeanne d'Arc du XXIe siècle ». En vue de l'élection présidentielle de 2017, elle appelle à voter contre Emmanuel Macron, à qui elle reproche son parti pris en faveur des chasseurs et des éleveurs. Interrogée en janvier 2018 par Le Monde au sujet de cette « étiquette de frontiste qui a entaché [son] image », elle répond : « Je juge les politiques à l'aune de ce qu'ils proposent pour la cause animale. […] J'ai eu un espoir insensé quand le Front national a fait des propositions concrètes pour réduire la souffrance animale. […] Si demain un communiste reprend les propositions de ma fondation, j'applaudis et je vote. Mais je n'accorderai plus mon soutien à personne ! ».
Vladimir Poutine, président de la fédération de Russie, suscite son admiration pour avoir « fait plus pour la cause animale que nos présidents successifs ».
Fin 2018, elle affiche son soutien au mouvement des Gilets jaunes. Elle appelle ensuite à voter pour le Parti animaliste en vue des élections européennes de 2019.
En juin 2020, dans le cadre d’un mouvement anti-violences policières, elle prend position en faveur de la police française, qui protège selon elle la population de « la racaille envahissante » et se voit abandonnée par un « Macron soumis ».
Lors d’un entretien accordé en janvier 2022, elle déclare ne pas être vaccinée contre la Covid-19 en se prétendant allergique à tous les produits chimiques. Elle précise que ce choix n'est pas lié à des opinions politiques,.
Après s'être exprimée en faveur de la candidature d'Éric Zemmour à l'élection présidentielle française de 2022, elle soutient la candidature de Nicolas Dupont-Aignan, déplorant les positions de Zemmour en faveur de la chasse.

### Controverses et condamnations judiciaires
Brigitte Bardot est condamnée à cinq reprises à des peines d'amende pour incitation à la haine raciale en raison de propos tenus concernant l'immigration, l'islam en France, l'abattage rituel des animaux, le métissage et quelques aspects de l'homosexualité.

#### Sur la montée de l'islam en France
Dans Le Figaro du 26 avril 1996, à l'occasion de la célébration de la fête de l'Aïd al-Adha, elle rappelle qu'elle dénonce depuis seize ans les conditions d'abattage des moutons par les musulmans lors de cette fête, et fait part de sa crainte de la montée de l'islam en France de la façon suivante : « Voilà que mon pays, la France, ma patrie, ma terre, est de nouveau envahie, avec la bénédiction de nos gouvernements successifs, par une surpopulation étrangère, notamment musulmane, à laquelle nous faisons allégeance. De ce débordement islamique, nous devons subir à nos corps défendant, toutes les traditions. D'année en année, nous voyons fleurir les mosquées un peu partout en France alors que nos clochers d'églises se taisent faute de curés. […] Serai-je obligée de fuir mon pays devenu terre sanglante pour m'expatrier ? ».
Poursuivie pour incitation à la haine raciale par des associations antiracistes (MRAP, LICRA, LDH), elle est condamnée en 1997 à payer une amende. Interrogée lors de son procès, Brigitte Bardot réitère son opposition aux pratiques utilisées lors de l'Aïd al-Adha, rappelant qu'« il existe une loi en France imposant l'étourdissement des animaux avant leur mise à mort ».
Lors de l'Aïd al-Adha de 1997, elle fait un parallèle entre l'égorgement rituel des moutons et les égorgements d'humains perpétrés en Algérie, ce qui lui vaut d'être condamnée à une amende de 20 000 francs. En 2000, elle est condamnée à 30 000 francs d'amende pour avoir écrit, dans le deuxième tome de ses Mémoires, Le Carré de Pluton (1999), une « Lettre ouverte à ma France perdue », dans laquelle elle critique le nombre d'immigrés musulmans en France, leurs pratiques d'égorgement des moutons et le nombre croissant de mosquées, alors que dans le même temps « les clochers d'églises se taisent, faute de curés ».
Dans l'émission Le Droit de savoir, elle s'explique : « Ce que je réprouve profondément, c'est que soi-disant pour une religion, pour un culte, pour un rituel, on en arrive à faire souffrir des animaux dans de telles conditions. C'est ce qui est à la base de tous les procès de racismes que l'on me fait à cause du fait que je m'attaque à une religion ». En 2003, elle dénonce « toutes ces ligues et associations qui traînent en justice tout ce qui n'est pas politiquement correct » et qui lui font penser à « l'Inquisition du XXIe siècle »,[source insuffisante].
Le 3 juin 2008, le tribunal correctionnel de Paris la condamne à 15 000 euros d'amende en raison de propos tenus, dans une lettre publique adressée à Nicolas Sarkozy en 2006, sur l'égorgement rituel des moutons sans étourdissement préalable lors de la fête de l'Aïd al-Adha par les musulmans,,. Elle y déclare notamment qu'« il y en a marre d'être menés par le bout du nez par toute cette population qui nous détruit, détruit notre pays en imposant ses actes. » Elle se dit écœurée par « le harcèlement des associations » et promet de se taire uniquement « lorsque les étourdissements seront pratiqués ».

#### Points de vue exprimés dansUn cri dans le silence
En 2003, dans son livre Un cri dans le silence, elle exprime son point de vue sur les musulmans, les femmes, les transgenres, les homosexuels, en prenant à partie la téléréalité, la restauration rapide, les personnalités politiques, sans omettre de revenir sur son passé d'actrice, glorifiant son époque et fustigeant sévèrement les productions modernes. Le président du MRAP, Mouloud Aounit, considère que cet ouvrage « est un véritable appel au racisme, à la discrimination et à la violence ».
Dans son ouvrage, elle se montre très critique envers l'émergence de l'islam en France : « Je suis contre l'islamisation de la France. Cette allégeance obligatoire et cette soumission forcée me dégoûtent. Me voici peut-être, encore, fragilisée par l'ombre d'un procès, mais il n'est pas né celui qui m'empêchera de m'exprimer. Nos aïeux, les anciens, nos grands-pères, nos pères ont donné leurs vies depuis des siècles pour chasser de France tous les envahisseurs successifs. Pour faire de notre pays une patrie libre qui n'ait pas à subir le joug d'aucun étranger. Or, depuis une vingtaine d'années, nous nous soumettons à une infiltration souterraine et dangereuse, non contrôlée, qui, non seulement ne se plie pas à nos lois et coutumes, mais encore, au fil des ans, tente de nous imposer les siennes ». En 2004, pour ses propos sur l'islam, elle est condamnée à 5 000 euros d'amende. Elle dénonce alors « une victoire des musulmans ».
À propos du métissage, elle fait un parallèle avec le monde animal : « Alors que chez les animaux, la race atteint des sommets de vigilance extrême, les bâtards étant considérés comme des résidus, bons à laisser pourrir dans les fourrières, ou à crever sans compassion d'aucune sorte, nous voilà réduits à tirer une fierté politiquement correcte à nous mélanger, à brasser nos gènes, à faire allégeance de nos souches afin de laisser croiser à jamais nos descendances par des prédominances laïques ou religieuses fanatiquement issues de nos antagonismes les plus viscéraux. C'est extrêmement dommage ».
Sur les clandestins, elle écrit : « On n'a plus le droit d'être scandalisés quand des clandestins, ou des gueux, profanent et prennent d'assaut nos églises pour les transformer en porcheries humaines, chiant derrière l'autel, pissant contre les colonnes, étalant leur odeur nauséabonde sous les voûtes sacrées du chœur, […]. Les priorités sont accordées aux immigrés, pour lesquels les gouvernements débloquent des sommes considérables ; les Français, qui sont en grande détresse, ne perçoivent plus que les reliefs, que les restes ».
En ce qui concerne l'homosexualité, elle déclare : « Certains homosexuels ont toujours eu un goût et un talent plus subtil, une classe, une envergure, une intelligence, un esprit, un esthétisme qui les différenciaient du commun des mortels jusqu’à ce que tout ça dégénère en lopettes de bas étage, travelos de tous poils, phénomènes de foire, tristement stimulés dans cette décadence par la levée d'interdits qui endiguaient les débordements extrêmes ». Elle se défend d'être homophobe et, elle fait parvenir une lettre au magazine gay Tribu Move, où elle explique : « Les homosexuels sont des gens comme les autres avec leurs qualités et leurs défauts et parmi lesquels je trouve mes meilleurs amis. Je trouve dommage pour tous les homos que certains d'entre eux se marginalisent, revendiquant des droits, en ridiculisant et en parodiant lors des Gay pride une préférence sexuelle que personne ne conteste. Personnellement, je trouve le pacs inutile, mais encore une fois je m'en tamponne. Enfin, je n'ai jamais fait l'amalgame avec la pédophilie, que je condamne sévèrement. Homosexuels, mes amis de toujours, restez tels que vous êtes et continuez de m'accepter telle que je suis, avec mon pire et avec mon meilleur »,.
Elle écrit à propos des femmes : « Et toutes ces femmes ministres du gouvernement, est-ce vraiment leur place ? […] Les femmes, si elles savent se servir de leurs atouts, auront toujours le pouvoir de faire plier les hommes à leurs moindres désirs. Point besoin de prendre les places qui ne sont pas les leurs pour arriver à leurs fins ». À propos de la prostitution, elle affirme : « Qu'attend-on pour rouvrir les maisons, closes par cette imbécile hypocrite de Marthe Richard ? Toutes les muqueuses offertes bénéficieraient d'une surveillance médicale et sanitaire indispensable à notre époque où toutes les maladies vénériennes nous arrivent portées par ceux et celles qui font commerce de leurs différents trous en contaminant ceux qui les bouchent ».

#### Propos sur les Réunionnais
En mars 2019, elle écrit dans une lettre ouverte que les Réunionnais sont une « population de dégénérés » en raison du traitement qu’ils réserveraient aux animaux. La ministre des Outre-mer, Annick Girardin, dépose plainte au nom de l'État et de nombreuses autres plaintes sont déposées notamment par le député Jean-Hugues Ratenon. L'ancienne actrice est condamnée en novembre 2021 à 20 000 euros d'amende pour injures publiques et son attaché de presse, qui avait diffusé cette lettre auprès de nombreux médias à 4 000 euros d'amende pour complicité d'injures publiques. Faisant appel de cette décision, Brigitte Bardot et son attaché de presse voient leur amende réduite de moitié en seconde instance où la décision a été rendue en décembre 2022.

## Phénomène de société

### Icône mondiale

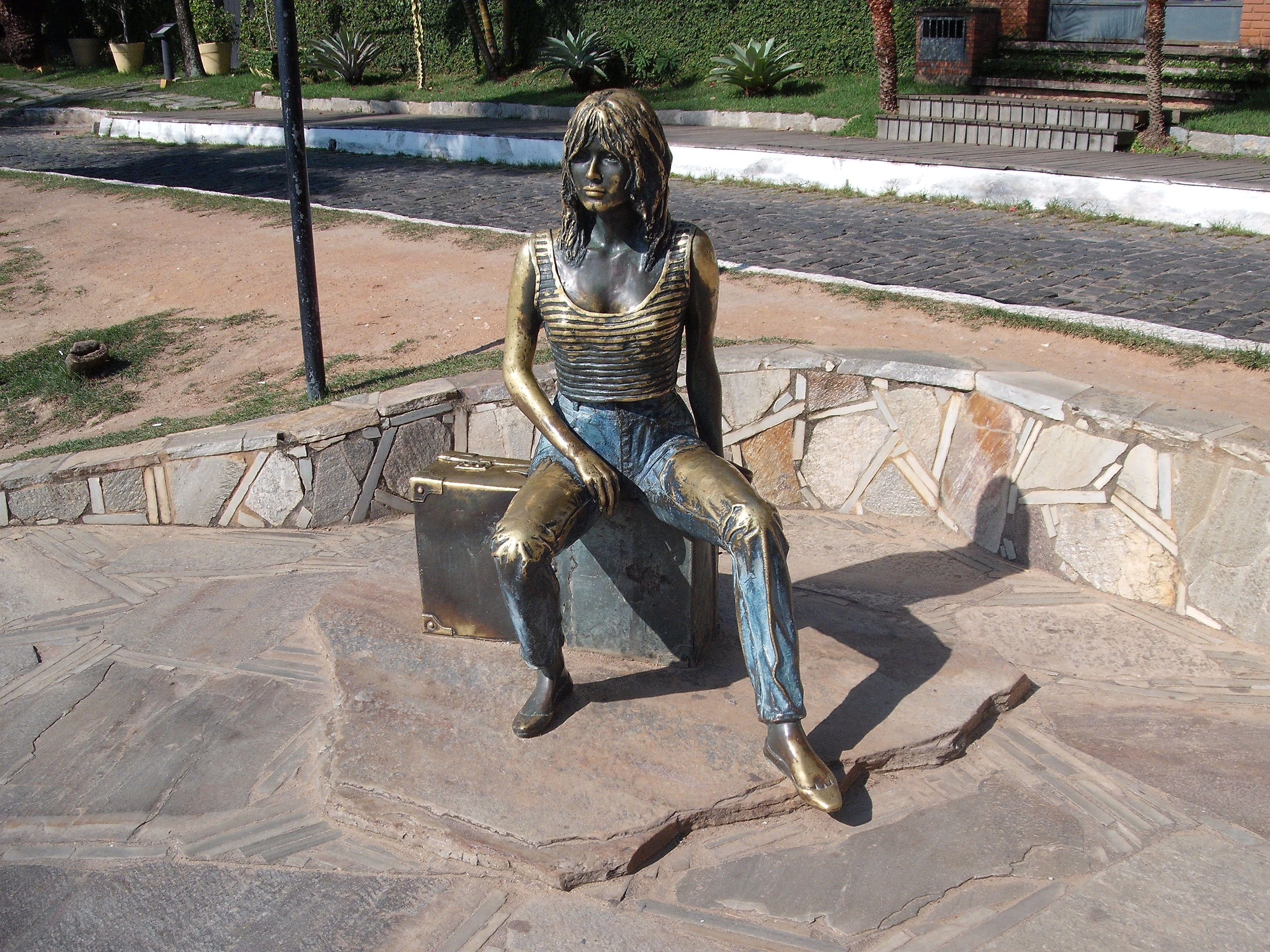
Statue de Brigitte Bardot érigée à Búzios, au Brésil.

Avec ses cheveux décoiffés, ses pieds nus, ses tenues minimalistes, sa moue boudeuse, ses attitudes nonchalantes, son côté sauvage, sa franchise à toute épreuve, sa nature insoumise et sa sexualité assumée, Bardot, qui a radicalement bouleversé l’image de la femme française, est devenue une icône absolue.
Pour la scène du mambo dans Et Dieu… créa la femme de Roger Vadim, qui lui avait un jour dit « Tu seras un jour le rêve impossible des hommes mariés », elle est nommée 4e star la plus sexy en 2007 par le magazine Empire.
Elle est l'une des stars les plus connues dans le monde. En janvier 2008, elle est désignée, d'après un sondage effectué auprès de plus de 8 000 personnes dans le monde, comme étant, internationalement, la deuxième plus belle femme, toutes générations confondues, juste derrière l'actrice Catherine Zeta-Jones,.

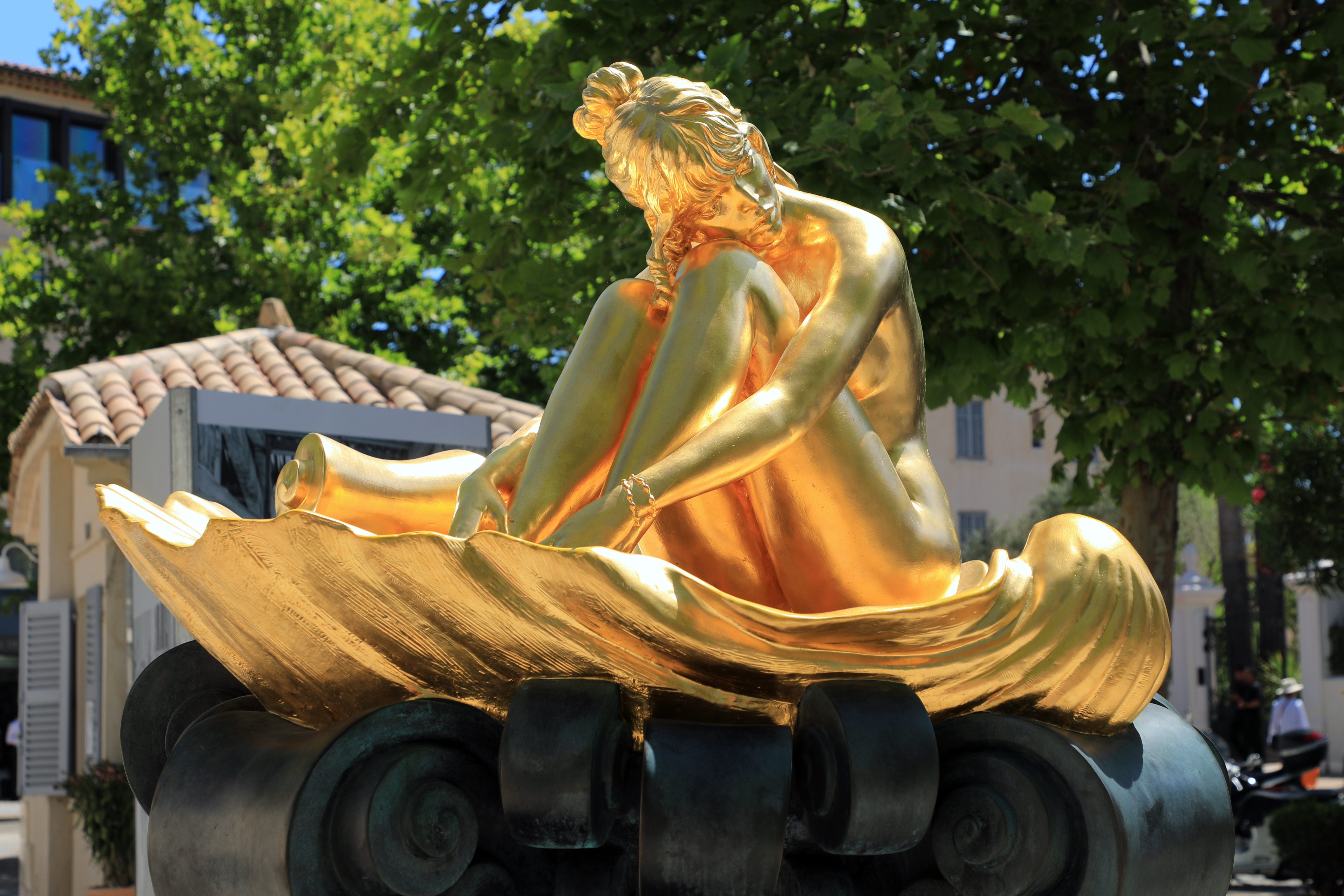
Statue de Brigitte Bardot à Saint-Tropez réalisée d’après une aquarelle de Milo Manara.

### Rayonnement international
Dans les années 1960, elle rapporte autant de devises à la France que la régie Renault.
Brigitte Bardot rend célèbre le village de Saint-Tropez, sur la Côte d'Azur. Une statue lui est érigée en 2017.
Son séjour de quatre mois en 1964 à Buzios, près de Rio de Janeiro, au Brésil rend la station balnéaire célèbre dans le monde entier : 
« Brigitte Bardot a transformé Saint-Tropez en une ville mondialement connue. Et bien, elle a fait pareil avec Buzios ».
Une statue d'elle de la sculptrice brésilienne Christina Motta est installée dans le port en 1999.
À Lisbonne, une peinture murale géante la représente.

### Star de référence
Son profil n'a pas motivé tous les réalisateurs. En 1955, sur le tournage La Terre des pharaons, le scénariste Noël Howard montre à Howard Hawks, qui cherche des actrices à prendre sous contrat, des essais de la jeune femme et d'Ursula Andress avec laquelle elle a sympathisé. Mais aucune des deux n'appartiennent au type du réalisateur (découvreur de Lauren Bacall…).
Kirk Douglas, lui, est ébloui par la starlette en bikini et envisage de l'emmener à Hollywood mais sa femme s'y oppose.
Après le succès fin 1956 du film Et Dieu… créa la femme, Bardot devient une référence dans le cinéma. Faye Dunaway reconnaît que les producteurs l'ont teinte à ses débuts en « blonde incendiaire façon Bardot ». L'annonce de sa participation à un film devient une valeur en soi Robert Evans, grand ami d'Alain Delon, avec la complicité de ce dernier et à l'insu de Bardot, doit le début en fanfare de sa carrière de producteur (Love Story, Rosemary's Baby, Chinatown) à l'annonce du projet bidon d'une biographie de Maurice Chevalier avec Bardot en Mistinguett lors d'une conférence de presse qui fait sensation.
Elle est admirée par de nombreuses actrices. En 1998, dans un des numéros de Studio Magazine, dont elle fait la couverture sous le titre « Le Mythe BB : Brigitte Bardot répond », Sharon Stone entre autres lui rend un vibrant hommage. Katherine Heigl a déclaré vouloir l'interpréter sur grand écran. Pamela Anderson dit d'elle : « Brigitte Bardot a toujours été pour moi un modèle. J'aime la femme qu'elle est et j'admire la militante sans compromis qu'elle est devenue, parce que son combat sans relâche relève, selon moi, de l'abnégation ». Mélanie Thierry croit qu'elle a su « traverser le temps et les genres. La plupart de ses films sont devenus cultes et peuvent aussi bien plaire aux gamines qu’aux femmes, aux intellos qu’aux amateurs de comédies grand public. » Heather Graham fait de même pour la couverture du magazine Esquire en avril 2010, où elle reprend l'une des poses connues de Bardot d'après une séance de Sam Lévin de 1959 en serviette éponge rose.

### Dans la mode
Le style vestimentaire de Bardot est souvent repris et copié.
L'actrice britannique Joan Collins, qui tournait alors La Terre des pharaons à Rome (sorti en 1955) raconte comment toutes les femmes — y compris elle-même — copiaient son style vichy avant même Et Dieu… créa la femme.
Arlette Nastat, la créatrice de Real rencontrée dès 1956, qu'elle trouve pleinement son style vestimentaire (robe vichy, pantalon corsaire…). Le voyage à New York montre pleinement la richesse de cette collaboration. Ensemble, elles créeront la ligne de vêtements « La Madrague », dans les années 1970, signant ainsi plus de 20 ans de complicité. À partir de 1964, et pour sept ans, elle adopte la mode hippie du créateur Jean Bouquin, installé à Saint-Tropez. Elle contribue à lancer Bouquin auprès du Tout-Paris et porte ses vêtements dans ses films de l'époque.

### Dans l'art

#### Picasso
Lors du Festival de Cannes de 1956, Life envoie Jérôme Brière faire une série de photos de Brigitte Bardot avec Picasso. Elle est reçue par l'artiste dans sa Villa La Californie à Cannes. Il lui fait visiter sa maison-atelier et pose pour une série de clichés à ses côtés.
Mais Picasso ne réalise aucun portrait d'elle.
Dans ses mémoires de 1996, Bardot note dans la légende d'une des photos d'elle avec Picasso en 1956 : « Picasso m'invite dans son atelier. Je suis fascinée mais je n'ose pas lui demander de faire mon portrait... Il avait fait celui de Sylvette David, qui me ressemble comme deux gouttes d'eau ».
En effet, en avril 1954, Picasso fait la connaissance de Sylvette David à Vallauris, où il crée des céramiques dans la poterie Madoura d'Alain et Suzanne Ramié.
Il la fait poser pendant trois mois et réalise d'elle une quarantaine de portraits, des toiles et des dessins. Les œuvres de cette série montrent une grande variété de style. Sylvette David y est toujours représentée de profil, avec sa frange ébouriffée et ses boucles légères encadrant le visage. Sa queue de cheval devient iconique et inspire au magazine Life le surnom de Période « Ponytail » pour cette phase artistique de Picasso.
En août 1954, Paris Match publie un article titré Une jeune fille de dix-neuf ans inspire à Picasso son époque la plus souriant : l’époque Sylvette. On y voit une série des peintures de Picasso et une photo de Sylvette David en justaucorps noir, avec ses cheveux blonds et sa longue queue de cheval.
Cette coiffure caractéristique, une longue queue de cheval blonde montée haut sur la tête d'une jeune fille adulte, est différente des queues de cheval des petites filles de l'époque. Elle est propre à Sylvette David qui l'a élaborée à la suite d'une lettre de son père, Emmanuel David, un galeriste parisien qui a lancé Carzou et Bernard Buffet. Après avoir vu, dans un théâtre à Paris, une actrice jouer Antigone avec cette coiffure surélevée qui ressemble de profil à un casque grec, il lui suggère dans une lettre de l'essayer pour elle-même, car « elle lui irait bien ».
En octobre 1954, une vingtaine des portraits de Picasso sont exposés à Paris et la journaliste Mary Dunbar écrit dans le Sunday Times que la longue chevelure blonde de Sylvette, nouée en queue de cheval, est l'élément prédominant de toutes ces œuvres et qu'elle voit déjà de nombreuses jeunes filles adopter ce style de coiffure.
Un style qui sera adopté plus tard par Bardot. Sylvette David mentionne qu'elle a croisé brièvement Brigitte Bardot et Vadim sur la Croisette à Cannes en 1954 alors qu'elle était avec Picasso et qu'ils ont tous échangé un long regard. Elle constate un peu plus tard que Bardot n'est plus brune mais blonde et porte une queue de cheval, mais dans un style différent du sien.
À propos de Bardot, Sylvette David, qui deviendra peintre et céramiste sous le nom de Lydia Corbett dira : « Elle est devenue célèbre et j'ai été oubliée ».
« En voyant les portraits de la fille à la queue de cheval, beaucoup de gens pensent que Picasso a peint Brigitte Bardot, mais en fait, il s'agit de Sylvette David », précise Olivier Widmaier, le petit-fils de Picasso.

#### Van Dongen
En 1955 et 1958, le peintre Kees van Dongen réalise deux portraits de Brigitte Bardot. Ils sont pris en photo en 1959 à l'atelier du peintre par le photographe néerlandais Cor Dekkinga,.
Selon Brigitte Bardot, le premier portrait est réalisé chez Maurice Chevalier à Marnes-la-Coquette pour un reportage télévisé qui filmait sa pose et la progression de l'œuvre sur la toile.
Bardot essaie en vain de se faire offrir le tableau par l'artiste. Le tableau passe entre plusieurs mains et en 1970, on lui propose de l'acquérir pour la somme de 270 000 francs, mais la peinture, quelle trouvait extraordinaire à l'époque, lui donne maintenant « l’impression de voir un plat d’épinards avec du jambon ». Le portrait est reproduit dans le dictionnaire Larousse et fait la couverture de Life International le 28 mars 1960.
Le portrait de 1958, peint par Van Dongen alors qu'elle est maintenant blonde, est choisi pour illustrer en 1964 l'affiche et la couverture du catalogue du salon de 1964 des Peintres témoins de leur temps au Musée Galliera. Le thème de l'année de ce salon de peintres figuratifs est l'amour.

#### Warhol
Warhol réalise en 1974 plusieurs sérigraphies de Brigitte Bardot. La Fondation Andy Warhol expose une installation de ces œuvres à l'automne 2011 à la galerie Gagosian à Londres.
Warhol rencontre Bardot en 1967 au Festival de Cannes où elle le soutient dans ses efforts pour montrer son film de trois heures, Chelsea Girls, qui fait partie de la sélection de la Semaine de la critique mais dont la projection est annulée par peur du scandale.
En 1974, à l'époque où Brigitte Bardot vient tout juste de renoncer au cinéma, Warhol reçoit une commande de faire son portrait, à un moment où il passe lui-même du cinéma à la peinture. Il réalise une suite de sérigraphies en déclinant dans différentes couleurs une photographie de Bardot prise par Richard Avedon en janvier 1959. Dans ce portrait de studio dont la Fondation Richard Avedon a légué un tirage original au MoMA, le visage est légèrement surexposé et la chevelure en surimpression. Warhol lui applique la même technique que celle qu'il a utilisée pour les portraits de Marilyn Monroe et Elizabeth Taylor en 1964 et 1965 : un gros plan frontal inscrit dans un format carré et des couleurs vives et contrastées mettant l'accent sur les lèvres et les yeux.
C'est Gunter Sachs, ami personnel de l'artiste, qui a commandé, cinq ans après leur divorce, ce portrait de Brigitte Bardot.
En 2012, un an après sa mort, lors de la dispersion de sa collection d'art chez Sotheby’s à Londres, la version rose et jaune des portraits de Brigitte Bardot par Warhol qu'il avait choisie est adjugée pour 3,7 millions d’euros. Un tirage de la photo de Bardot de 1959 par Richard Avedon est adjugé pour 179 000 euros, deux fois son estimation.

### Nudité
Dans Une encyclopédie du nu au cinéma, le cinéaste Alain Fleischer note que la carrière cinématographique de Brigitte Bardot, à l'inverse de celle de Marilyn Monroe, « peut être envisagée comme un strip-tease à épisodes, au demeurant très complet, qui s'étend sur trois décennies », et est liée notamment à la Nouvelle Vague qui porte un nouveau regard sur le corps de la femme.
Ses fesses en contre-jour apparaissent dans le film La Lumière d'en face sorti en 1956 où elle se déshabille devant sa fenêtre. Couchée sur le ventre et tout à fait nue, elle bronze au jardin derrière un drap qui sèche sur un fil dans Et Dieu… créa la femme sorti la même année. Dans En cas de malheur (1958), elle trousse sa robe et expose son sexe à son avocat. Devenue une star, le Vatican tient, à l'Exposition universelle de Bruxelles de 1958, un salon en proposant aux visiteurs un pavillon composé de deux salles : la première est réservée aux miracles du Bien et la seconde, dédiée aux méfaits du Mal, comporte une photo de Brigitte Bardot dansant le mambo dans Et Dieu… créa la femme.
Sa position allongée, nue sur le ventre, dans Et Dieu… créa la femme, est reprise par Vadim dans Le Repos du guerrier en 1962, Jean Aurel dans Les Femmes et Godard dans Le Mépris qui a rajouté de piquants dialogues entre elle et Michel Piccoli dans une scène devenue culte,,.
En 1973, Vadim souhaite renouer avec le succès de Et Dieu… créa la femme avec le film Don Juan 73, dans lequel Brigitte Bardot tourne une scène d'amour avec Jane Birkin.
« Femme libérée à la sensualité explosive », elle est selon Marie-Dominique Lelièvre, « la première femme à avoir affiché publiquement sa liberté sexuelle » et d'ajouter « avant Bardot, une femme qui changeait d'amant [...], s'appelait une salope. [...] Après Bardot, une telle femme était simplement considérée comme libérée. »
Pour Brigitte Bardot, la nudité qu'elle a montrée correspond à de la « petite bière en comparaison de ce que l'on voit aujourd'hui ».
Au fil des années, Brigitte Bardot reste un symbole de scandale et c'est elle qui fait la couverture de la première étude des archives de la censure cinématographique en France, couvrant la période 1945-1975, publiée en 2009,.

### Sujet de recherche
Brigitte Bardot intéresse les intellectuels et les chercheurs qui analysent son statut de vedette et l'image de la femme qu'elle donne.

#### Marguerite Duras: La Reine Bardot
En octobre 1958, Marguerite Duras publie un article intitulé La Reine Bardot dans France-Observateur. Elle la décrit ainsi : « La Reine Bardot se tient juste là où finirait la morale et à partir de quoi la jungle serait ouverte, de la moralité amoureuse. Un pays d’où l’ennui chrétien est banni. »

#### Paris Match: Bardot, phénomène social
Le 20 décembre 1958, le journaliste Raymond Cartier signe dans Paris Match un long article intitulé Brigitte Bardot, phénomène social.
Pour ce sujet, il a posé ces quelques questions à des moralistes, des psychanalystes et des sociologues : « Comment interprétez-vous, à la lumière de votre science, le phénomène qu'est le succès international de Bardot ? Quels enseignements vous apporte-t-il sur la psychologie des foules modernes et sur l'évolution des mœurs de notre temps ? »
Il ne publie pas telles quelles les réponses, jugées trop longues et rédigées dans un langage trop spécialisé bien au-dessus de la compréhension des lecteurs de Paris Match.
Mais il éclaire le cas Bardot en le scrutant sous différents aspects : la réception de Et Dieu créa la femme aux États-Unis, l'inscription de son vedettariat dans l'histoire du culte des idoles, la sociologie du milieu dont elle est issue, la façon dont elle affecte la jeunesse française, sa carrière, la place des photographes dans son essor professionnel, les aspects financiers de la production cinématographique, l'évolution des mœurs dans la société, les perspectives professionnelles et personnelles de Brigitte Bardot.
La comparant à des vedettes troubles qui l'ont précédée comme Audrey Hepburn et Leslie Caron qui cherchaient le naturel de façon triviale, il cite Roland Barthes (p. 91) selon lequel, Brigitte Bardot « n'est pas chatte, c'est-à-dire froide, cruelle, irresponsable, mais chien (un pékinois sexy), c'est-à-dire bonne. Elle n'est pas plus licencieuse, mais simplement plus libérée. Elle représente un érotisme plus ouvert, dépouillé des substituts faussement protecteurs qu'étaient le semi-vêtement, le fard, le fondu, l'allusion, la fuite. (...) Elle atteste que notre société tend de plus en plus à niveler sa culture par un mouvement qui démocratise la bourgeoisie et embourgeoise le prolétariat. »
Prenant le contrepied des stars classiques tenant un rôle conventionnel dans le cinéma osé, Bardot est en accord avec une société moderne qui rejette les cravates, les gaines et les fards.

#### Simone de Beauvoir: le syndrome Lolita
Le 1er août 1959, Simone de Beauvoir publie aux États-Unis un article dans le magazine Esquire illustré de photos de Richard Avedon et intitulé Brigitte Bardot and the Lolita Syndrome. Elle s'y interroge sur la créature Bardot forgée par le public et la raison pour laquelle elle génère tant l'admiration que l'hostilité par son statut ambigu de Lolita.
L'article est ensuite publié, toujours en anglais, en format livre dès 1960.
Le texte en version française, Brigitte Bardot et le syndrome Lolita, est publié en 1979 dans le recueil dans Les Écrits de Simone de Beauvoir.

#### Roland Barthes: enquête sociologique sur les vedettes
En 1963, Roland Barthes publie dans la revue Communications un article intitulé La vedette : enquêtes d'audience ? traitant d'une enquête sociologique dont il livre quelques extraits ainsi qu'une analyse. Réalisée en 1962 par le CECMAS, le Centre d’études des communications de masse créé par Georges Friedman en 1960, l'enquête est réalisée auprès d'une dizaine de personnes de profils variés, auxquelles on soumet des photographies et des titres de presse de quelques vedettes de l'époque : Brigitte Bardot, Gérard Philipe, Johnny Hallyday, Françoise Sagan, Krouchtchev, Jean Gabin. Les commentaires sont libres.
Roland Barthes publie la transcription intégrale de trois de ces entretiens. Pour Barthes, ils révèlent que l'histoire de la vedette est fabriquée à la fois par la presse, qui forge l'image de la vedette, et par les commentaires du public qui sont en position de critiquer la mise en vedette par la presse.
À propos de Brigitte Bardot, un des interviewés déclare :
« Quand je pense maintenant que Madame passe à la télévision pour la protection des bêtes (...) il y a d'autres gens qui pourraient le dire. Que Mme Brigitte Bardot s'occupe de son enfant et de son ménage et qu'elle nous f.. la paix ».
Une interviewée constate, elle, que la presse étale surtout la vie privée de femmes actrices et rapproche leurs rôles et leur vie personnelle, comme pour Marilyn Monroe, Brigitte Bardot et Liz Taylor. Elle les perçoit comme prises dans un système de publicité mais « cérébralement pas toujours au niveau de leur personnage. Elles sont entraînées par leur personnage ». Elle leur reconnaît une vitalité, un côté animal au bon sens du terme, quelque chose d'enfantin.
« Je trouve que ces trois actrices sont extrêmement sympathiques. Je ne suis pas du tout scandalisée par leur vie privée. (...) Le scandale, c'est les autres qui le font, pas elles ».

#### Dans l'opinion publique
En 2009, 68 % des Français sondés par l'IFOP déclarent avoir une opinion favorable d'elle, un taux qui monte à 72 % chez les femmes et à 77 % chez les sympathisants de droite ; chez les moins de 35 ans, elle recueille 64 % d'opinions favorables, alors qu'elle a pris sa retraite du monde artistique en 1973.

### Source d'inspiration

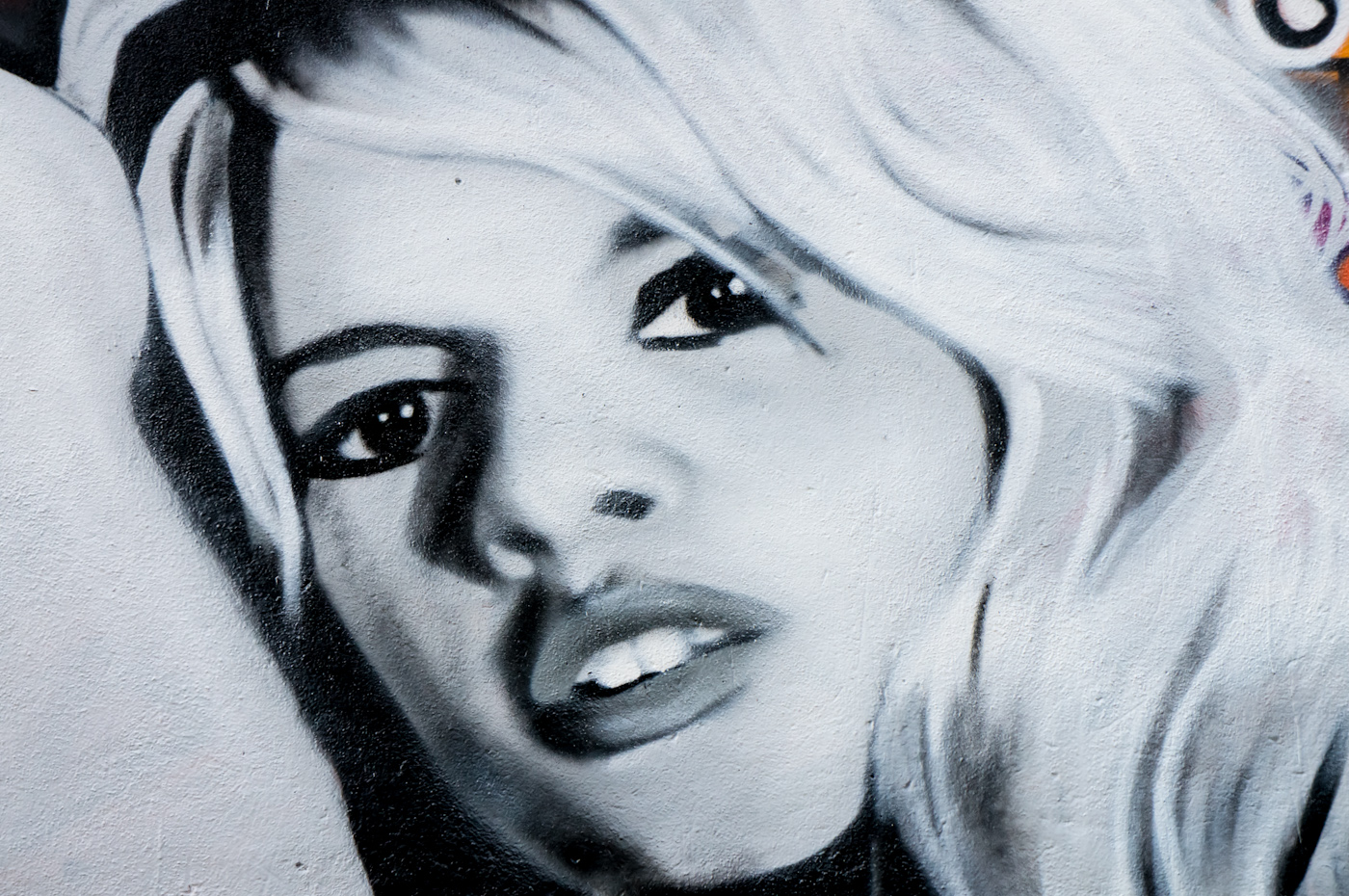
Peinture de Brigitte Bardot à Lisbonne, Portugal.

#### Musique
Adolescent, Bob Dylan dédie à Bardot la première chanson qu'il crée. Plus tard, il mentionne Brigitte Bardot dans les paroles de I Shall Be Free, un titre de l'album The Freewheelin' Bob Dylan, sorti en 1963 : « […] It's President Kennedy callin' me up / He said, "My friend, Bob, what do we need to make the country grow" ? / I said, "My friend, John, "Brigitte Bardot, / Anita Ekberg / Sophia Loren" / Country'll grow. […] ».
Bardot est idolâtrée par John Lennon et Paul McCartney,. Les Beatles prévoient de faire un film avec elle, mais l'idée est abandonnée.

#### Photo
Lors de plusieurs séances photo, Vanessa Paradis reprend certaines poses de l'actrice, tout comme Kylie Minogue pour la pochette de son album Body Language.

#### Publicité
La campagne publicitaire de Dior pour son nouveau parfum Miss Dior Chérie en 2008, utilise l'esprit Bardot dans une publicité réalisée par Sofia Coppola avec le mannequin Marina Lynchuk. On y voit cette dernière déambuler dans les rues de Paris dans le style Bardot, accompagnée de la chanson Moi je joue. La marque réitère en 2012 avec le spot publicitaire pour son parfum Dior Addict tourné à Saint-Tropez, dans lequel la mannequin Daphne Groeneveld se comporte comme Brigitte Bardot dans le film Et Dieu… créa la femme, en dansant sur une table entourée de garçons,

#### Condition animale
Son combat pour la protection animale est également apprécié. Michel Serrault déclare à son propos : « Aujourd’hui, Brigitte Bardot consacre sa vie aux animaux. Elle est excessive ? Certainement. Son combat est sincère, passionné, un peu outrancier parfois, mais elle doit faire face à toutes sortes de gens (viandards, transporteurs d’animaux véreux, vivisecteurs), qui ne sont pas l’expression la plus raffinée du genre humain. Pour sa carrière et pour sa croisade animalière, elle mérite le respect ». Paul Bocuse se dit « très sensible à la cause que cette star internationale continue de défendre » et Isabelle Adjani décrit les images d'elle sur la banquise comme « des instants d'éternité ».

#### Biopic
En mai 2023 est diffusée sur France 2 la série télévisée Bardot. Dans ce biopic sur sa vie de 1949 à 1959, son rôle est interprété par Julia de Nunez.

## Théâtre
- 1953 : L'Invitation au château de Jean Anouilh, mise en scène d'André Barsacq au théâtre de l'Atelier.

## Discographie
- 1962 : Stanislas/Rendez-Vous (avec Les Frères Jacques) (inédit jusqu'en 2004)
- 1962 : Sidonie (super 45T) : bande originale du film Vie privée
- 1962 : Tiens, c'est toi ! (duo avec Jean-Max Rivière), Leçon de Guitare (duo avec Olivier Despax) (inédits jusqu'en 1993)
- 1963 : Brigitte Bardot (33 T) : L'Appareil à sous, Les Amis de la musique, El Cuchipe, Je me donne à qui me plait, Invitango, C'est rigolo, La Madrague, Pas davantage, Everybody Loves My Baby (en), Rose d'eau,  Noir et Blanc, Faite pour dormir
- 1963 : L'Appareil à sous (super 45 T) : El Cuchipe, La Madrague, Les amis de la musique
- 1963 : La Belle et le Blues (inédit jusqu'en 1993)
- 1964 : Invitango (super 45 T) : Noir et Blanc, Everybody Loves My Baby, C'est rigolo
- 1964 : Ça pourrait changer (super 45 T) : À la fin de l'été, Je danse donc je suis, Jamais trois sans quatre
- 1964 : B.B. (33 T) : Moi je joue, Une histoire de plage, Ça pourrait changer, À la fin de l'été, Ne me laisse pas l'aimer, Maria Ninguem, Je danse donc je suis, Mélanie, Ciel de lit, Un jour comme un autre, Les Cheveux dans le Vent, Jamais trois sans quatre
- 1964 : Une histoire de plage (45 T) : Les Cheveux dans le Vent, Ne me laisse pas l'aimer, Mélanie
- 1965 : Bubble gum (super 45 T) : Je manque d'adjectifs, Les Hommes endormis, Les Omnibus
- 1965 : Viva Maria ! (33 T), bande originale du film : Paris, Paris, Paris, Maria, Maria, Ah ! Les p'tites femmes de Paris (duo avec Jeanne Moreau)
- 1966 : Le Soleil (super 45 T) : On déménage, Gang Gang, Je reviendrai toujours vers toi
- 1967 : Harley Davidson/ Contact (45 T) écrit et composé par Serge Gainsbourg,
- 1967 : La Bise aux Hippies (duo avec Sacha Distel) écrit et composé par Serge Gainsourg,
- 1968 : Bonnie and Clyde (33 T / Special Show) : Bonnie and Clyde, Bubble gum, Comic strip, Un jour comme un autre, Pauvre Lola (S.G), La Madrague, Intoxicated man (S.G), Everybody Loves My Baby, Baudelaire (S.G), Docteur Jekyll et Mister Hyde (S.G)
- 1968 : Bonnie and Clyde in english/Comic strip in english (45 T) écrit et composé par Serge Gainsbourg[339],
- 1968 : Brigitte Bardot Show (33 T) : Harley-Davidson, Marseillaise générique, Mister sun, Ay ! Que viva la sangria, Ce n'est pas vrai, Gang gang, Saint-Tropez, Port Grimaud, Oh ! Qu'il est vilain, Paris, Je reviendrai toujours vers toi, On déménage, Le diable est anglais, David B, Contact
- 1968 : The Devil's in Town, parfois titré The Devil is English (Le Diable est Anglais, version anglaise)
- 1969 : La Fille de paille (45 T) : Je voudrais perdre la mémoire
- 1970 : Tu veux ou tu veux pas (super 45 T) : Mon léopard et moi, John et Michael, Depuis que tu m'as quittée
- 1970 : Nue au soleil (45 T) : C'est une bossa nova
- 1970 : Les Novices (45 T), bande originale du film : Chacun son homme (duo avec Annie Girardot)
- 1970 : Quand mon amour danse, Soyons deux (inédits jusqu'en 2004)
- 1971 : Boulevard du rhum (45 T), bande originale du film : Sur le boulevard du rhum, Plaisir d'amour (duo avec Guy Marchand)
- 1971 : Écoute le Temps (inédit jusqu'en 2000)
- 1972 : Sei Arrivato Amor Mio (Tu es venu, mon amour, version italienne)
- 1973 : Vous ma lady (45 T) : en duo avec Laurent Vergez, Tu es venu, mon amour
- 1973 : Le Soleil de ma vie (45 T) : en duo avec Sacha Distel
- 1982 : Toutes les bêtes sont à aimer (45 T) : La Chasse
- 1986 : Je t'aime… moi non plus (45 T & maxi 45 T), enregistré en duo avec Serge Gainsbourg en 1967.

## Publications
- Brigitte Bardot, Noonoah, le petit phoque blanc, Éditions Grasset Jeunesse, 1978, 25 p. (ISBN 978-2-246-00574-2)
- Brigitte Bardot, Initiales B.B. : mémoires, Éditions Grasset, 1996, 566 p. (ISBN 978-2-246-52601-8)
- Brigitte Bardot, Le Carré de Pluton : mémoires, Éditions Grasset, 1999, 693 p. (ISBN 978-2-246-59501-4)
- Brigitte Bardot, Un Cri dans le silence, Éditions du Rocher, 2003, 170 p. (ISBN 978-2-268-04725-6)
- Brigitte Bardot (en collaboration avec François Bagnaud), Pourquoi ?, Éditions du Rocher, 2006, 298 p. (ISBN 978-2-268-05914-3)
- Brigitte Bardot (en collaboration avec François Bagnaud), Mes as de cœur, Paris, Éditions Arthaud, 2014, 192 p. (ISBN 978-2-08-130605-9)
- Brigitte Bardot et Anne-Cécile Huprelle, Larmes de combat, Éditions Plon, 2018  (ISBN 2259263755)
- Brigitte Bardot, Initiales B.B. : mémoires, Éditions Grasset, réédition 2020, 640 p. (ISBN 978-2-246-82541-8)

## Distinctions
Comparée aux autres artistes de son époque et au nombre de films qu'elle a tournés, Brigitte Bardot n'a pas reçu un nombre très important de récompenses cinématographiques :
- 1957 : victoire du cinéma français pour le film Et Dieu… créa la femme.
- 1958-1959-1960-1961 : 1er prix de popularité Ciné-Revue.
- 1959 : victoire du cinéma français pour le film En cas de malheur.
- 1960 : prix Europe bruxellois de la meilleure actrice pour le film La Vérité.
- 1961 : prix international Ciné-Revue de la meilleure actrice pour le film La Vérité.
- 1961 : prix David di Donatello (meilleure actrice étrangère) pour le film La Vérité.
- 1966 : prix Étoile de Cristal (meilleure actrice) par l'Académie du cinéma français pour le film Viva Maria !
- 1967 : prix Bambi de la Popularité en Allemagne.
- 1967-1969 : prix Triomphe de la Popularité du Cinéma français.

Elle est 66e au classement des « 100 plus grands Français de tous les temps », établi en mars 2005 pour France 2.
Elle est 35e au classement du « top 50 des Français qui comptent » établi en décembre 2017 par Le Parisien/Aujourd'hui en France.
Pour son combat contre les mauvais traitements envers les animaux, elle a reçu différents prix et honneurs :
- 1980 : étoile de la paix (grade de chevalier).
- 1980 : médaille de la ville de Trieste (Italie).
- 1985 : médaille de la ville de Lille.
- 1989 : prix de la paix au mérite humanitaire.
- 1992 : Global 500 (prix du programme des Nations unies pour l'environnement).
- 1994 : grande médaille de la ville de Paris.
- 1994 : Love of animals award (Espagne).
- 1995 : grande médaille de la ville de Saint-Tropez.
- 1996 : médaille de la ville de La Baule.
- 1996 : prix Paul Léautaud pour son livre Initiales B.B..
- 1997 : prix Chianciano (Italie) pour son livre Initiales B.B..
- 1997 : prix de l'écologie / Club Unesco du Dodécanèse (Grèce).
- 1997 : médaille de la ville d'Athènes.
- 2001 : Peta humanitarian Award (États-Unis).
- 2002 : prix My Way (Autriche).
- 2003 : prix des intellectuels indépendants pour son livre Un Cri dans le silence.
- 2007 : Free Thinker (Ukraine). Prix spécial du jury de l'International Rights Film Festival pour sa contribution aux droits des animaux et la protection de la nature
- 2008 : prix Fondation Altarriba (Espagne)

## Hommages
- En 1960, Miguel Gustavo dédie à l'actrice la chanson Brigitte Bardot, interprétée par Jorge Veiga — dont le refrain est, en portugais « Brigitte Bardot Bardot / Brigitte beijou beijou » (« Brigitte Bardot Bardot / Brigitte a embrassé embrassé ») —, en 1978 mentionné dans le medley Disco samba (it) du trio belge Two Man Sound.
- Un navire appartenant à la Sea Shepherd Conservation Society (SSCS) a été baptisé Brigitte Bardot en son honneur[341].
- Dans la ville de Buzios, au Brésil, un front de mer porte son nom, la Orla Bardot, et depuis 1999 une statue de bronze grandeur nature la représente regardant la plage, vêtue comme elle l’était en 1964 lorsqu'elle y passa des vacances.
- La calle Brigitte Bardot se situe à Torremolinos, en Espagne.
- Les Brigitte Bardot International Awards sont des récompenses cinématographiques délivrées par la Humane Society of the United States pour les meilleurs documentaires animaliers non américains.
- (17062) Bardot, astéroïde nommé en son honneur.
- En 1985, elle est nommée chevalier de la Légion d'honneur par le président François Mitterrand ; mais elle refuse sa décoration, qu'elle dédie « aux animaux qui souffrent »[342],[343].
- Une rose lui est dédiée en 1994 sous le nom de 'Brigitte Bardot'[344].
- Le 28 septembre 2009, jour de son 75e anniversaire, elle est célébrée à cette occasion, dans la ville de Boulogne-Billancourt, par une exposition initiée par son ami Bruno Ricard retraçant l'ensemble de sa vie. Isabelle Adjani, qui lui apporte son soutien contre la chasse aux phoques, se montre émue à la découverte de cette rétrospective[345].
- En 2014, deux expositions à Saint-Tropez rendent hommage à l'actrice pour ses 80 ans, « Brigitte For Ever » (salle Jean-Despas) et « B.B. : Best Of Bardot » par le collectionneur et ami de la star Bruno Ricard (château de la Messardière)[346].
- En 2017, une statue de 700 kg et 2,5 mètres de haut, inspirée d'un dessin Milo Manara, d'après une photo de Jicky Dussart, est installée à Saint-Tropez[347].
- Un article de la sémio-sociologue Anne-Sophie Dépée publié dans le numéro spécial no 57 (janvier-février 2021) du magazine Historia lui rend hommage parmi « 70 femmes qui ont fait bouger la France » : « Bardot est pendant 20 ans une influenceuse totale pour au moins deux raisons. Parce qu’elle a utilisé tous les médias de masse de l’époque : presse, cinéma, chanson. Parce qu’elle ouvre toujours les horizons des femmes avec un temps d’avance ».
- En 2021, l'auteur de livre jeunesse Gropapa publie un album[348] dans la collection dédiée à Paul Watson et Sea Shepherd Conservation Society et dédicacée à Brigitte Bardot en ces termes : « Je dédie cet album à Brigitte Bardot. À l’instar de Paul Watson, elle consacre sa vie à la défense des animaux depuis de nombreuses années et, ce faisant, a suscité des vocations, dont la mienne aujourd’hui. Sincères remerciements, madame Bardot. » La troisième et la quatrième page laissent apparaître une illustration tirée des photos réalisées lors du voyage de Brigitte Bardot aux côtés de Paul Watson pour dénoncer la chasse aux bébés phoques.
- En février 2021 est approuvée en conseil municipal d'Hénin-Beaumont (Pas-de-Calais) la décision de donner son nom à une nouvelle avenue aménagée en centre-ville, entre les rues Montpencher et Henocq[349]. Une rue Brigitte-Bardot existe également dans la ville d'Hayange (Moselle)[350]. En mai 2023, le Boulevard Brigitte Bardot à Villeneuve-Loubet dans l'arrondissement de Grasse est inauguré[351].

## Dans la fiction
Dans le long-métrage d'animation Les Douze Travaux d'Astérix (1976), la déesse romaine Vénus, qui apparaît lors d'une discussion entre les dieux dans l'Olympe, est représentée sous les traits de Brigitte Bardot — caricaturée dans sa fameuse position allongée, nue sur le ventre de Et Dieu… créa la femme.
Dans le film biographique Gainsbourg (vie héroïque) (2010) de Joann Sfar, son rôle est interprété par Laetitia Casta.
La série dérivée de la série télévisée espagnole sur la haute couture Velvet Colección intègre le personnage, pendant deux épisodes, lors de la première saison. Son rôle est joué par Patricia Conde.
En 2010, apprenant qu'un film biographique sur elle est en projet à Hollywood, Brigitte Bardot exprime son opposition à tout film sur sa vie de son vivant, bien que cette déclaration ne puisse réellement empêcher son tournage. Un feuilleton télévisé français sur sa vie intitulé Bardot est diffusé en mai 2023 sur France 2 ; Bardot y est interprétée par Julia de Nunez. L'intéressée déclare qu'elle n'a pas regardé le feuilleton et qu'elle « se moque » de ce « biopic à la con ».

### Articles
Samuel Blumenfeld, « Brigitte Bardot en toute liberté : Série 6 épisodes », Le Monde,‎ août 2021 (lire en ligne).
- Samuel Blumenfeld, « Dans « Et Dieu... créa la femme », Brigitte devient Bardot : Série « Brigitte Bardot, en toute liberté » 1/6 », Le Monde,‎ 8 août 2021 (lire en ligne)

- Samuel Blumenfeld, « BB, l’explosion d’un phénomène mondial : Série « Brigitte Bardot, en toute liberté » 2/6 », Le Monde,‎ 9 août 2021 (lire en ligne)

- Samuel Blumenfeld, « Sur le tournage de « La Vérité », la rencontre de Bardot avec le diable : Série « Brigitte Bardot, en toute liberté » 3/6 », Le Monde,‎ 10 août 2021 (lire en ligne)

- Samuel Blumenfeld, « Bardot, une vie confisquée : Série « Brigitte Bardot, en toute liberté » 4/6 », Le Monde,‎ 11 août 2021 (lire en ligne).

- Samuel Blumenfeld, « Avec Godard, Bardot dans la peau d’une autre : Série « Brigitte Bardot, en toute liberté » 5/6 », Le Monde,‎ 12 août 2021 (lire en ligne).

- Samuel Blumenfeld, « Bardot, l’adieu au cinéma, le combat pour les animaux : Série « Brigitte Bardot, en toute liberté » 6/6 », Le Monde,‎ 13 août 2021 (lire en ligne).

- Walter Carone, « Cette jeune fille sera célèbre dans l’année - Brigitte Bardot, la nouvelle Leslie Caron », Paris Match, no 168,‎ 31 mai 1952, p. 35-37.

- Raymond Cartier, « Brigitte Bardot, phénomène social », Paris Match, no 506,‎ 20 décembre 1958, p. 82-85, 89, 91, 94.

- Olivier Lalanne, « Entretien avec Brigitte Bardot », Vogue Hommes,‎ 28 septembre 2020 (lire en ligne).

- Elle, « Et le cinéma… créa Bardot ! », Elle,‎ 2011 (lire en ligne).

### Documentaires

#### Audio
Simonetta Greggio, « Brigitte Bardot, à nu - Podcast 5 épisodes, 10 h env. », Les Grandes Traversées, sur Radio France, France Culture, août 2020.
- Épisode 1/5 : Simonetta Greggio, « Brigitte Bardot, à nu 1/5 - Sacrée BB : avec Maryan Benmansour, Allain Bougrain-Dubourg, Valérie Dumeige, Marie-Dominique Lelièvre, Christophe Marie, Laurent Muldworf, Jean-Max Rivière, Alain Wodrascka. » [Podcast audio 109 min], Les Grandes Traversées, sur Radio-France, France Culture, 10 août 2020.

- Épisode 2/5 : Simonetta Greggio, « Brigitte Bardot, à nu 2/5 - Une très belle enfant : avec Jean Bouquin, Christian Brincourt, Stéphane Dalle, Marie-Dominique Lelièvre, Laurent Muldworf, Jean-Max Rivière, David Teboul, Ginette Vincendeau, Alain Wodrascka. » [Podcast audio 107 min], Les Grandes Traversées, sur Radio-France, France Culture, 11 août 2020.

- Épisode 3/5 : Simonetta Greggio, « Brigitte Bardot, à nu 3/5 - Blonde : avec Christian Brincourt, Manon Garcia Philosophe, Ariana Harwicz, Marie-Dominique Lelièvre, Laurent Muldworf, Colombe Schneck, Ginette Vincendeau. » [Podcast audio 108 min], Les Grandes Traversées, sur Radio-France, France Culture, 12 août 2020.

- Épisode 4/5 : Simonetta Greggio, « Brigitte Bardot, à nu 4/5 - Vie privée, vie publique : avec Daniel Angeli, Jean Bouquin, Christian Brincourt, Simone Duckstein, Manon Garcia Philosophe, Marie-Dominique Lelièvre, Laurent Muldworf, Bruno Ricard, Jean-Max Rivière, Colombe Schneck, David Teboul, Ghislain Uhry, Ginette Vincendeau. » [Podcast audio 108 min], Les Grandes Traversées, sur Radio-France, France Culture, 13 août 2020.

- Épisode 5/5 : Simonetta Greggio, « Brigitte Bardot, à nu 5/5 - Des booms et des bangs : avec Jane Birkin, Jean Bouquin, Christian Brincourt, Patrice de Colmont, Simone Duckstein, Eddy Matalon, Laurent Muldworf, Jean-Max Rivière, Vanessa Schneider, David Teboul, Ginette Vincendeau, Alain Wodrascka, Gigi Rizzi. » [Podcast audio 109 min], Les Grandes Traversées, sur Radio-France, France Culture, 14 août 2020.

#### Vidéo
- Telle Quelle, Mini-série documentaire sur Brigitte Bardot par Allain Bougrain-Dubourg et Catherine Poubeau diffusée sur Antenne 2 en 3 parties : E1 - Les premières années (19/12/1982), E2 - La célébrité (26/12/1982), E3 - Une vie heureuse (02/01/1983)[354],[355].